# Linares (Jaén)
Linares es un municipio y ciudad española situada en la mitad sur de la península ibérica que pertenece administrativamente a la provincia de Jaén, en la comunidad autónoma de Andalucía. El municipio se localiza en la zona centro-norte de dicha provincia, entre el sector oriental de Sierra Morena y la parte alta de la depresión bética, por lo que se pueden apreciar dos sectores bien diferenciados: la sierra y la campiña. Los ríos Guadiel, Guadalimar y Guarrizas, que aportan sus aguas al Guadalquivir, marcan los límites del municipio hacia levante y poniente. Linares forma parte de la comarca de Sierra Morena, de la cual es capital, y es cabeza del partido judicial homónimo.
Con una población de 55 261 habitantes (INE 2024), el municipio de Linares es el 2.º más poblado de la provincia, 28.º de la comunidad autónoma y 136.º del país. Su término municipal abarca una extensión de 197,5 km² y en su interior se ubican tanto la ciudad de Linares como la entidad local autónoma de la Estación de Linares-Baeza. Al ser la ciudad más poblada del norte de la provincia, Linares ofrece diversos servicios de la Administración General del Estado y de la Junta de Andalucía, tanto para la población que alberga como para la de un gran número de municipios vecinos, además de un centro universitario dependiente de la Universidad de Jaén ubicado en un moderno campus científico-tecnológico. Linares no forma parte del área metropolitana de otra ciudad, por lo que cuenta con su propia área urbana funcional, con aproximadamente 55 130 habitantes en 2023, según el Atlas Digital de las Áreas Urbanas de España.
Linares ha gozado durante siglos de una situación geográfica privilegiada por su condición de encrucijada de caminos y por su riqueza agrícola, pecuaria y minera. La ciudad ha estado orientada tradicionalmente hacia actividades mineras y fabriles, destacando en Andalucía por su compromiso de apoyo al desarrollo industrial. No obstante, hoy en día la actividad económica de la ciudad se caracteriza por una clara vocación al sector servicios, tras la desaparición de la totalidad de la industria de extracción minera durante el final del siglo XX y el declive de la industria automotriz a comienzos del siglo XXI.

## Toponimia

### Etimología

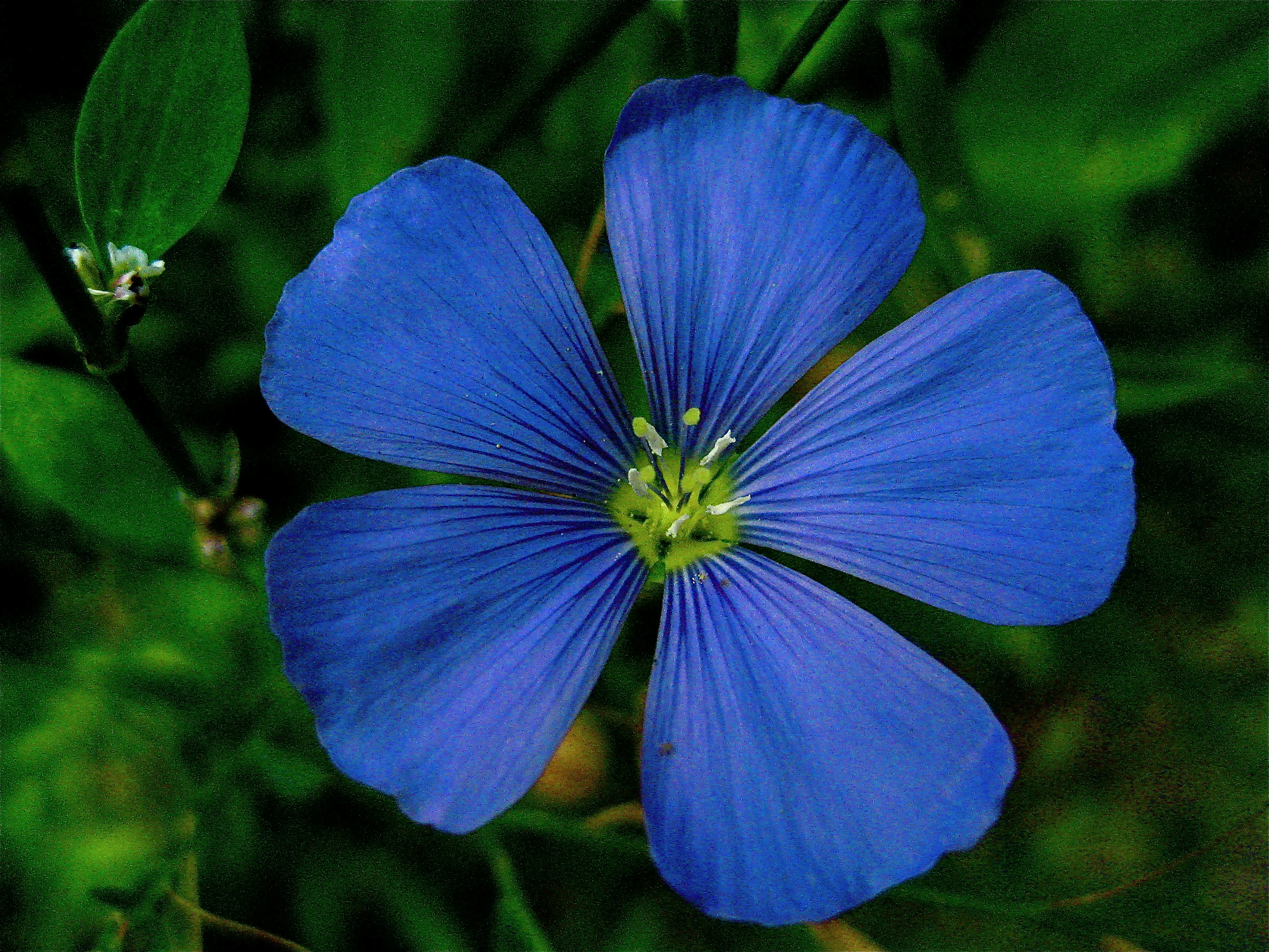
Lino (Linum usitatissimum), planta herbácea a la que se atribuye el origen más probable del topónimo de «Linares»

El topónimo de «Linares» se registró por primera vez en septiembre de 1155, durante el reinado de Alfonso VII. Existen varias versiones sobre la procedencia del término, si bien todas ellas coinciden en un origen romance. Algunos autores sostienen que el origen del topónimo de esta población podría ser la posible existencia de un templo o altar romano cercano en honor a la Luna, Luni arae. En tal caso, si el área o la zona donde se ubica Linares ya tuvo un nombre de ascendencia latina, tras la invasión musulmana de la península ibérica, lo más usual era que estos adaptaran el nombre preexistente a sus modos fonéticos, dando lugar a un vocablo similar o parecido a Linarum. No obstante, con mayor certeza la ciudad actual parece deber su nombre a la expresión romance procedente del término latino linum y posteriormente utilizada por los mozárabes como linar para designar los lugares relacionados con el lino (Linum usitatissimum), en cuya base y plural descansa la evolución y el eslabón filológico y lingüístico que acabaría otorgando el topónimo de «Linares». Este origen latino además explicaría la toponimia geográfica de otras poblaciones españolas con el mismo nombre.

### Gentilicio
El gentilicio «linarense» es, con diferencia, el más utilizado para referirse a los habitantes originarios de la ciudad, y gramaticalmente posee género común, válido tanto en masculino como en femenino. Por otro lado, la forma «castulonense», también de género común aunque mucho menos frecuente, se emplea en ocasiones para evocar la conexión histórica, cultural o arqueológica con la antigua ciudad iberorromana de Cástulo.

### Localidades homónimas
Compartiendo el mismo nombre que la «ciudad de las minas» existen numerosas localidades en el mundo. En España hay varias localidades y parroquias homónimas, aunque de mucha menor población, en Asturias, Cantabria, las provincias de Burgos, Huelva, Salamanca, Segovia y Teruel. En el continente americano, existen localidades homónimas en Chile, Colombia y México. La ciudad chilena de Linares, capital además de la provincia de Linares en la región del Maule, supone el primero, del que se tiene constancia, de los hermanamientos de la ciudad española del mismo nombre con otras urbes. Además, según recoge la Federación Española de Municipios y Provincias, la ciudad española está hermanada con Linares, ciudad mexicana del estado de Nuevo León.

## Símbolos

### Escudo
En campo de gules, un losange de azur, que carga un castillo de oro, abierto, mazonado de sable, sobre tres ondas de azur y plata, y surmontado por una campana cimada de una cruz latina, de plata (u oro). Bordura de plata con la divisa en letras de sable:

«Nunc Coepi Haec Mutatio Dexterae Excelsi» - Traducido del latín como Ahora comienza mi mutación a la derecha del Excelso.

El losange se halla acamado a una cruz en aspa o de San Andrés, de oro. Contorno hispano-francés, fileteado de oro. En la rehabilitación de los símbolos linarenses, adoptada en 2015 el timbre tradicional, una corona de marqués con un diseño arcaico, fue sustituida por una corona real abierta pero no se introdujo el contorno español, el segundo cambio requerido por la legislación en vigor.

### Bandera
Bandera rectangular vez y media más larga que ancha (del asta al batiente), compuesta por cinco franjas horizontales de colores amarillo, verde, blanco, rojo y azul en orden descendente, todas proporcionadas en la misma anchura y longitud. Según el historiador Federico Ramírez, el origen de esta enseña local se remonta a un traslado procesional al Santuario de la Virgen de Linarejos en 1666.

## Geografía
El término municipal de Linares abarca una extensión de 197,5 km². La ciudad se encuentra en un pequeño altiplano que desciende desde la zona norte del término municipal, que pertenece a Sierra Morena, hacia el oeste, abriéndose por aquí hacia el valle del Guadalquivir. Su orografía es suave, mostrando una transición entre la sierra al norte y la zona abierta de la campiña en el sur. El punto de mayor elevación del término municipal es el Paño Pico con 552 m s. n. m., mientras que la zona más baja es el valle del Guadalimar en el límite suroeste, con una altitud de 318 m s. n. m.
| Noroeste: Guarromán   | Norte: La Carolina    | Nordeste: Guadalén (Vilches) |
| Oeste: Bailén         |                       | Este: Canena y Rus           |
| Suroeste: Jabalquinto | Sur: Torreblascopedro | Sureste: Ibros y Lupión      |

### Geomorfología
Linares se enclava sobre el territorio en que se enlazan geográficamente dos de las unidades morfológicas de rango principal en las que puede subdividirse la península ibérica: la meseta ibérica y la depresión del Guadalquivir. La primera unidad se manifiesta como una antigua penillanura, tallada sobre materiales paleozoicos, graníticos o pizarreños. La segunda unidad corresponde a materiales margoarenosos, que han ido rellenando la depresión del Guadalquivir desde el Neógeno. En estos sedimentos subhorizontales, la erosión ha tallado lomas bajas y redondeadas.
El subsuelo del municipio está constituido por rocas paleozoicas, recubiertas en amplias zonas por sedimentos más recientes. Ambos conjuntos, zócalo paleozoico y recubrimiento poshercínico, difieren mucho en su composición, estructura, reflejo morfológico externo e importancia minera. El zócalo paleozoico de Linares está representado esencialmente por pizarras con intercalaciones de areniscas, granitos y diques intrusivos, así como formaciones metamórficas en el contacto de ambos conjuntos. El recubrimiento posterior lo integran, exclusivamente, sedimentos triásicos y miocenos.

### Hidrografía
El municipio de Linares pertenece, prácticamente en su totalidad, a la cuenca del Gualdalquivir desde el punto de vista hidrográfico. Los ríos Guadiel y Guadalimar, ambos afluentes del Guadalquivir por su margen derecha, marcan respectivamente los límites con los términos municipales de Bailén y Guarromán al suroeste, y con los de Ibros y Torreblascopedro al sureste. Asimismo, los ríos Guarrizas y Guadalén, subafluente y afluente respectivamente del Guadalimar, establecen el límite de Linares al este con el municipio de Vilches.

### Clima

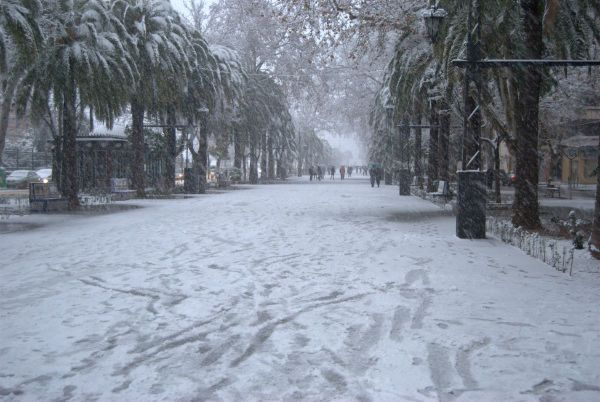
Paseo de Linarejos cubierto de nieve en 2010. Las nevadas son muy poco frecuentes en Linares

Según la clasificación climática de Köppen, el clima de Linares se encuadra en la variante Csa, clima mediterráneo continentalizado de veranos calurosos y secos e inviernos frescos y moderadamente húmedos. Su lejanía al mar confiere a Linares una elevada amplitud térmica, del orden de 10-20 °C. Los inviernos son frescos, aunque con algunas heladas que en ocasiones han llegado a ser intensas, debido a su escasa influencia marítima. Los veranos son muy calurosos y áridos, con importantes oscilaciones térmicas diarias y temperaturas máximas que suelen sobrepasar los 40 °C en varias ocasiones. El mes más frío del año en Linares es enero, con una temperatura mínima promedio de 2 °C y máxima de 13 °C, mientras que el mes más cálido del año es julio, con una temperatura máxima promedio de 36 °C y mínima de 19 °C. Las temperaturas medias diarias oscilan entre los 8 °C del mes de enero y los más de 27 °C del mes de julio.
El régimen de lluvias en Linares presenta dos estaciones pluviométricas bien diferenciadas: la húmeda de octubre a mayo y la seca de junio a septiembre. El mes más seco y despejado del año es julio, mientras que el más húmedo y nuboso del año es diciembre. No obstante, el mes con más días lluviosos es octubre, con un promedio de 5,8 días con al menos 1 mm de precipitación. El nivel de precipitación media anual es de alrededor de 500 mm, pudiendo existir grandes oscilaciones de un año a otro debido a la importante irregularidad interanual. El ombroclima es un seco superior, donde las precipitaciones en verano puede ser tan escasas que en los meses de verano este se puede situar en un semiárido, y en invierno o primavera las precipitaciones son tan abundantes que puede pasar a un subhúmedo. Debido a su relativamente baja altitud (419 m s. n. m.), las precipitaciones en forma de nieve son anecdóticas. Las tormentas, que son bastante frecuentes, especialmente entre finales del verano y principios del otoño, pueden provocar granizo y descargar grandes cantidades de lluvia en periodos cortos. El nivel de humedad percibido en Linares, medido por el porcentaje de tiempo en el cual el nivel de comodidad de humedad es bochornoso, opresivo o insoportable, no varía considerablemente durante el año, y permanece prácticamente constante en un nivel seco o cómodo. Por tanto, la temperatura de bochorno suele coincidir con la temperatura de bulbo seco.
| Parámetros climáticos promedio de Linares (419 m s. n. m.) (Periodo de referencia: 1971-2000) | Parámetros climáticos promedio de Linares (419 m s. n. m.) (Periodo de referencia: 1971-2000) | Parámetros climáticos promedio de Linares (419 m s. n. m.) (Periodo de referencia: 1971-2000) | Parámetros climáticos promedio de Linares (419 m s. n. m.) (Periodo de referencia: 1971-2000) | Parámetros climáticos promedio de Linares (419 m s. n. m.) (Periodo de referencia: 1971-2000) | Parámetros climáticos promedio de Linares (419 m s. n. m.) (Periodo de referencia: 1971-2000) | Parámetros climáticos promedio de Linares (419 m s. n. m.) (Periodo de referencia: 1971-2000) | Parámetros climáticos promedio de Linares (419 m s. n. m.) (Periodo de referencia: 1971-2000) | Parámetros climáticos promedio de Linares (419 m s. n. m.) (Periodo de referencia: 1971-2000) | Parámetros climáticos promedio de Linares (419 m s. n. m.) (Periodo de referencia: 1971-2000) | Parámetros climáticos promedio de Linares (419 m s. n. m.) (Periodo de referencia: 1971-2000) | Parámetros climáticos promedio de Linares (419 m s. n. m.) (Periodo de referencia: 1971-2000) | Parámetros climáticos promedio de Linares (419 m s. n. m.) (Periodo de referencia: 1971-2000) | Parámetros climáticos promedio de Linares (419 m s. n. m.) (Periodo de referencia: 1971-2000) |
| Mes                                                                                           | Ene.                                                                                          | Feb.                                                                                          | Mar.                                                                                          | Abr.                                                                                          | May.                                                                                          | Jun.                                                                                          | Jul.                                                                                          | Ago.                                                                                          | Sep.                                                                                          | Oct.                                                                                          | Nov.                                                                                          | Dic.                                                                                          | Anual                                                                                         |
| --------------------------------------------------------------------------------------------- | --------------------------------------------------------------------------------------------- | --------------------------------------------------------------------------------------------- | --------------------------------------------------------------------------------------------- | --------------------------------------------------------------------------------------------- | --------------------------------------------------------------------------------------------- | --------------------------------------------------------------------------------------------- | --------------------------------------------------------------------------------------------- | --------------------------------------------------------------------------------------------- | --------------------------------------------------------------------------------------------- | --------------------------------------------------------------------------------------------- | --------------------------------------------------------------------------------------------- | --------------------------------------------------------------------------------------------- | --------------------------------------------------------------------------------------------- |
| Temp. máx. media (°C)                                                                         | 13.4                                                                                          | 15.4                                                                                          | 19.0                                                                                          | 20.8                                                                                          | 25.6                                                                                          | 31.7                                                                                          | 36.6                                                                                          | 36.0                                                                                          | 31.1                                                                                          | 23.6                                                                                          | 17.5                                                                                          | 14.1                                                                                          | 23.7                                                                                          |
| Temp. media (°C)                                                                              | 8.3                                                                                           | 9.9                                                                                           | 12.6                                                                                          | 14.3                                                                                          | 18.6                                                                                          | 23.8                                                                                          | 27.9                                                                                          | 25.8                                                                                          | 23.5                                                                                          | 17.6                                                                                          | 12.3                                                                                          | 9.3                                                                                           | 17.0                                                                                          |
| Temp. mín. media (°C)                                                                         | 3.1                                                                                           | 4.4                                                                                           | 6.1                                                                                           | 7.8                                                                                           | 11.5                                                                                          | 15.9                                                                                          | 19.1                                                                                          | 19.1                                                                                          | 16.0                                                                                          | 11.5                                                                                          | 7.0                                                                                           | 4.6                                                                                           | 10.5                                                                                          |
| Precipitación total (mm)                                                                      | 53                                                                                            | 55                                                                                            | 42                                                                                            | 54                                                                                            | 36                                                                                            | 22                                                                                            | 3                                                                                             | 4                                                                                             | 19                                                                                            | 54                                                                                            | 59                                                                                            | 72                                                                                            | 478                                                                                           |
| Fuente: Agencia Estatal de Meteorología                                                       |                                                                                               |                                                                                               |                                                                                               |                                                                                               |                                                                                               |                                                                                               |                                                                                               |                                                                                               |                                                                                               |                                                                                               |                                                                                               |                                                                                               |                                                                                               |

### Flora
El conjunto de plantas que pueblan el término municipal de Linares se puede dividir en varias zonas: la campiña (70 % de la extensión municipal), la dehesa mediterránea (7 %), los pastizales (5 %), matorral mediterráneo (4 %) y los bosques de la ribera (2 %).
La campiña está poblada mayoritariamente por olivar y por herbáceos de secano, rodea al núcleo urbano y se extiende por todo el municipio, aunque su predominancia es más acusada en la mitad sur y gran parte del cuadrante noroeste. En esta unidad, y a pesar de no formar nunca masas importantes, las encinas están presentes de modo testimonial, diseminadas por toda la zona de cultivos, aprovechando fundamentalmente linderos de caminos y bordes de las líneas de ferrocarril.
Las dehesas del término municipal de Linares se localizan, fundamentalmente, en la zona de La Aceitosilla, La Garza, Cañada Incosa y alrededores del cerro Pelado. Representan aproximadamente el 43 % de toda la vegetación autóctona que aún se encuentra presente en el mismo, aunque este porcentaje sólo representa el 7,3 % de la superficie total del término municipal. Estas formaciones vegetales han sido tradicionalmente manejadas para su explotación ganadera, de manera que la cubierta arbustiva preexistente ha sido completamente eliminada para poder aprovechar los pastos que, naturalmente, sustituyen al matorral cuando este desaparece o para plantar forrajeras para el ganado.
La cubierta arbórea que permanece es monoespecífica, con la encina (Quercus ilex spp. rotundifolia), como único representante del bosque original. En ocasiones, las encinas han sido desplazadas en las umbrías por los quejigos (Quercus faginea). Las dehesas de Linares mantienen un buen grado de regeneración del arbolado, observándose muchos ejemplares en distintos estados de desarrollo.
Los pastizales, poco o nada arbolados, son frecuentes, rodeando los mismos enclaves citados para las dehesas. Constituyen la última etapa serial del bosque de quercíneas primitivo y son pastizales destinados al ganado, con especies vegetales típicas de las familias gramíneas, compuestas y leguminosas. Los pastizales, poco o nada arbolados, representan el 4,9 % de la superficie del término municipal linarense.

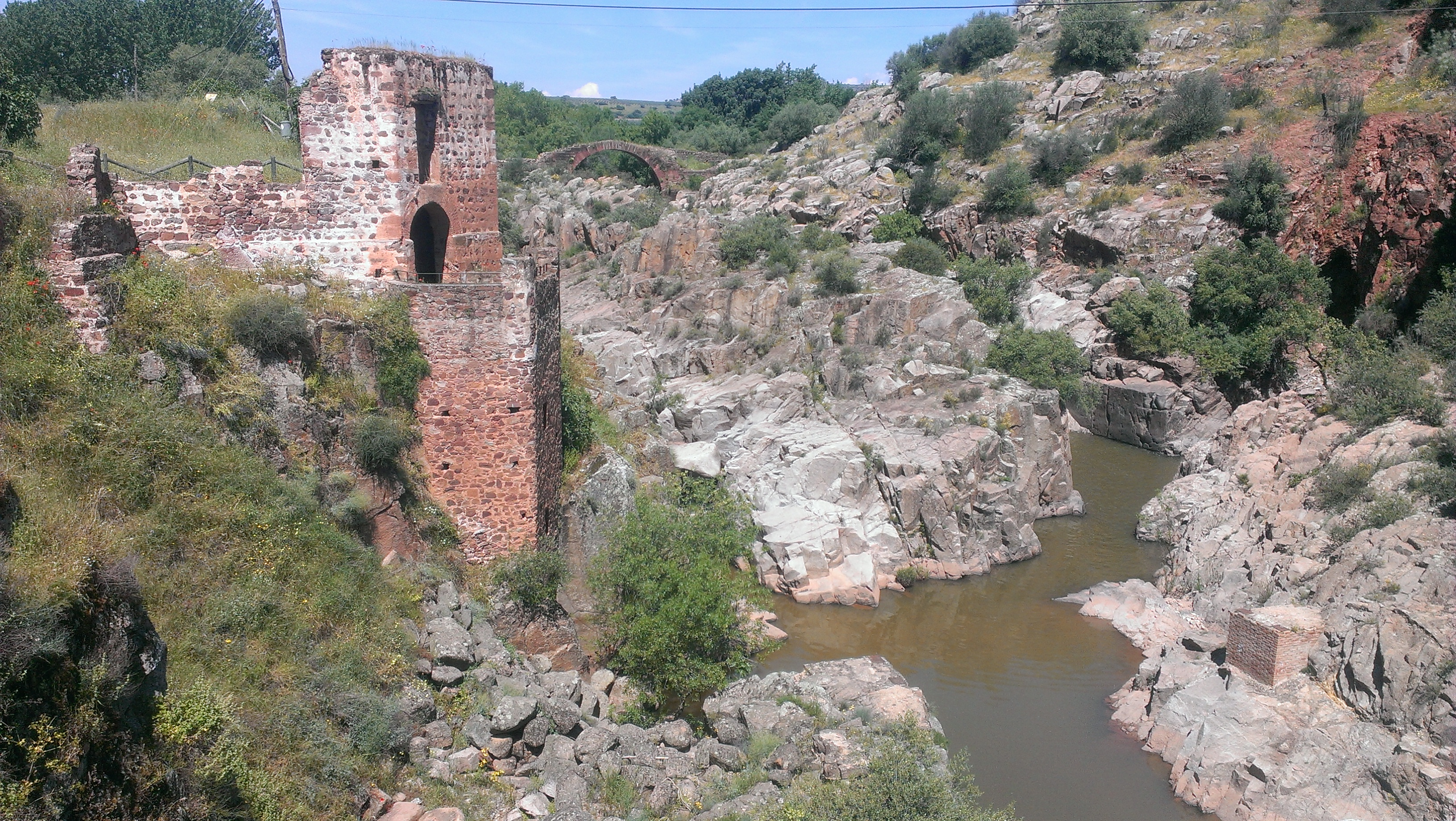
Paraje de El Piélago, entre los términos municipales de Linares y Vilches

En la unidad serrana, también se pueden identificar áreas de matorral mediterráneo que se distribuyen entre la zona del cerro Pelado, el Hoyo de San Bartolomé, El Arenal Blanco y Vadollano. Son formaciones típicas de sustitución del bosque mediterráneo original en las que prácticamente ha desaparecido la cubierta arbórea, o bien etapas evolutivas del pastizal, que una vez que ha sido abandonado como terreno productivo para el ganado ha comenzado a regenerarse con la aparición de especies propias del matorral. Muy probablemente esté más generalizada la regeneración del matorral desde etapas menos desarrolladas, ya que la variedad de especies de flora que actualmente conforma estos matorrales es escasa.
Los bosques de ribera son una intrusión del paisaje vegetal de la región climática eurosiberiana en la Iberia mediterránea. La compensación freática permite que especies propias del bosque caducifolio europeo se desarrollen en las cercanías de los cursos de agua de la región climática y biogeográfica mediterránea. En muchos tramos, tanto de los ríos Guadalimar, Guadiel y Guarrizas se mantiene una vegetación densa y variada, típica de los bosques en galería, compuesta principalmente por fresnos (Fraxinus angustifolia), sauces (Salix alba), álamos blancos (Populus alba), eucaliptos (Eucalyptus camaldulensis), alisos (Alnus glutinosa), especie interesante por su distribución tan al sur de Sierra Morena, tarajes, tamujos (Securinega tinctoria), cañas (Arundo donax), etc. Los bosques de ribera del término municipal de Linares representan casi el 2 % de su superficie total.

### Fauna

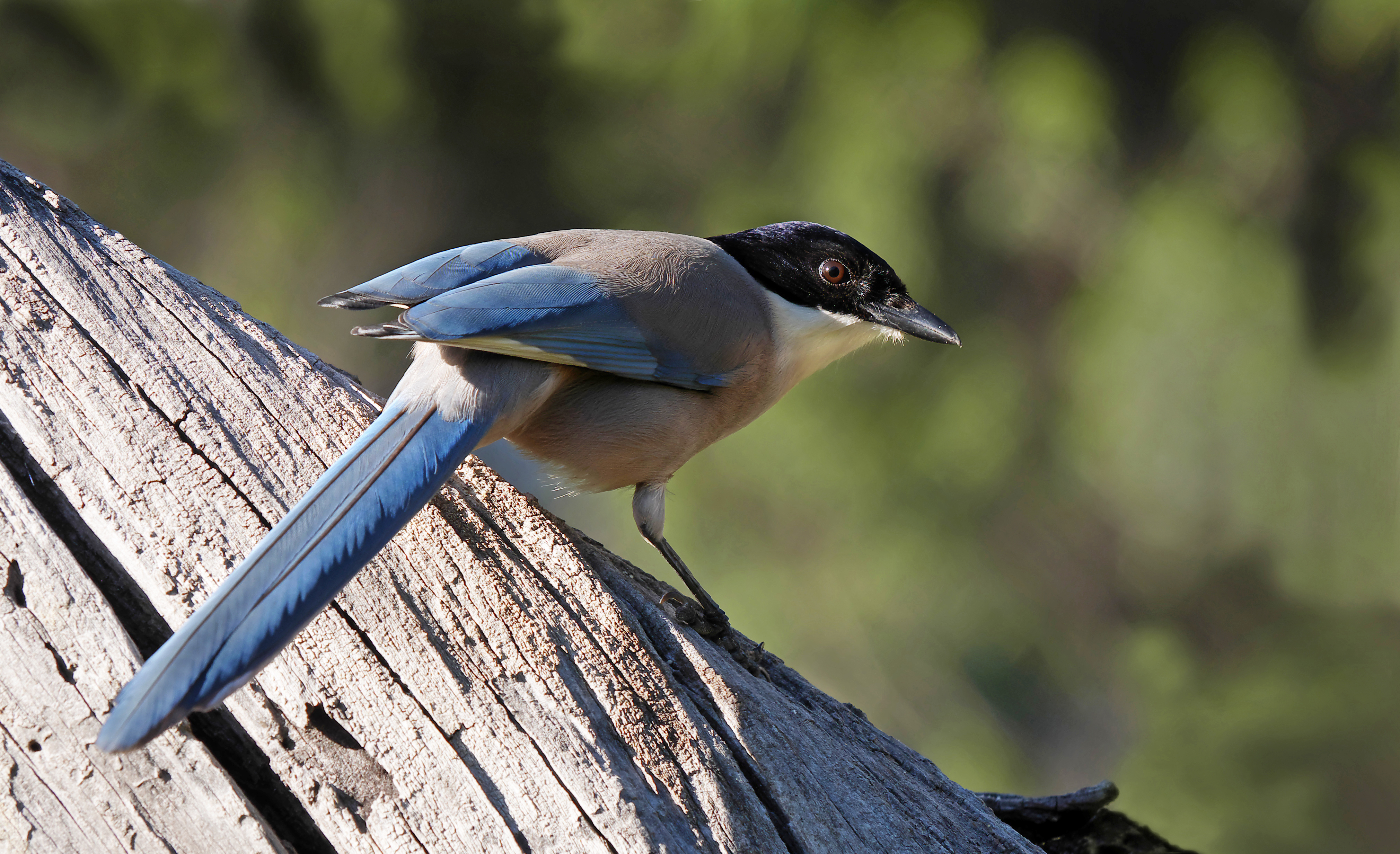
Ejemplar de rabilargo ibérico, especie de ave paseriforme perteneciente a la familia de los córvidos que puede avistarse en las inmediaciones del municipio

La actividad humana ha modificado mucho la superficie territorial de Linares, lo que ha afectado notablemente a las especies de fauna presentes en el municipio. Debido a que prácticamente ha desaparecido la cobertura vegetal original y ha sido sustituida por cultivos y construcciones, las especies faunísticas han quedado reducidas a especies adaptadas a este nuevo hábitat. En general, las especies presentes son típicas del clima mediterráneo y aquellas poco especializadas. En el municipio de Linares se conocen 76 especies de aves, 37 especies de mamíferos, 5 especies de peces, 19 especies de reptiles y 14 especies de anfibios.
Para una gestión sostenible de la ciudad es imprescindible tener en cuenta la presencia de la fauna urbana. En Linares, se pueden identificar diversas especies que forman parte de este entorno. Dentro del grupo de los mamíferos, destacan los roedores y otros carnívoros como perros y gatos callejeros, además de algunos murciélagos. En cuanto a los reptiles, cabe mencionar las lagartijas, salamanquesas y culebras. Las aves son las mejor representadas de la fauna urbana debido a su capacidad de desplazamiento. Además de palomas y gorriones, en las partes elevadas anidan también otros pájaros como la cigüeña blanca e incluso algunas rapaces, como el cernícalo primilla, el autillo y la lechuza común. Los insectos posiblemente sean la categoría más numerosa, ya que su espectro alimenticio abarca todos los ámbitos de la ciudad, fuera y dentro de las viviendas.

## Historia

### Prehistoria y Edad Antigua

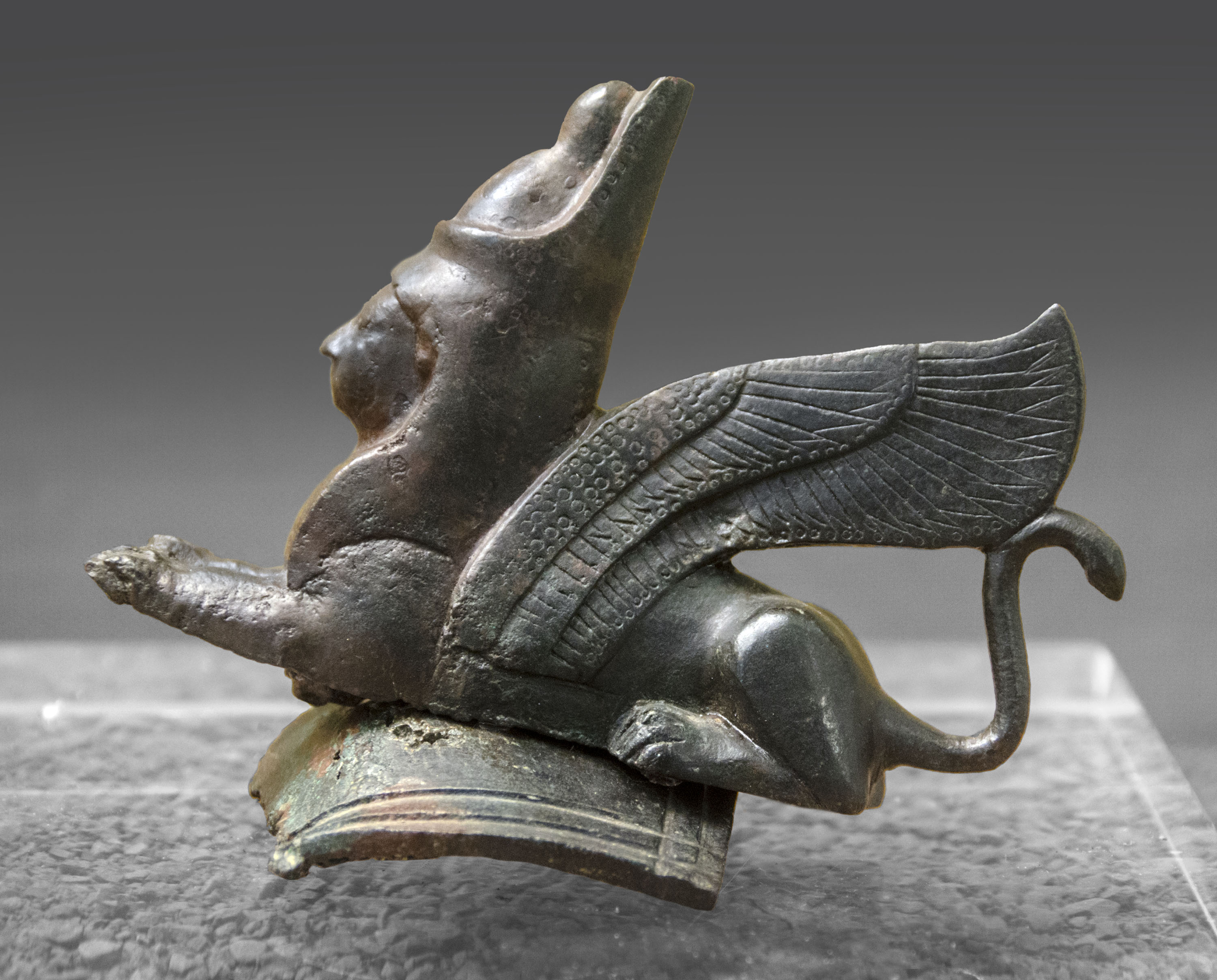
Estatuilla de una esfinge de bronce procedente de la tumba de Los Higuerones, en la necrópolis de Cástulo, datada del

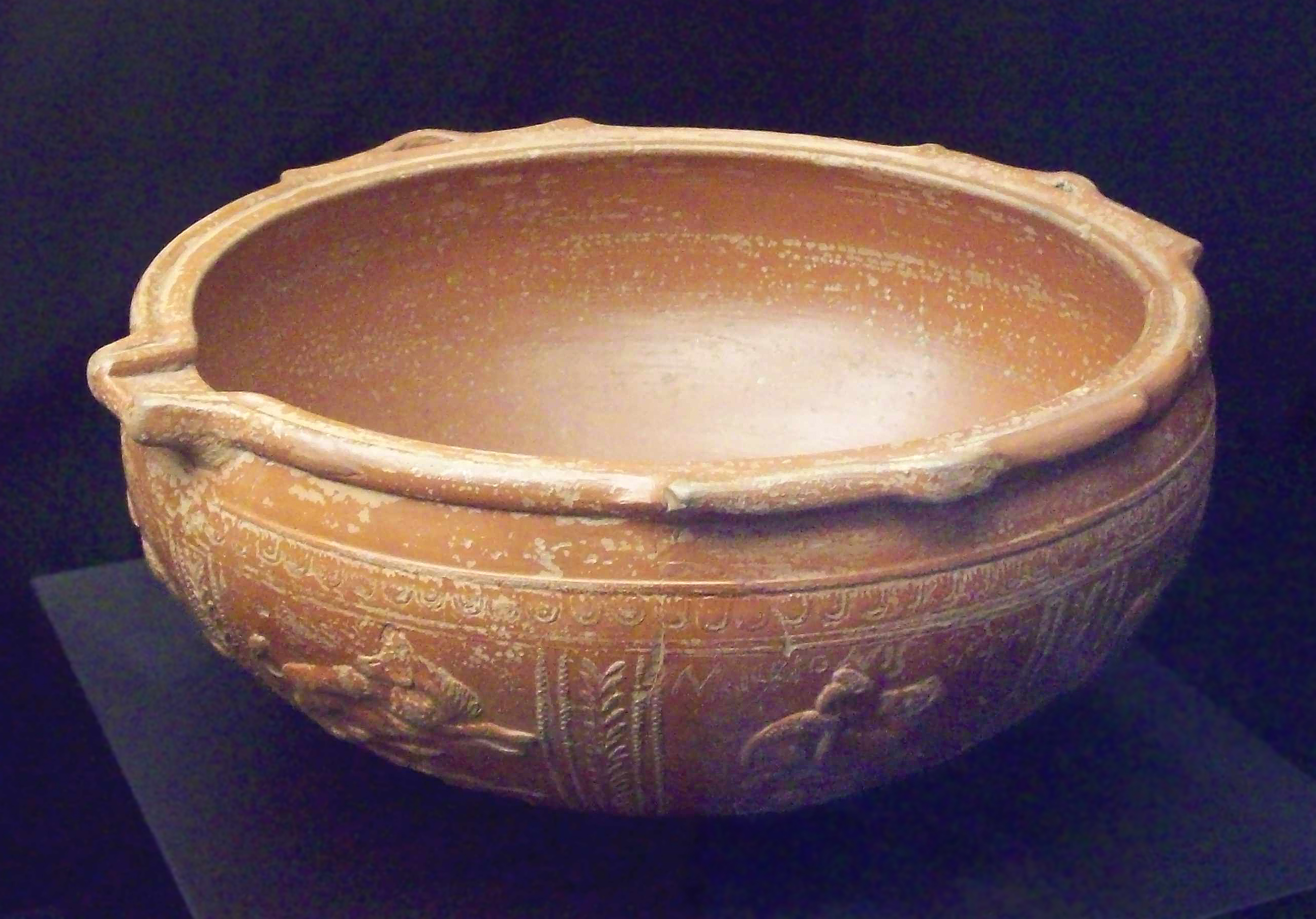
Cuenco romano de terra sigillata del siglo d.C. hallado en Cástulo (M.A.N., Madrid)

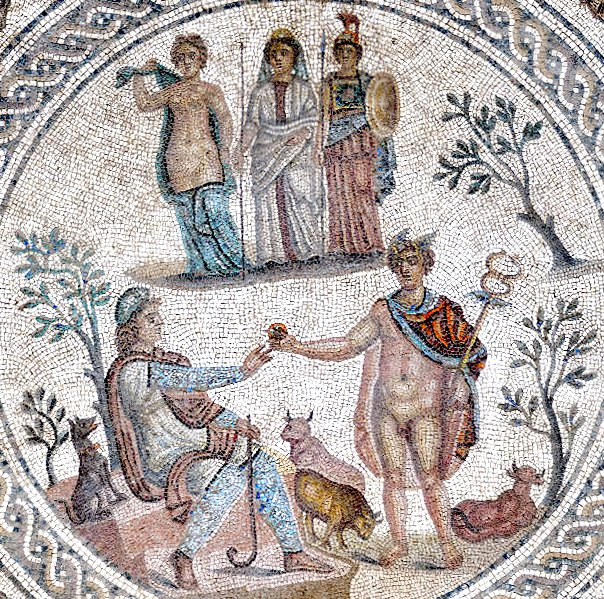
Detalle del Juicio de Paris en el Mosaico de los Amores, descubierto en Cástulo en 2012

Según se ha documentado, las primeras ocupaciones de la zona ocurrieron durante el Pleistoceno, como se ha podido constatar en evidencias paleolíticas contextualizadas en las terrazas cuaternarias del río Guadalimar. No obstante, los vestigios arqueológicos de mayor antigüedad hallados en la ciudad remontan sus orígenes históricos a la Edad del Bronce, específicamente a su fase argárica. La actual ciudad de Linares se localiza en las proximidades de la antigua Cástulo, de la cual es considerada sucesora. El espacio de Cástulo apareció como un centro destacado en toda la región de Sierra Morena, ligado a la explotación minera de sus ricos filones y a la actividad metalúrgica del cobre, el plomo y la plata. Cástulo fue un importante enclave íbero (Kastilo) y posteriormente romano (Castŭlō), capital de la antigua Oretania, una región poblada por el pueblo íbero prerromano de los oretanos («montañeses»), que abarcaba no sólo el presente término municipal de Linares, sino también gran parte del noreste de la actual provincia de Jaén y del sur de las actuales provincias de Ciudad Real y Albacete, con el río Guadiana como frontera septentrional.
A partir del siglo siglo VI a. C., Cástulo ya gestionaba la riqueza minera de la zona. Posteriormente, dada su importancia, atrajo al pueblo cartaginés, que había perdido la primera guerra púnica contra los romanos en Sicilia, y puso sus miras en la península ibérica, y en concreto en sus ricos yacimientos mineros.
Destaca especialmente el protagonismo de Cástulo en la segunda guerra púnica como aliada de Cartago, tras haberse concertado alianzas matrimoniales entre ambas sociedades, de entre las cuales la más conocida fue el matrimonio celebrado entre la castulonense Himilce y el general cartaginés Aníbal Barca. Tras la muerte de Amílcar Barca, se inició la II Guerra Púnica contra los romanos con el saqueo de Sagunto. La leyenda cuenta que Aníbal llevó a su esposa hasta Qart Hadast (actual Cartagena) y se fue a la guerra en la península itálica. Himilce falleció junto a su hijo Áspar en Cástulo debido a una epidemia de peste mientras su esposo estaba en campaña.
Cástulo, a consecuencia de su riqueza en metales fue pronto objetivo de Roma. De este modo, las relaciones de Cástulo con Cartago se rompieron en el momento en que la aristocracia local suscribió un pacto con el general Escipión el Africano, en representación de la república romana, en los últimos años del siglo III a. C. Los hermanos Escipión, generales romanos, desembarcaron en la península y rápidamente se dirigieron a la vecina Illiturgi, que saquearon y destruyeron tras una atroz carnicería por no plegarse a su condiciones. De allí, Escipión condujo su ejército a Cástulo y ante la noticia de lo sucedido en Iliturgi, la ciudad optó por la rendición. Cástulo adquirió la condición de libre e inmune, pudiendo mantener las instituciones de gobierno tradicionales a cambio de la admisión de una guarnición romana, y de la eventual aportación de tropas. Comenzó en ese momento el proceso de romanización de la ciudad, que culminó probablemente en la época imperial, cuando Cástulo se convirtió en municipio de derecho latino. Cástulo no fue ajena al periodo de cristianización del imperio romano, llegando incluso ser sede episcopal de la diócesis homónima (Dioecesis Castulonensis), cuyos obispos también acudían a concilios. Durante la administración romana de la ciudad, se creó la Societas Castulonensis, encargada de controlar y explotar todas las minas de la región, restos de cuyas instalaciones se encuentran por doquier. Potenciada por la explotación minera y agrícola, la ciudad de Cástulo atravesó un momento de gran prosperidad económica y social en época republicana, aunque a partir del siglo III, ya en la época imperial, la ciudad entró en declive debido a una crisis de rentabilidad de las explotaciones mineras, unido al impacto de las invasiones bárbaras, y al vacío de poder.

### Edad Media
Al término de la dominación romana, con la llegada de los visigodos, la minería, que había alcanzado épocas de gran esplendor, fue prácticamente abandonada. A partir del siglo V, Cástulo inicia su decadencia y a lo largo de los siglos VI y VII, la ciudad pierde importancia en favor de Beatia o Viatia (Baeza). A finales del siglo VII, durante el periodo de dominación visigoda, se interrumpió la diócesis de Cástulo, siendo el X Concilio de Toledo el último al que asistieron los obispos castulonenses, pues al XI Concilio de Toledo ya acudió el obispo de Beatia.

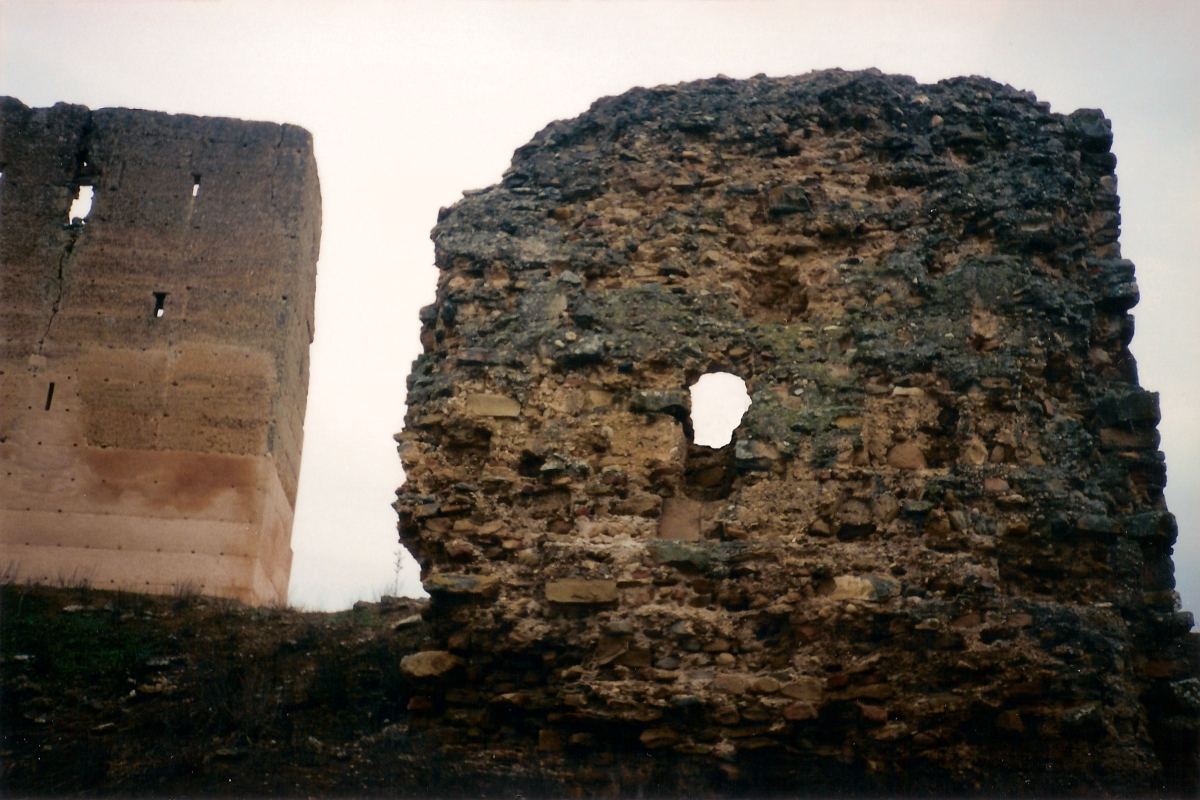
Ruinas del castillo de Santa Eufemia

Tras la invasión musulmana de la península ibérica, Cástulo fue conocida como Qastuluna. La situación de abandono de la minería en el entorno de Linares se prolongó durante el periodo de dominación árabe. Cástulo fue testigo de un movimiento de resistencia contra el califato de Abderramán I, sofocado en la conocida como batalla de Qastuluna junto al Guadalimar entre los años 785 y 786, hasta caer en una paulatina decadencia, dado también su abandono como ciudad o asentamiento. Durante la etapa de ocupación de la Qastuluna islámica, el territorio correspondiente al actual término municipal de Linares quedó integrado dentro de la circunscripción (Iqlim) de Baeza (Bayyasa). De esta etapa, sólo se conserva visible la torre central del castillo de Santa Eufemia, de planta rectangular y construida en argamasa, así como algunos fragmentos del lienzo de la muralla exterior, del que se conservan los restos de seis torres. Posteriormente, durante la Reconquista, esta fortaleza sirvió de refugio y albergue al ejército cristiano.
La primera mención a Linares data de 1155 por parte del rey Alfonso VII el Emperador. Tras la batalla de las Navas de Tolosa, comenzó a surgir una población alrededor de un castillo o fortaleza, inicialmente conocida como lugar y más tarde como villa de Linares, cuya misión era la de servir de avanzada para la reconquista de Cástulo. El 30 de noviembre de 1227, Fernando III el Santo reconquistó el territorio que corresponde al actual municipio de Linares, entregándolo a los dominios del extenso Concejo de realengo de Baeza (territorio que podría identificarse como la demarcación territorial del anterior Iqlim de Bayyasa), del que dependería administrativa y políticamente hasta el siglo XVI. Tras la Reconquista, la entonces pequeña aldea de Linares comenzó a adquirir mayor relevancia debido a su ubicación fronteriza con el reino nazarí de Granada. Fue repoblada con colonos provenientes de Castilla y de León, y se construyó en ella un castillo para reforzar su defensa.

### Edad Moderna

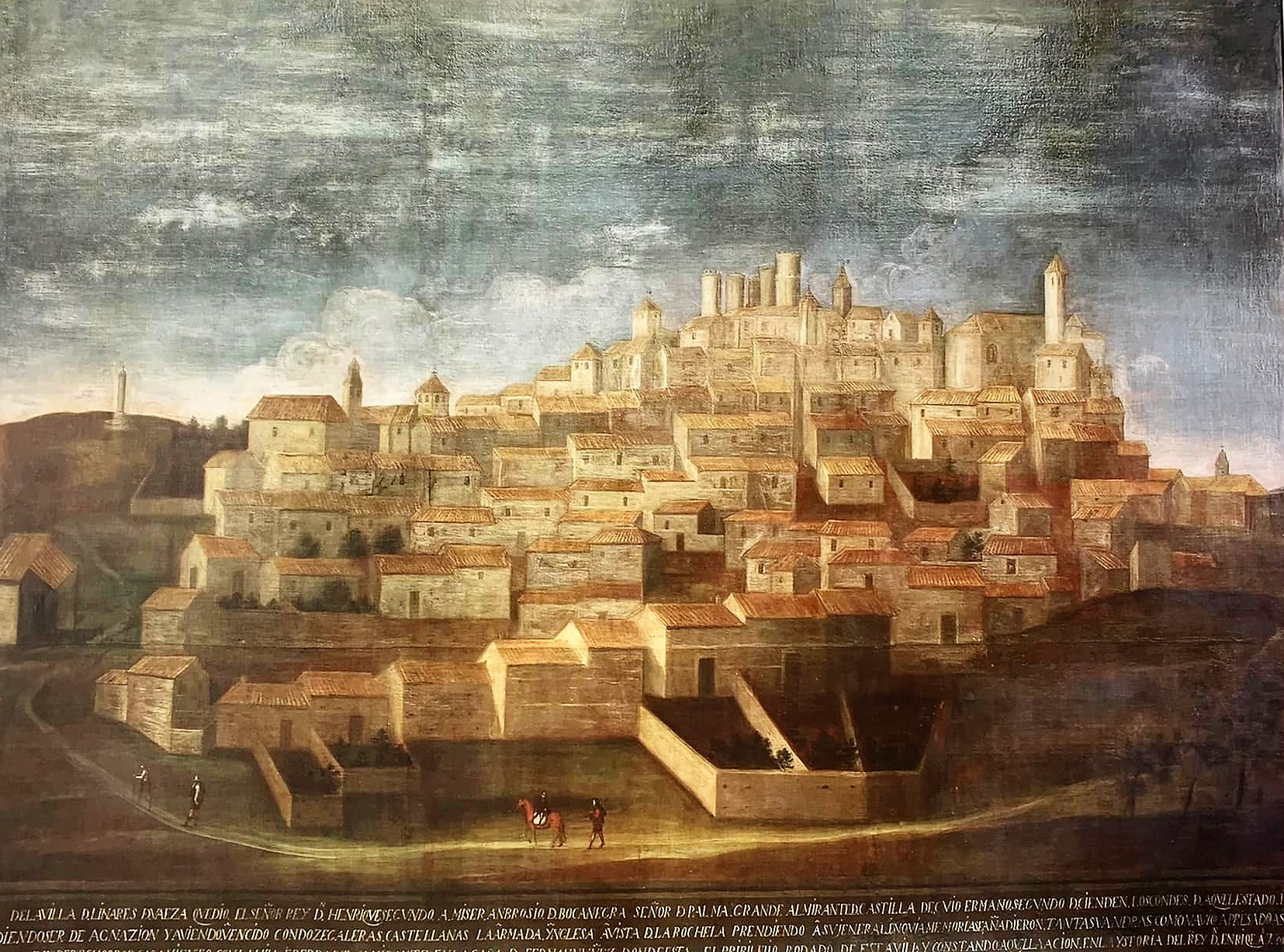
Representación de la villa de Linares en el, por un pintor anónimo

Expoliada durante los inicios de la Edad Moderna para abastecer de material de acarreo a otros centros urbanos de las cercanías, durante el siglo XVI la efervescencia constructiva de Linares supuso el inicio de un período de crecimiento económico que condujo a la formación de la ciudad renacentista, posibilitado en gran medida por los recursos mineros del entorno. En esta etapa, la reactivación de la minería en el entorno estuvo especialmente activa tras la promulgación de la Pragmática de 1563, por la que se concedieron licencias para la extracción de mineral a particulares. Esta actividad era en principio muy precaria y limitada a las posibilidades del utillaje rudimentario y a la excavación de pozos superficiales, pero progresivamente fue contribuyendo a la transformación de su entorno. En 1565, Felipe II concedió a Linares el privilegio de villazgo, que culminó su proceso de exención jurisdiccional con respecto a Baeza, constituyéndose en villa autónoma. Tras la independencia de Baeza en 1565, se inició un período de crecimiento económico basado en la explotación de los recursos mineros, que permitió la construcción de inmuebles monumentales como las iglesias de la Asunción y de San Francisco y numerosos edificios civiles, muchos de cuales aún se conservan.
En el archivo de Simancas, se conservan datos sobre la considerable aportación de plomo de Linares a la construcción del Monasterio de El Escorial en el siglo XVI. Destacó además su ubicación geográfica privilegiada como centro logístico intermedio para la recepción, almacenaje y el transporte de mármol blanco procedente de las canteras de la sierra de los Filabres hasta El Escorial. En los siglos XVII y XVIII, paralelamente a la agricultura y la ganadería, la explotación de minas de plomo en el municipio adquirió un gran impulso. El auge en la minería del plomo se tradujo en una producción de doscientas mil a trescientas mil arrobas al año, que tenían como destino principalmente la fabricación de material de guerra.
Hacia el año 1767, la empresa de colonización de Sierra Morena, llevada a cabo por Carlos III y su intendente Olavide, costó a Linares el que su término municipal quedara reducido a la extensión de 197,5 km2 que hoy posee.

### Edad Contemporánea

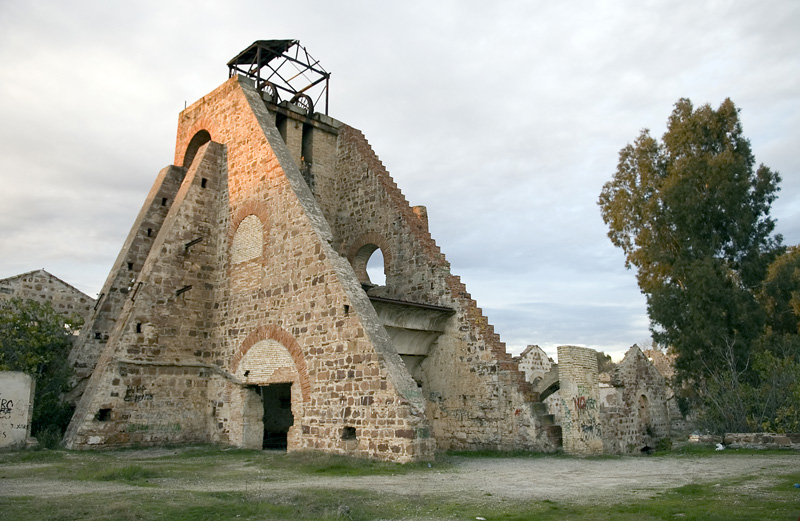
Ruinas del pozo San Vicente en la mina de San Miguel

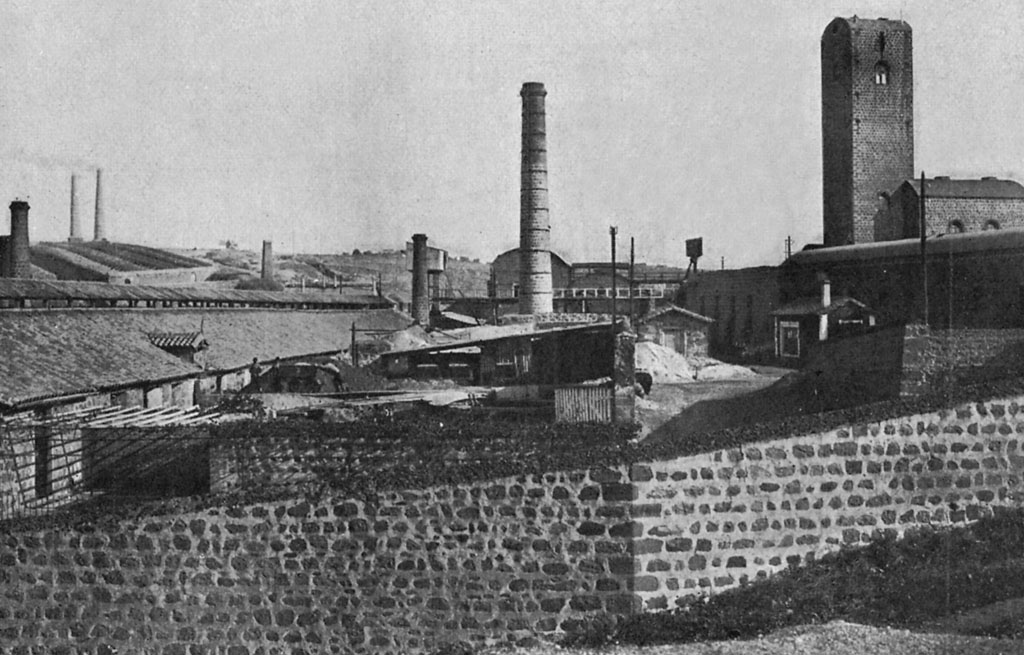
Mina-Fundición La Tortilla en el, la única factoría en España que realizaba todo el proceso productivo de transformación de mineral y producción de plomo

Las minas de plomo de Linares habían estado en actividad casi ininterrumpida desde la época prerromana. No obstante, a mediados del siglo XIX, con la introducción del maquinismo y el capital extranjero, fue cuando Linares experimentó el mayor crecimiento de su historia gracias a la actividad minera y metalúrgica de extracción del plomo a partir de galena y, en menor medida, de la plata y el cobre. Las primeras mejoras técnicas datan de 1849, introducidas por la compañía minera de capital inglés The Linares Lead Mining Co. en Pozo Ancho, propiedad de los ingenieros de minas Taylor and Sons, que ya habían explotado las minas de Guadalcanal. Esta firma inglesa estuvo explotando durante las siguientes décadas también las concesiones mineras denominadas La Fortuna Mining Ltd (1855), Alamillo Mining Co. Ltd (1863) y Buenaventura Ltd (1878), entre las que se encontraban las minas San Antón, los Quinientos, Cañada Incosa, Alamillos o Pozo Ancho.
La firma Taylor and Sons obtuvo grandes beneficios de sus concesiones en Linares y explotó asimismo las minas de plata de Hiendelaencina y otras minas como las de Pontgibaud. Las minas La Tortilla y La Gitana fueron explotadas por Spanish Lead Mining Co. (1864), dirigidas por el ingeniero de minas Thomas Sopwith. La Mina-Fundición de La Tortilla tuvo su apogeo entre 1864 y 1892 y fue uno de los principales complejos minero metalúrgicos de Linares. La actividad extractiva y metalúrgica de Linares estuvo estrechamente ligada a la cuenca carbonífera de Peñarroya-Belmez-Espiel para abastecer de combustible a las fundiciones de plomo, dado que este se exportaba ya beneficiado en planchas o lingotes.
El distrito minero de Linares-La Carolina llegó a configurarse a finales del siglo XIX como el primer productor mundial de plomo, situación que se mantuvo durante alrededor de cincuenta años (entre las décadas de 1870 y 1920). El plomo de Linares comenzó a cotizar en la Bolsa de Londres y se abrieron delegaciones diplomáticas de Reino Unido, Francia, Alemania y Bélgica, ya que casi toda la producción de plomo se exportaba. Durante este próspero periodo, Linares multiplicó su población y se convirtió en un bullidero de gentes venidas de cualquier parte, con la esperanza de una vida mejor. La ciudad experimentó una impresionante transformación urbana con el Plan Ensanche de 1875, que configuró la cuadrícula y las amplias avenidas como el paseo Linarejos.

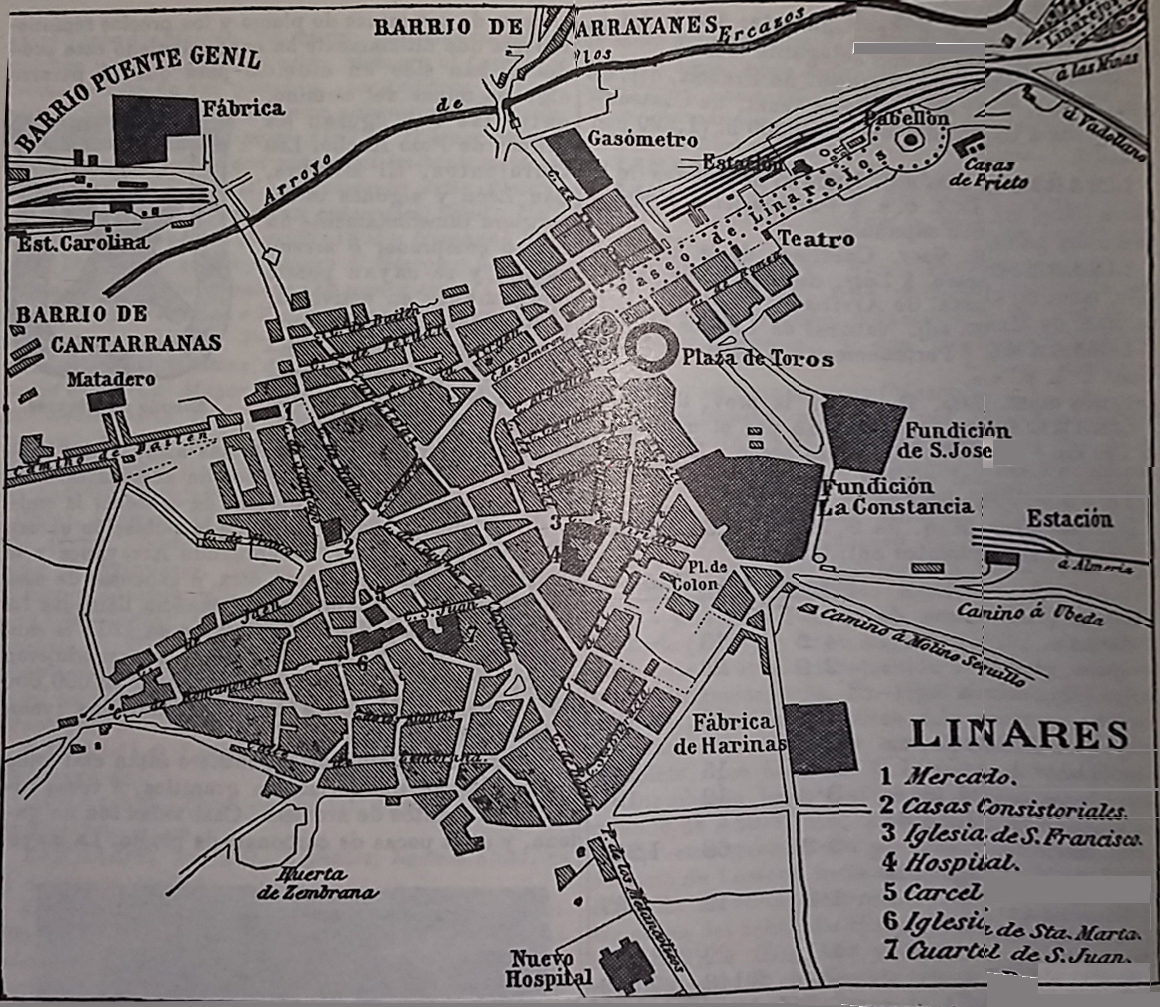
Plano de Linares en 1916

En esta época, la ciudad superó en población a la capital de la provincia, Jaén, y obtuvo el título de ciudad, que le otorgó Alfonso XII en 1875. Linares llegó a ser rápidamente una potencia económica y capital industrial de la provincia, y en ella se abrió la segunda sucursal del Banco de España, tras Madrid, en 1910 y la primera oficina de Banesto tras la de Recoletos, además de una caja de ahorros propia. Durante estos años hubo hasta tres intentos fallidos de que se otorgara a Linares la capitalidad de una nueva provincia española. Entre los partidarios de la creación de esta nueva provincia figuraban ministros como Severiano Martínez Anido y Eduardo Aunós o el linarense José Yanguas Messía, principal impulsor del proyecto.
Al calor de este desarrollo industrial y minero, Linares se convirtió en un importante nudo de comunicaciones. En la ciudad llegó a haber operativas hasta cinco estaciones de ferrocarril, e incluso un servicio de tranvías. En 1866 fue inaugurada al sur del municipio la estación de Baeza-Empalme, construida por la compañía MZA. Con los años, Baeza-Empalme se convirtió en uno de los centros ferroviarios más importantes de la red española. A esta se sumó otra estación, construida también por MZA en la zona de Vadollano. En los años que siguieron, se inauguraron nuevos recintos ferroviarios: la estación de Almería (1893), de la Compañía de los Caminos de Hierro del Sur de España; la estación de Zarzuela, de la Compañía de los Ferrocarriles Andaluces; o la estación de Madrid (1925), construida por MZA. Sin embargo, en la actualidad solo se mantiene operativa para viajeros la estación de Linares-Baeza, operada por Renfe.
Linares también destacó por tener una intensa actividad periodística. En el primer tercio del siglo XX circularon por la ciudad varios periódicos, que sucedieron a El Eco Minero (1875-1892), como fue el caso de El Noticiero (1895-1929), Diario Regional (1925-1931), Diario de Linares (1926-1928) o El Día (1929-1932).
En 1877 se fundó la Fundición La Constancia por los hermanos Caro, un importante centro de producción industrial que se situó entre las principales empresas de construcciones metálicas del país y se mantuvo en producción hasta 1989. En 1911 se inauguró la fábrica San Gonzalo para la producción de aluminio y objetos de plomo, propiedad de Álvaro Figueroa Torres (I conde de Romanones), y Gonzalo Figueroa Torres (I conde de Mejorada del Campo), incorporada a ENDASA (INI) en 1972, privatizada en 2001 y actualmente aún en funcionamiento. Estas fábricas, junto a la Fundición de La Cruz, la de La Tortilla, y las también fábricas locales de Mauricio y Granger, tuvieron una gran importancia durante la guerra civil (1936–1939), ya que una parte de la producción se destinaba a la fabricación de armamento para el ejército republicano, por lo que fueron objetivo primordial de los bombardeos aéreos de Linares en 1937 por parte del ejército sublevado.
En la década de 1930, se produjo un colapso general en la industria española de minerales y metales, que afectó de manera muy acusada a la actividad minera en los yacimientos de Linares y La Carolina. Tras la proclamación de la Segunda República, el Gobierno Provisional republicano-socialista promulgó un decreto, firmado por el director general de Minas, que aprobaba subvenciones para mitigar el grave problema del desempleo en el distrito minero de Linares. En esos años, la ciudad de Linares se caracterizaba por la escasez de prensa de extrema derecha, a pesar de su notable influencia en la capital provincial, a la que aún superaba en población. Linares destacaba como una de las localidades de la provincia donde la coalición republicano-socialista ganaba con amplia diferencia a la monárquica y que, a lo largo de todo el periodo republicano previo a la Guerra Civil, mantuvo en su ayuntamiento una representación política alineada con el gobierno estatal.

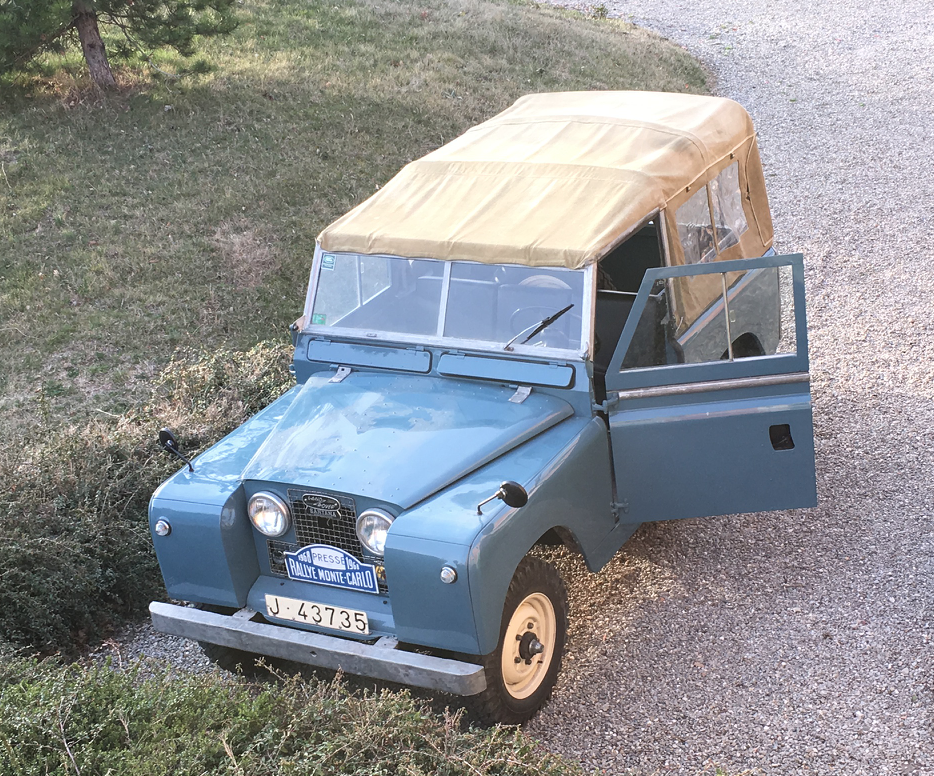
Primer Land Rover Santana fabricado en Linares (1961-1974)

A mediados del siglo XX, comenzó una paulatina decadencia de la extracción de plomo, si bien Linares fue reinventándose a nivel industrial, con una potente industria fabril, y comercial. En 1943 ENADIMSA (Adaro), la empresa de investigación minera del INI, explotaba la reserva nacional del distrito minero de Linares. Algunos de los pozos explotados por Adaro hasta su cierre en 1986 fueron San Juan, Esmeralda o N°3 del filón del Cobre. A raíz del Plan Jaén de 1953, en 1956 se abrió la única planta de fabricación completa de automóviles de España, la Sociedad Metalúrgica de Santa Ana, especializada en maquinaria agrícola y vehículos todoterrenos. En 1961 empezaron a fabricarse automóviles de la patente inglesa Land Rover y luego cajas de cambio para Citroën en Vigo. En los años 1960, el Land Rover Santana fue en el mundo agrícola lo que el Seat 600 para el urbano. En 1959 se inauguró la fábrica azucarera de Azucareras Reunidas de Jaén como parte de la industria azucarera de Andalucía para la elaboración de azúcar a partir de remolacha azucarera. En 1991 se produjo el cierre de Compañía Minera de La Cruz, la última gran explotación minera de Linares.
Los inicios del siglo XXI trajeron a Linares la diversificación de su economía hacia los servicios tras el declive de su sector industrial y el cierre de Santana Motor en 2011 y posterior extinción definitiva por liquidación en 2018. La desindustrialización ha golpeado con especial fuerza a la ciudad, afectando notablemente a su tejido productivo. No obstante, este proceso de desindustrialización hacia una sociedad posindustrial no es exclusivo de Linares, sino que es un fenómeno que han experimentado numerosos municipios a nivel estatal. Desde 2007, Linares presenta tasas de paro superiores al 20 %, con un comportamiento socioeconómico similar al de otras ciudades de tradición industrial como Avilés, Ferrol y Lorca. En 2022, Linares vuelve a superar la tasa de paro del 30 %, y se convierte en la ciudad de España de más de 20 000 habitantes con mayor tasa de desempleo. Esta situación podría explicarse por las prejubilaciones derivadas de la desaparición de Santana Motor, la ausencia de inversiones públicas y la crisis económica del Covid-19, que ha afectado coyunturalmente al comercio y ha motivado el cierre de, entre otros establecimientos, El Corte Inglés. En 2023, la tasa de desempleo de Linares cae algo más de 4 puntos porcentuales y se sitúa en el 25,9 %, sólo superada a nivel nacional por Ceuta y La Línea de la Concepción.

## Demografía
El municipio linarense cuenta con una población de 55 261 habitantes (INE 2024).
| Gráfica de evolución demográfica de Linares entre 1842 y 2021 |
| |
| Población de derecho según los censos de población del INE Población de hecho según los censos de población del INEEn 1877 crece el término del municipio porque incorpora a Tobaruela |

### Evolución demográfica
A mediados del siglo XIX, Linares se convirtió en un importante centro minero debido a las minas de plomo cercanas. En el censo de 1842, la localidad contaba con 1771 hogares y 6567 vecinos. La fundición de plomo para la fabricación de láminas y tuberías de plomo y la producción de plata como subproducto de los minerales de plomo supusieron un notable aumento de la población. El tamaño de la localidad se multiplicó por seis entre 1849 y 1877, pasando de 6000 habitantes a 36 000 en poco menos de treinta años. Linares fue la ciudad más poblada de la provincia hasta el inicio de la posguerra, momento en que fue superada en población por Jaén, situándose actualmente en el segundo puesto a nivel provincial. Linares continuó creciendo a un ritmo más lento, hasta alcanzar una población relativamente estable próxima a los 60 000 habitantes a finales del siglo XX.
En el siglo XXI, el municipio linarense ha sufrido un significativo retroceso poblacional, especialmente en la última década, pasando de tener 61 306 habitantes en 2010 a 55 729 en 2022 según el INE, lo que equivale a una pérdida del 6 % de su población. Entre las principales causas de esta caída poblacional destacan la alta tasa de desempleo que ha soportado Linares desde hace años y la precariedad laboral, además la reducción de la tasa de natalidad, contribuyendo aún más al envejecimiento de la población. La pérdida de población de la ciudad está relacionada con la evolución de la industria automotriz y la desaparición de Santana Motor, su principal impulso económico en la segunda mitad del siglo XXI. En 2023, la esperanza de vida media de la población se situaba en 80,6 años, una de las más bajas de las ciudades españolas.

### Inmigración
Del total de 57 414 personas censadas en 2019, 1434 son de nacionalidad extranjera. Esto equivale a un 2,5 %, claramente inferior a la media nacional de inmigrantes que se sitúa en el 11,4 %. Los inmigrantes proceden de todos los continentes, siendo los de nacionalidades africanas (431), asiáticas (362) y americanas (311), las colonias más numerosas. Las nacionalidades más representadas son la marroquí (336 habitantes), la paquistaní (215), la rumana (173), la china (130) y la colombiana (62). De acuerdo con los datos del informe anual Indicadores urbanos publicado por el INE en 2023, Linares es la séptima ciudad española que menor porcentaje de extranjeros tiene.

### Área urbana funcional
Al no formar parte del área metropolitana de ninguna otra ciudad, Linares constituye una de las setenta Áreas Urbanas Funcionales (AUF) que existen en España según el INE, junto con el vecino municipio de Torreblascopedro, sobre el que ejerce influencia laboral.

## Administración y política

### Gobierno municipal
La administración local de la ciudad se realiza a través de un ayuntamiento de gestión democrática cuyos componentes se eligen cada cuatro años por sufragio universal. El censo electoral está compuesto por todos los residentes empadronados en Linares mayores de 18 años y nacionales de España y de los otros países miembros de la Unión Europea. Según lo dispuesto en la ley orgánica del Régimen Electoral General, que establece el número de concejales elegibles en función de la población del municipio, la corporación municipal de Linares está formada por 25 concejales.
| Periodo   | Nombre                             | Partido | Partido                                  |
| --------- | ---------------------------------- | ------- | ---------------------------------------- |
| 1979-1983 | Julián Jiménez Serrano             |         | Partido Socialista Obrero Español (PSOE) |
| 1983-1991 | Alfredo Catalán García             |         | Partido Socialista Obrero Español (PSOE) |
| 1991-1995 | Manuel Rodríguez Méndez            |         | Partido Socialista Obrero Español (PSOE) |
| 1995-1999 | Juan Bautista Lillo Gallego        |         | Partido Popular (PP)                     |
| 1999-2019 | Juan Fernández Gutiérrez           |         | Partido Socialista Obrero Español (PSOE) |
| 2019-2022 | Raúl José Caro-Accino Menéndez     |         | Ciudadanos (CS)                          |
| 2022-2023 | Francisco Javier Perales Fernández |         | Partido Socialista Obrero Español (PSOE) |
| 2023-act. | María Auxiliadora del Olmo Ruiz    |         | Partido Popular (PP)                     |

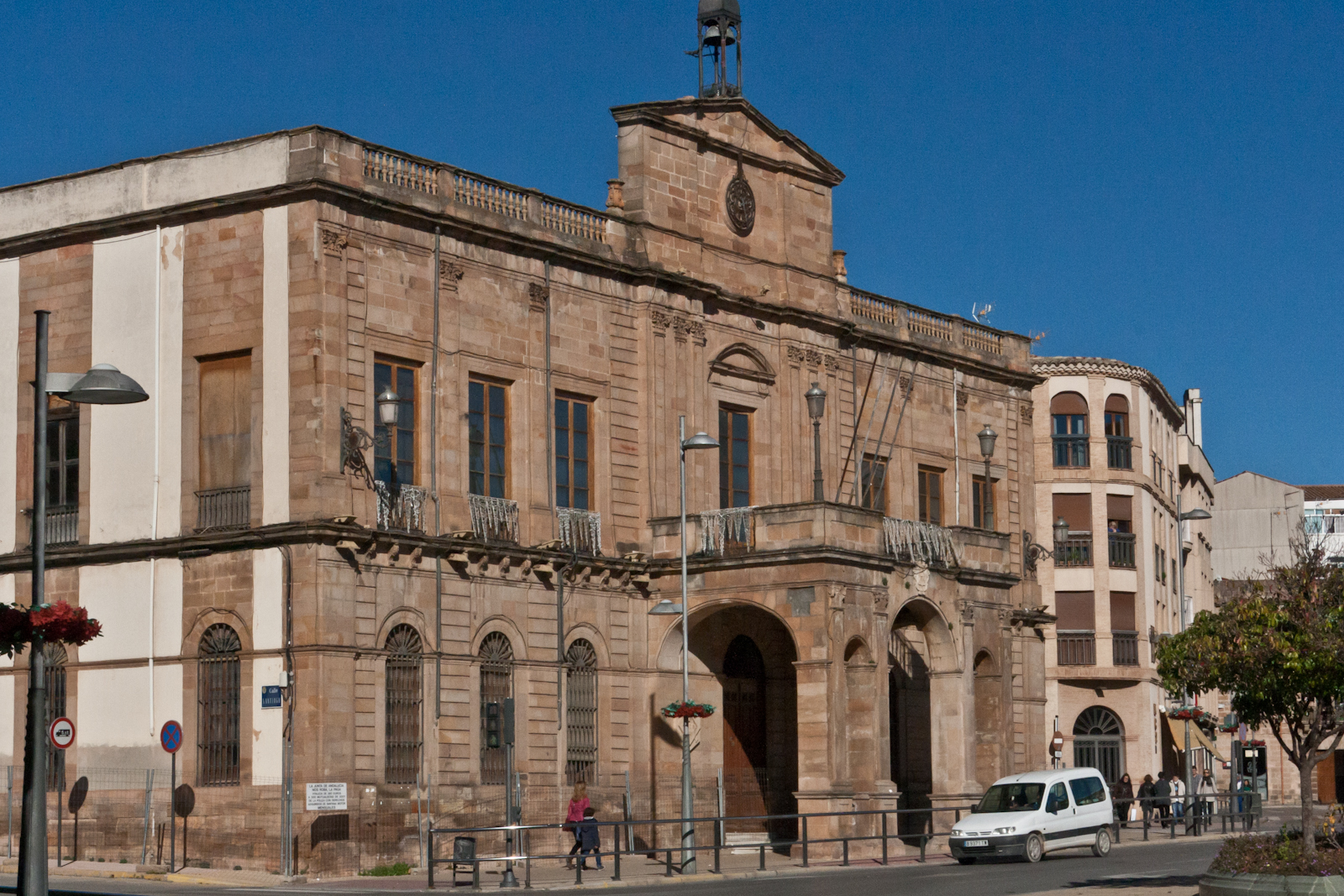
Ayuntamiento de Linares

El actual Ayuntamiento de Linares tiene su casa consistorial en el palacio municipal, situado en la plaza del Ayuntamiento.
Desde la reinstauración de la democracia en España, el partido más votado ha sido el Partido Socialista. Tras las elecciones municipales de 1995, la ciudad pasó a ser gobernada por el Partido Popular. No obstante, cuatro años más tarde el Partido Socialista recuperó el gobierno municipal con Juan Fernández como candidato, que se mantuvo en la alcaldía de Linares durante casi veinte años desde 1999 hasta el 15 de junio de 2019. El exalcalde socialista fue declarado culpable y condenado en abril de 2022 por malversación de fondos públicos. Entre 2019 y 2022, el cargo de alcalde fue ocupado por Raúl José Caro-Accino, de Ciudadanos. A pesar de haber quedado en tercer lugar en las elecciones y sin mayoría absoluta, Ciudadanos consiguió los votos favorables del Partido Popular y CILU, cuyos respectivos líderes ocuparon los cargos de tenientes de alcalde. Tras la crisis sanitaria del coronavirus, que originó el cierre de numerosos comercios, Caro-Accino anunció a finales de enero de 2021 una reestructuración de su equipo de gobierno. Esta decisión del entonces alcalde provocó la renuncia en bloque de los concejales de CILU-Linares de sus delegaciones. En julio de 2022, el PSOE desplazó a Ciudadanos de la alcaldía mediante una moción de censura apoyada por Izquierda Unida y CILU convirtiendo a Javier Perales en alcalde la ciudad. En las elecciones municipales de 2023, el Partido Popular fue el más votado en Linares, consiguiendo su mejor resultado histórico en la ciudad. La candidata popular a la alcaldía del consistorio linarense, Auxiliadora del Olmo, tomó posesión el 17 de junio de 2023, convirtiéndose en la primera alcaldesa de la historia de la ciudad.
| Partido político                                   | 2023  | 2023   | 2023       | 2019  | 2019  | 2019       | 2015  | 2015  | 2015       | 2011  | 2011   | 2011       | 2007  | 2007   | 2007       |
| Partido político                                   | %     | Votos  | Concejales | %     | Votos | Concejales | %     | Votos | Concejales | %     | Votos  | Concejales | %     | Votos  | Concejales |
| Partido Popular (PP)                               | 40,14 | 10 238 | 12         | 18,19 | 4924  | 5          | 28,51 | 7333  | 8          | 40,02 | 11 412 | 11         | 27,94 | 7369   | 7          |
| Partido Socialista Obrero Español (PSOE)           | 33,69 | 8592   | 10         | 25,32 | 6854  | 8          | 36,10 | 9286  | 10         | 40,80 | 11 634 | 11         | 56,12 | 14 803 | 16         |
| Vox                                                | 7,85  | 2003   | 2          | 4,58  | 1240  | 0          | 0,75  | 193   | 0          | —     | —      | —          | —     | —      | —          |
| Izquierda Unida (IU)                               | 5,66  | 1444   | 1          | 6,69  | 1813  | 2          | 14,56 | 3745  | 4          | 10,98 | 3132   | 3          | 8,64  | 2278   | 2          |
| Linares Primero                                    | 1,47  | 377    | 0          | 9,25  | 2505  | 2          | —     | —     | —          | —     | —      | —          | —     | —      | —          |
| Ciudadanos (CS)                                    | 1,47  | 376    | 0          | 18,05 | 4885  | 5          | 9,43  | 2425  | 2          | —     | —      | —          | —     | —      | —          |
| Ciudadanos Independientes de Linares Unidos (CILU) | 1,31  | 336    | 0          | 11,74 | 3179  | 3          | 5,89  | 1516  | 1          | —     | —      | —          | —     | —      | —          |

Desde las primeras elecciones municipales en 1979 tras la instauración de la democracia, el municipio linarense ha sido gobernado en su mayoría por el PSOE con cinco alcaldes, entre los cuales destaca el exalcalde Juan Fernández, quien ostentó la alcaldía durante casi veinte años. El PP ha gobernado durante dos legislaturas y desde 2023 es el partido al mando del ayuntamiento. Ciudadanos ha gobernado en tan solo una ocasión.

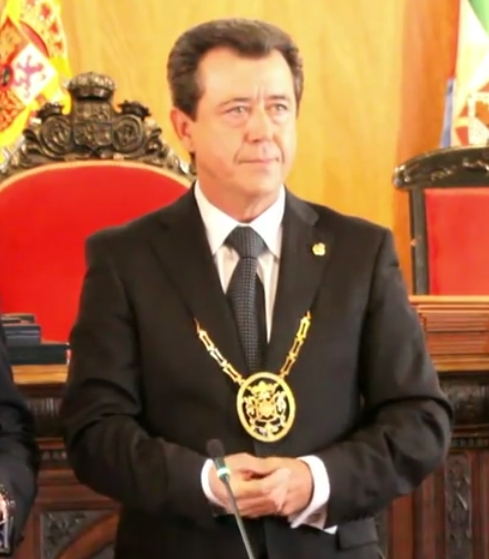
Juan Fernández, exalcalde socialista que presidió el ayuntamiento linarense ininterrumpidamente desde 1999 hasta 2019

### Organización territorial
Dentro del municipio linarense existen seis núcleos de población ubicados en el extrarradio que dependen administrativamente del municipio, entre los que se incluyen la Estación Linares-Baeza, La Cruz, La Tortilla, Linarejos, San Roque, Tobaruela. El mayor de estos barrios es la Estación de Linares-Baeza, una entidad local autónoma que alberga unos 1312 habitantes, mientras que los restantes barrios son de carácter residencial o segundas viviendas.

### Justicia
Linares es la sede del partido judicial del mismo nombre, número seis de la provincia de Jaén, del que además forman parte los municipios de Bailén, Jabalquinto y Torreblascopedro. Linares dispone de dos sedes judiciales de primera instancia e instrucción. No obstante, tras años de demandas para ser agrupados en una única sede, finalmente se ubicarán en los antiguos edificios de la Escuela Politécnica Superior.

## Economía

### Actividad empresarial y empleo
En la ciudad de Linares, tradicionalmente el sector secundario ha tenido un peso muy importante (hasta la década de 1960, especialmente debido a las actividades mineras, y posteriormente por la industria automotriz). No obstante, el cierre de diversas empresas del sector industrial ha dejado al sector servicios como el más importante de la ciudad, con diferencia, intensificado asimismo por los efectos de la crisis económica. Desde entonces, su economía no ha conseguido reactivarse. La ciudad ha estado soportando durante las últimas décadas unas elevadas tasas de desempleo, que han llegado a alcanzar el 44,5 % según algunas fuentes, lo que ha estado suponiendo para Linares ser la ciudad de población superior a 50 000 habitantes con la mayor tasa de paro de toda España.
Desde la crisis económica por la pandemia de COVID-19 hasta la actualidad, se han estado emprendiendo otras acciones destinadas a orientar la ubicación de la ciudad como centro logístico de primer nivel en Andalucía oriental, con grandes superficies y naves de distribución, buscando las sinergias entre el transporte por carretera y por ferrocarril. Asimismo, se intenta promover la cultura emprendedora y empresarial mediante instituciones como la Cámara de Comercio de Linares y los diversos parques empresariales. La ciudad está recibiendo nuevas empresas, desde un enorme centro comercial de Mercadona, hasta un centro de competencias digitales de Renfe, o una sede de Evolutio, la antigua British Telecom. Asimismo, destacan empresas tecnológicas de reciente creación como Meltio (fundada en 2019), una compañía especializada en la impresión 3D que en 2023 contaba con un centenar de empleados. La presencia del campus científico-tecnológico de Linares de la Universidad de Jaén ha sido un elemento fundamental para que estas empresas se instalen en la ciudad. También se están anunciando otros proyectos, como la reapertura de las explotaciones mineras de plomo en el distrito linarense bajo la denominación de «Nuevo Linares» para aplicaciones en las nuevas tecnologías y las energías renovables, o la instalación de una planta de producción de hidrógeno verde y metanol renovable en el municipio, que cuenta con importantes ventajas competitivas, como su ubicación logística privilegiada o el campus científico-tecnológico y los grupos de investigación especializados en esta actividad afincados en la EPS de Linares.

### Sector primario: agricultura

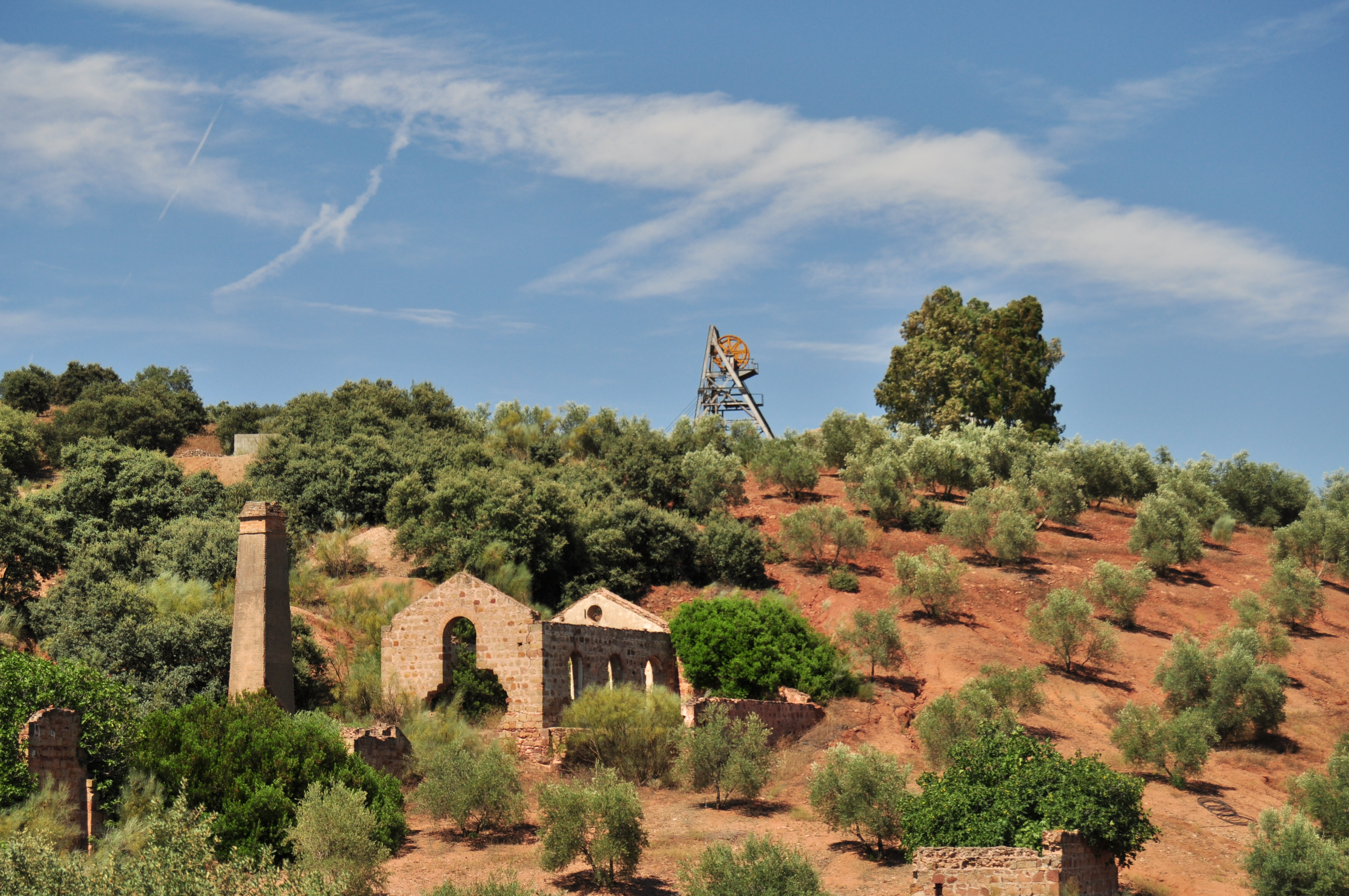
Un olivar en Linares

La superficie agrícola de Linares abarca una extensión de 149,7 km2, lo que supone el 75,99 % del total de la superficie municipal. Gran parte de la superficie que ocupan los cultivos está destinada al olivar, que supone alrededor del 70 % de los terrenos agrícolas. Algo menos del 27 % de este terreno está destinado a los cultivos de secano, fundamentalmente, cereales del tipo del trigo, la cebada o la avena, y sólo algo más del 3,5 % a los cultivos en regadío, básicamente, algodón y las típicas huertas familiares.
En el término municipal linarense, el olivar cuenta con una superficie de 10 870 ha y, al igual que en la mayor parte de la provincia de Jaén, constituye el principal cultivo leñoso, ya sea destinado a la producción y comercialización de la aceituna de mesa, o bien del aceite de oliva. La superficie destinada a cultivos herbáceos es de 1439 ha, de las cuales 661 ha se dedican al cultivo de cebada.

### Sector secundario: industria

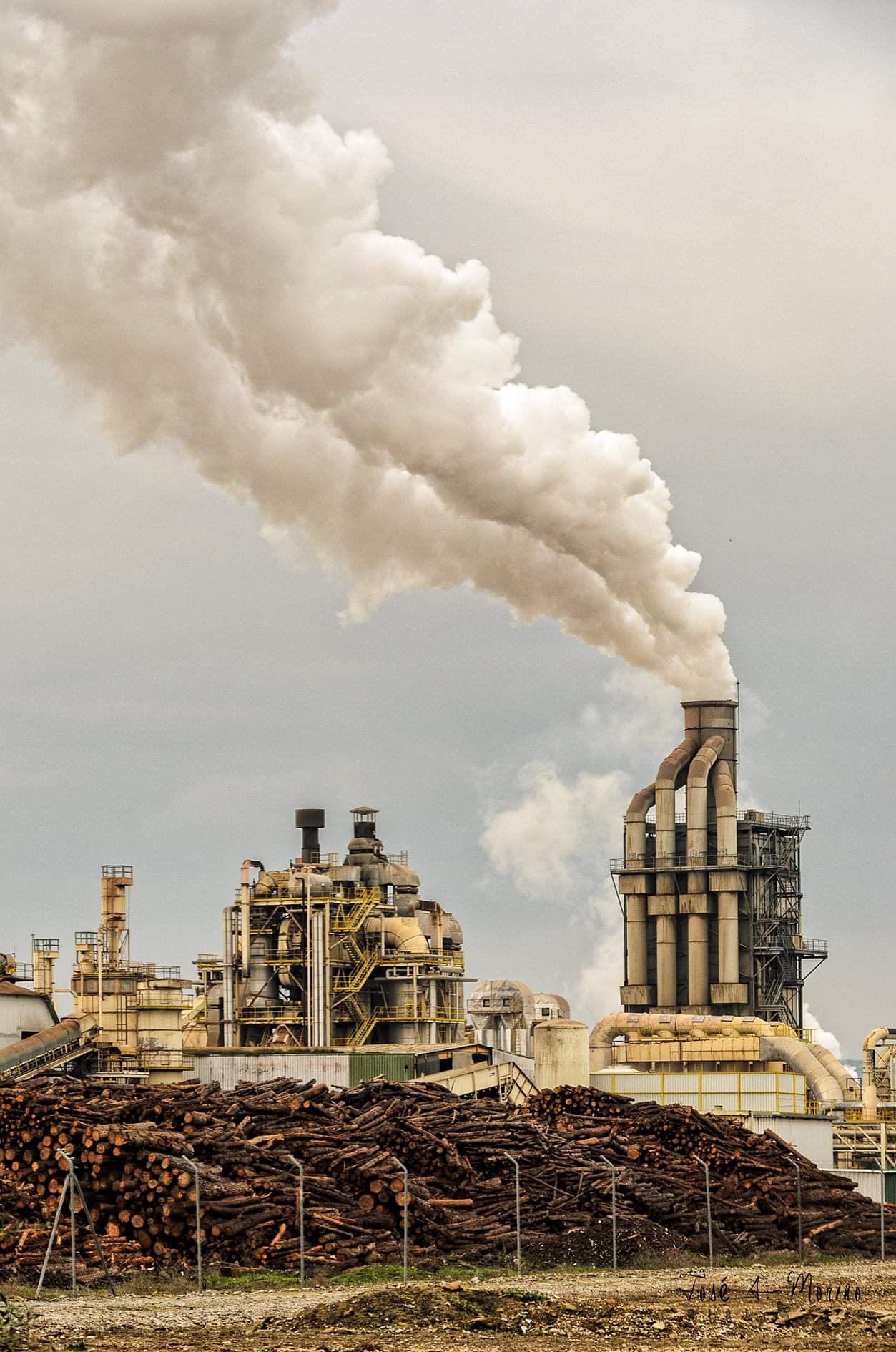
Planta maderera de la multinacional Sonae Arauco, en el término municipal de Linares

El sector industrial ha tenido tradicionalmente una gran relevancia en la economía de Linares, en particular las industrias mecánicas, electroquímicas, alimentarias, de automoción y de maquinaria agrícola. La industria es considerada una actividad productiva estratégica y fundamental para que el municipio linarense pueda lograr un crecimiento equilibrado y sostenible. Su aportación a la economía no solo se reduce a la creación de riqueza y a la generación de empleo, sino que tiene un notable efecto de arrastre sobre toda la cadena de valor. Por este motivo, Linares ha sido el primer municipio andaluz en adherirse a la red de «Ciudades industriales» para revitalizar este importante sector.
La principal industria de Linares fue Santana Motor, la única fábrica de automóviles que tuvo Andalucía y más que un símbolo de Linares. En su parque empresarial, se ha estado realizando una apuesta de diversificación, destinada a la fabricación de componentes de aerogeneradores por parte de la empresa Aemsa-Santana y vagones de metro y tranvía por la empresa CAF-Santana. No obstante, tras el cierre de su planta de fabricación de trenes en Santana, CAF está focalizando su trabajo en la división de ingeniería en el ámbito ferroviario.
Actualmente, la propiedad del capital social de las empresas del parque industrial de Santana es de la Junta de Andalucía, habiéndose convertido en una empresa de capital público como consecuencia de la multitudinaria protesta que en 1994 consiguió impedir su cierre ante la posible salida de Suzuki de la ciudad. En 2011, y tras la disolución de la compañía Santana Motor debido a sus cuantiosas pérdidas, se dio a conocer el plan «Linares Futuro», un plan presentado por los sindicatos para que tuvieran cabida empresas dedicadas a las energías renovables o a la fabricación de componentes electrónicos. Sin embargo, las nuevas empresas apenas llegaban y las instalaciones del parque industrial de Santana quedaron abandonadas y obsoletas. En 2021, se anunció el compromiso de la Junta de Andalucía a reacondicionar las infraestructuras del parque industrial abandonado hace una década con una inversión de 6,5 millones para resucitar y dinamizar uno de los polos industriales con mayor tradición en Andalucía desde mediados del siglo XX.
Linares contaba con la empresa Azucareras Reunidas de Jaén S.A., la cual tras la parada en septiembre de 2006 se convirtió en la accionista principal de Linares Biodiésel Technology S.A. (LIBITEC), empresa que centra su actividad en la producción de biodiésel, con una capacidad de producción a partir de 100 000 toneladas a partir del aceite de colza, palma, soja o girasol. Esta última no estuvo teniendo un buen funcionamiento y además se había encontrado con un mercado paralizado, por lo que a finales de 2009 presentó un ERE que afectaba a sus cerca de 30 trabajadores. Azucareras Reunidas de Jaén S.A., por su parte, continuó en el sector azucarero con una planta de envasado. En diciembre de 2009, LIBITEC anunció el cierre completo de la fábrica al finalizar el convenio de trabajo de tres años que tenía con los trabajadores. El desmantelamiento se llevó a cabo en el primer trimestre de 2010. En 2018, la actividad de la planta de biodiésel linarense se vio potenciada con la entrada del grupo inversor extremeño Solindex S.L. y el apoyo de la diputación provincial, que ha permitido aumentar la plantilla por encima de los 60 trabajadores. Tras el desmontaje de la planta de Andújar y gracias a su rápido acceso por ferrocarril, la capacidad de producción de la planta linarense se ha ampliado en 2021 hasta las 400 000 toneladas anuales de biocombustible.
Linares también dispone de una planta productora de tableros derivados de madera propiedad de la multinacional Sonae Arauco. El centro productivo de Linares cuenta con una superficie de 26 ha y emplea a más de 200 trabajadores directos.

### Sector terciario: servicios

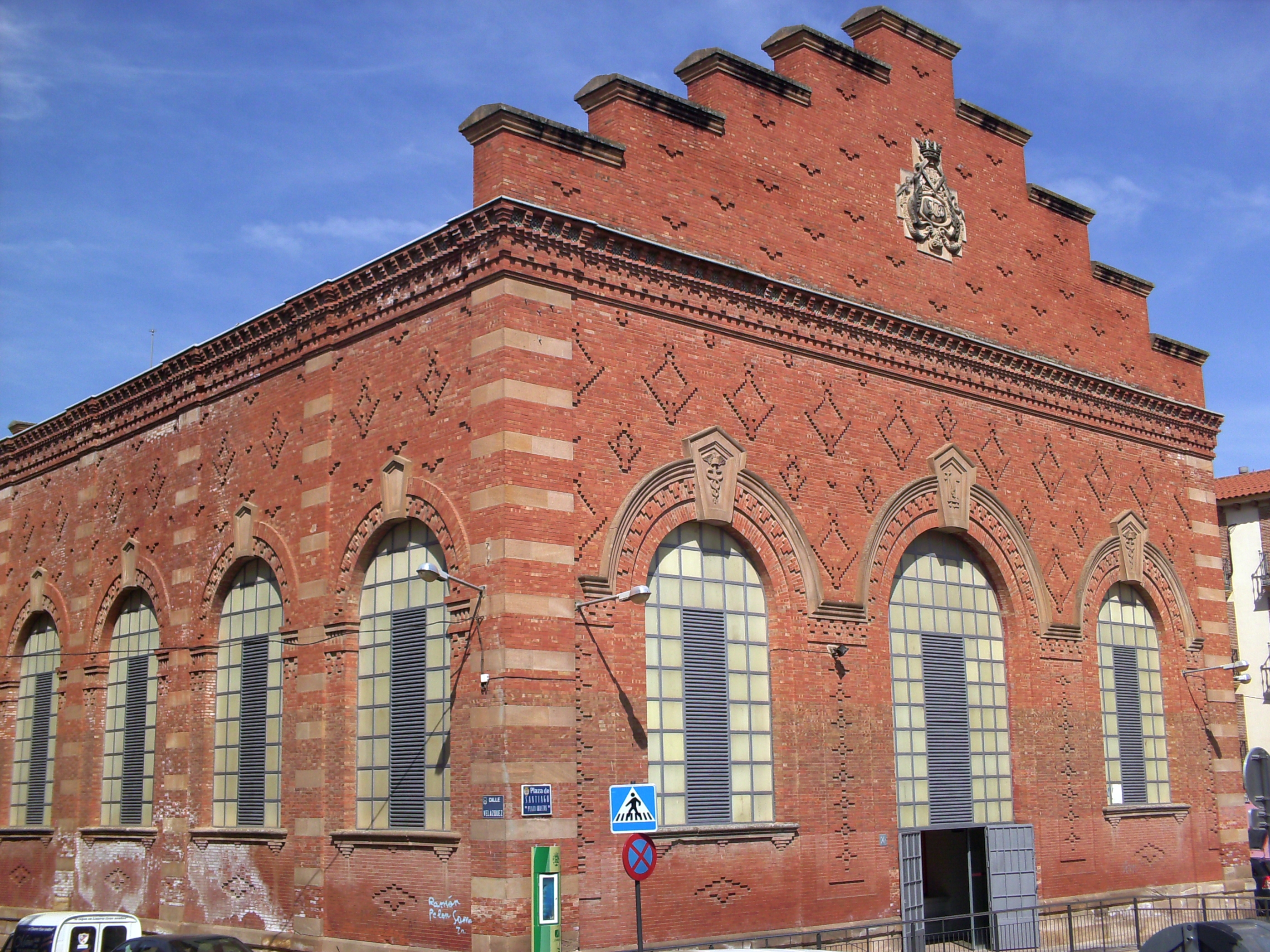
Mercado central de abastos de Linares, de estilo neomudéjar

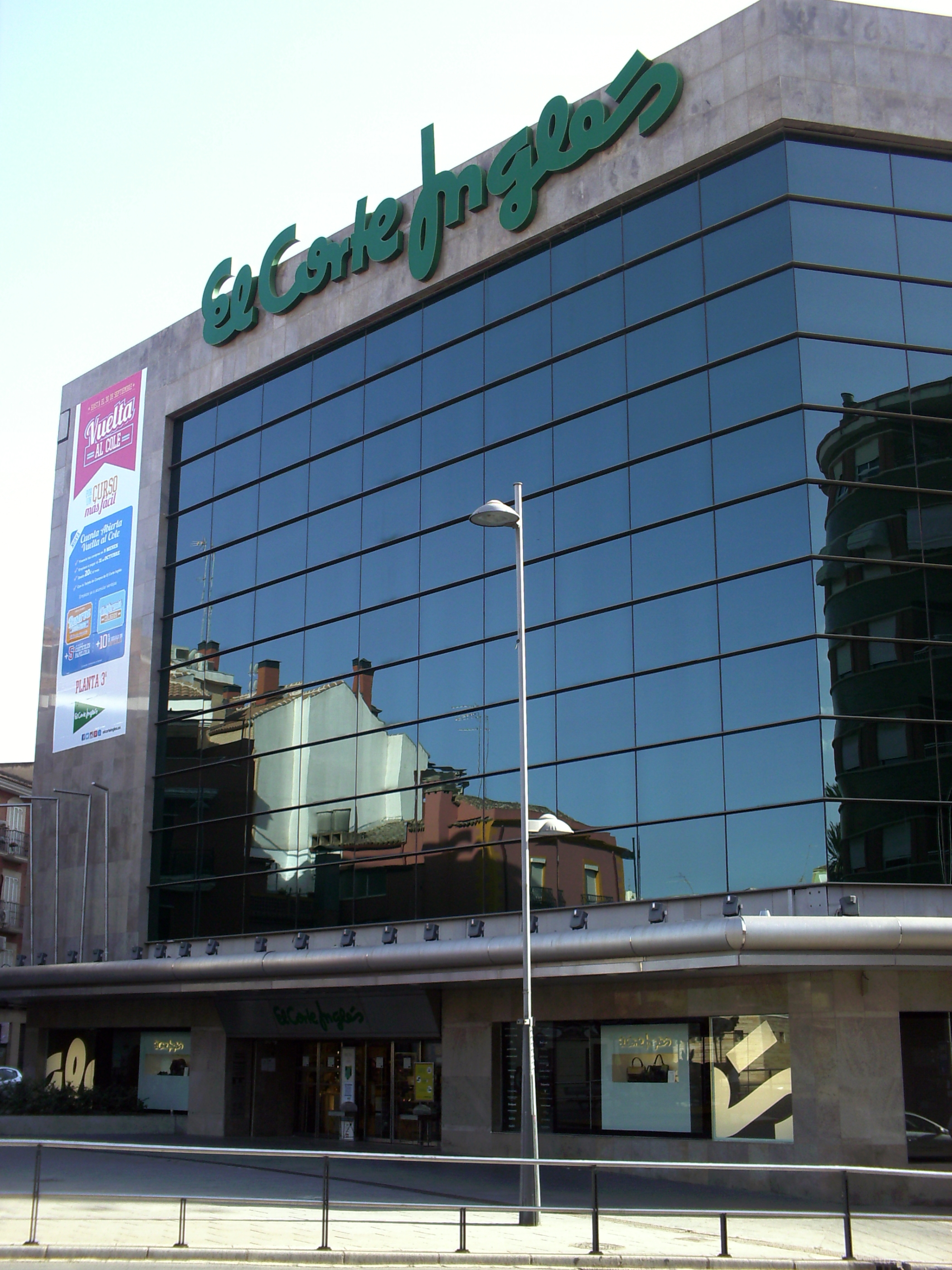
El Corte Inglés de Linares, inaugurado en 2002 y cerrado en 2021 durante la recesión económica causada por la pandemia de COVID-19

Linares es conocida en la provincia como la «ciudad de las minas» pero, a lo largo de esta última década, el comercio y la industria han adquirido mucha importancia. En 2004 ganó el premio nacional al comercio, debido a su gran impulso económico y a su potente centro comercial.
El municipio de Linares es foco comarcal y provincial en lo que a desarrollo comercial se refiere. La ciudad dispone de un centro urbano con una dinámica actividad comercial, en gran parte semipeatonalizado. Destaca el Centro Comercial Abierto (CCA), en el que se integran una gran cantidad de lugares donde comprar, distribuidos por toda la ciudad.
Los martes y viernes se celebra el tradicional mercadillo en la prolongación del paseo de Linarejos donde se pueden encontrar una multitud de artículos a precios muy económicos como calzado, ropa, bolsos y complementos de bisutería, cuadros y perfumería.
La ciudad tiene una creciente importancia turística en la región debido a su gran oferta comercial y patrimonial, sus diversos espacios escénicos y culturales, sus celebraciones y festejos, además de la gastronomía local. En cuanto a los alojamientos, en 2020 la ciudad contaba con cinco hoteles que suman 567 plazas, además de dos hostales y pensiones con 37 plazas en total.
En marzo de 2023 se presentó el proyecto del parque comercial Linares Plaza, un complejo comercial situado en la Ronda Sur de la ciudad (avenida de la Universidad). El proyecto contempla una superficie comercial de 42 000 m2, de los cuales casi 17 500 m2 estarían ocupados en planta baja por 12 operadores de primeras marcas y otros 3648 m2 en planta alta para restauración y gimnasio.

## Servicios

### Transporte y comunicaciones
Dada la situación geográfica de Linares, prácticamente a mitad de camino de la más importante vía de comunicación que conecta el sur peninsular, desde los tiempos más remotos la ciudad ha sido y continúa siendo un lugar estratégico como cruce de importantes vías de comunicación. Por su término han cruzado las principales rutas de comunicación entre Andalucía, la Meseta Central (Submeseta Sur) y Levante. En particular, destaca su posición privilegiada como puerta de entrada a la comunidad autónoma andaluza desde la meseta, que la convierte en un punto estratégico para la distribución logística en el sur de España y como punto de partida y llegada para mercancías que entran y salen de Andalucía en dirección al resto de España y Europa.

#### Red de carreteras
Linares se encuentra desplazada hacia el noroeste respecto al centro geográfico de la provincia y al noreste de la comunidad autónoma. La ciudad dista 49 km de Jaén, 119 km de Córdoba, 136 km de Granada, 247 km de Málaga, 251 km de Sevilla y 293 km de Madrid.
La autovía A-32 comunica Linares al sureste con Úbeda y al oeste con Bailén. Esta conexión con Bailén enlaza tanto con la autovía A-4 que comunica con el norte de España hacia Madrid y con el oeste de Andalucía hacia Sevilla así como con la A-44 que comunica el sureste de Andalucía hacia Granada. Las carreteras autonómicas y comarcales comunican Linares con los términos municipales colindantes de menor población como Torreblascopedro, Jabalquinto, Guarromán, Baños de la Encina, La Fernandina y Guadalén. Además, alrededor de la ciudad pasan la ronda oeste-norte y el cinturón sur. La autovía A-32 también comunica Linares con la estación de tren de Estación de Linares-Baeza, a 6,4 km al sureste.
Las carreteras que pasan por Linares o tienen su origen o final próximos la ciudad son las que aparecen en la siguiente tabla. 
| Tipo                    | Identificador            | Denominación | Descripción del recorrido | Itinerario                                  |
| ----------------------- | ------------------------ | --- | --- | ------------------------------------------- |
| Autovías                | A-32                     | Autovía Andrés de Vandelvira En construcción                                                                                                  | Atraviesa el término municipal por el centro de este a oeste, pasando al sur de Linares y al norte de la Estación de Linares-Baeza. | Bailén - Linares - Úbeda - Albacete         |
| Autovías                | A-4                      | Autovía del Sur | Atraviesa el término municipal de Bailén de noreste a suroeste, a 12 km al oeste de la ciudad de Linares.                           | Madrid - Bailén - Córdoba - Sevilla - Cádiz |
| Autovías                | A-44                     | Autovía de la Costa Tropical | Atraviesa el término municipal de Bailén de norte a sur, a 15 km al oeste de Linares.                                               | Bailén - Jaén - Granada - Motril            |
| Carreteras autonómicas  |                          | | |                                             |
| A-302                   | Carretera de Jabalquinto | Parte de Linares hacia el suroeste hasta enlazar con la A-44 en el término municipal de Jabalquinto.                                          | Linares - A-44 |                                             |
| A-303                   | Carretera de Pozo Ancho  | Parte de Linares hacia el nornoroeste con destino a Guarromán.                                                                                | Linares - Guarromán |                                             |
| A-312                   | A-312                    | Parte de Linares hacia el noreste con destino a Beas de Segura.                                                                               | Linares - Beas de Segura |                                             |
| A-6100                  | Carretera de Baños       | Parte de Linares hacia el noreste con destino a Baños de la Encina. Se cruza con la A-4.                                                      | Linares - A-4 |                                             |
| Carreteras provinciales |                          | | |                                             |
| JA-4102                 | JA-4102                  | Parte de Linares hacia el noreste con destino a Torreblascopedro. Pasa junto al yacimiento arqueológico de Cástulo y cruza el río Guadalimar. | Linares - Torreblascopedro |                                             |
| JV-6035                 | JV-6035                  | Parte de Linares hacia el norte con destino a La Fernandina (Carboneros). Continúa por la carretera JV-6038 con destino a La Carolina.        | Linares - La Fernandina - JV-6038                                                                                                   |                                             |

El tráfico urbano está regulado por el Cuerpo de policía local de Linares y gestionado por el ayuntamiento, de acuerdo con el artículo 7 de la Ley sobre tráfico, circulación de vehículos a motor y seguridad vial, aprobado por RDL 6/2015, que atribuye a los municipios competencias específicas en materia de tráfico.

#### Red ferroviaria

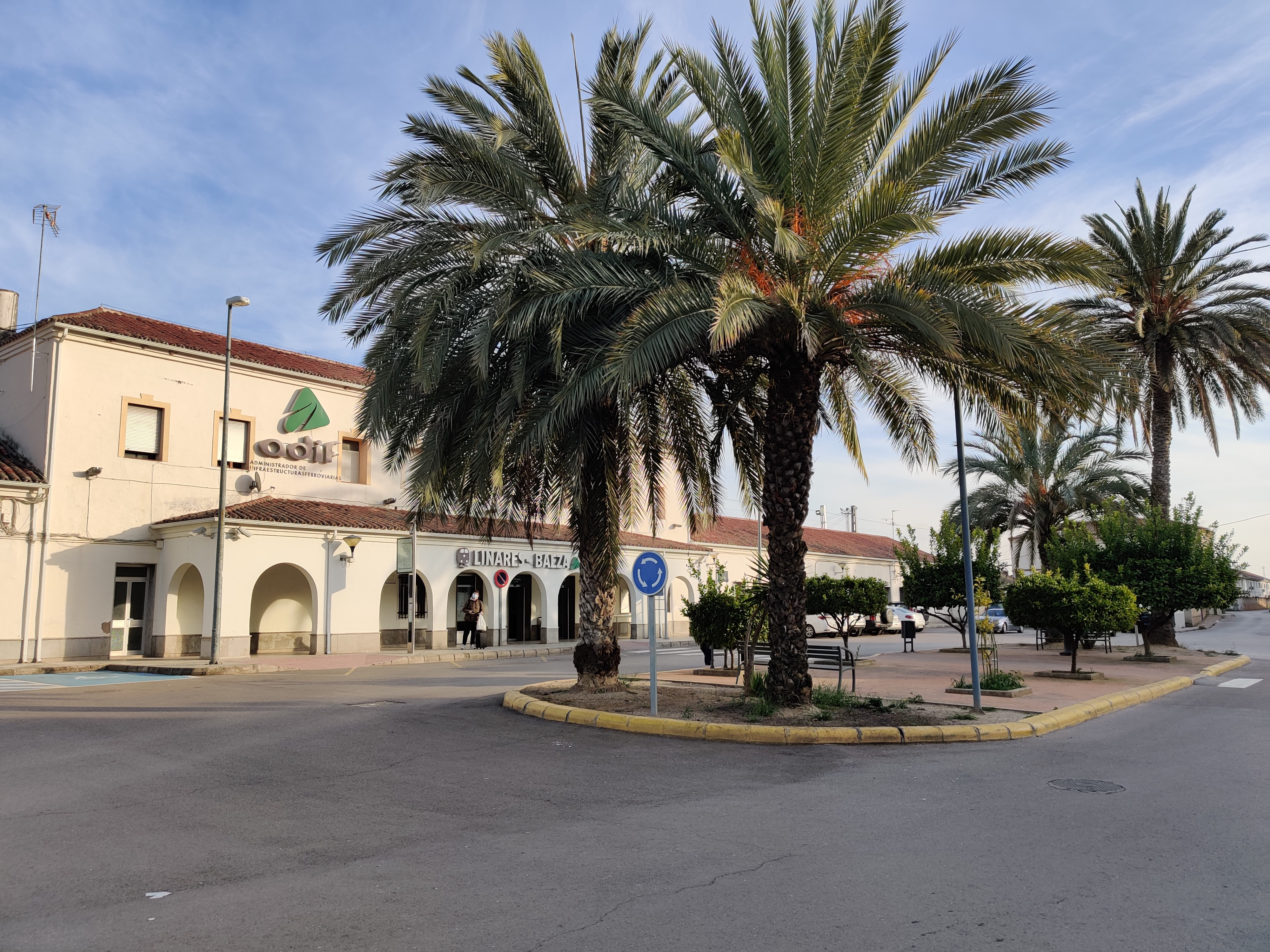
Estación de tren de Linares-Baeza

Linares cuenta con la Estación de Linares-Baeza, cuyo nombre original era Estación de Baeza-Empalme, situada en la pedanía homónima, a pocos kilómetros al sureste del casco urbano de Linares. La estación dispone de conexiones ferroviarias con Madrid, Barcelona, Sevilla y Almería. El ferrocarril también tiene una plataforma de carga. En el pasado fue un importante nudo ferroviario, actualmente es zona de paso, partida o destino de trenes que la atraviesan diariamente. La estación está comunicada con el casco urbano de la ciudad mediante taxis y autobuses urbanos cada media hora.
| Lista de líneas de tren en el municipio de Linares | Lista de líneas de tren en el municipio de Linares | Lista de líneas de tren en el municipio de Linares | Lista de líneas de tren en el municipio de Linares |
| Tipo de servicio                                   | Origen                                             | Paradas intermedias | Destino                                            |
| -------------------------------------------------- | -------------------------------------------------- | --- | -------------------------------------------------- |
| Larga distancia                                    | Madrid-Chamartín                                   | Madrid-Atocha • Alcázar de San Juan • Manzanares • Valdepeñas • Vilches • 'Linares-Baeza' • Jódar-Úbeda • Guadix | Almería                                            |
| Larga distancia                                    | Barcelona-Sans                                     | Campo de Tarragona • Cambrils • Aldea-Amposta-Tortosa • Vinaroz • Benicarló-Peñíscola • Castellón de la Plana • Valencia-Estación del Norte • Játiva • Albacete • Villarrobledo • Socuéllamos • Alcázar de San Juan • Manzanares • Valdepeñas • Vilches • 'Linares-Baeza' • Espeluy • Andújar • Córdoba | Sevilla-Santa Justa                                |
| Media distancia                                    | Madrid-Chamartín                                   | Madrid-Atocha • Alcázar de San Juan • Manzanares • Valdepeñas • Vilches • 'Linares-Baeza' | Jaén                                               |
| Media distancia                                    | 'Linares-Baeza'                                    | Jódar-Úbeda • Cabra del Santo Cristo y Alicún • Moreda • Guadix • Fiñana • Gádor | Almería                                            |

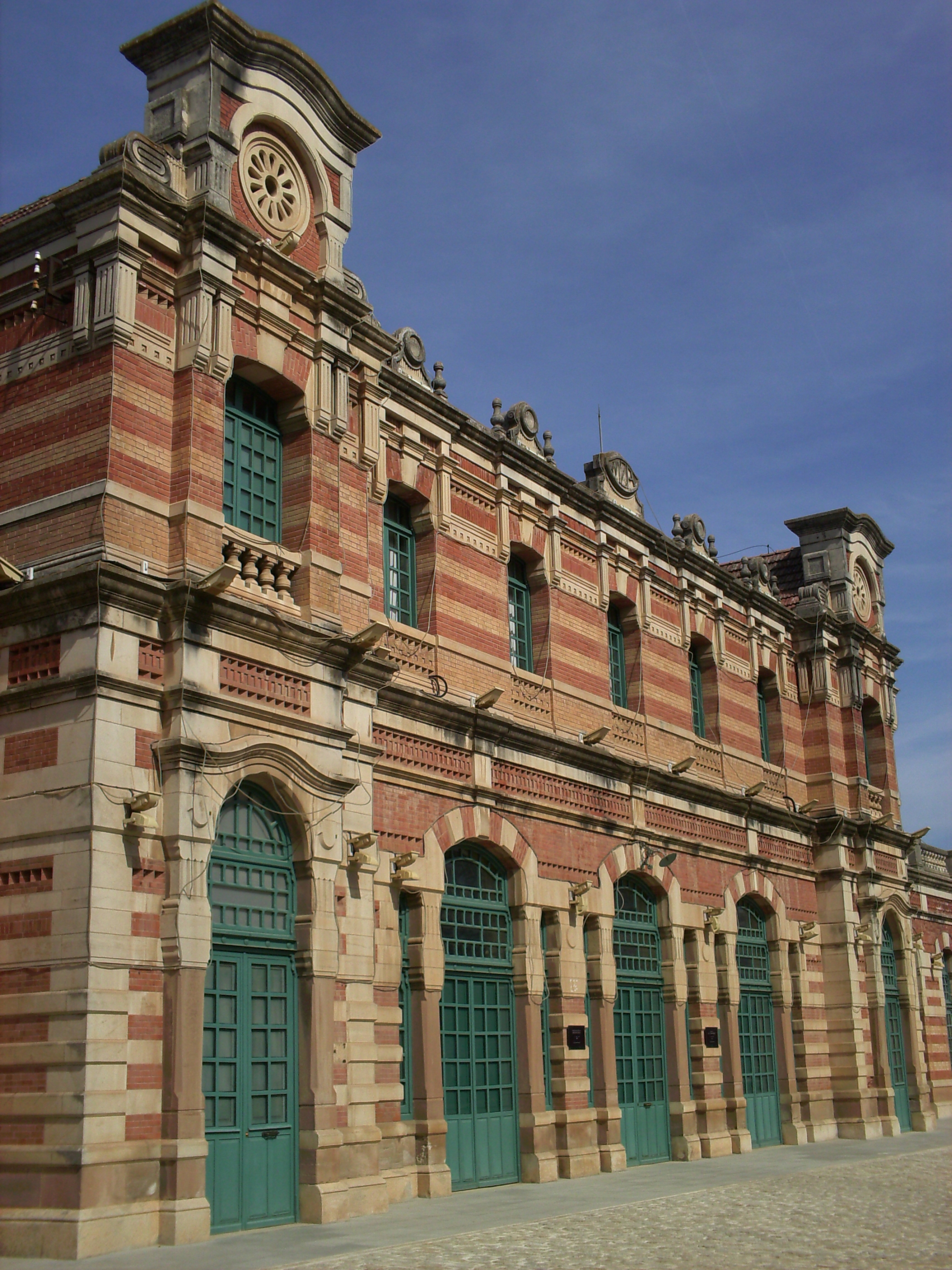
Estación de Madrid, de estilo neomudéjar, en Linares

Antiguamente, la ciudad dispuso de cuatro estaciones de tren dentro del núcleo urbano:
- Estación de Madrid, de la compañía Compañía de los Ferrocarriles de Madrid a Zaragoza y Alicante (MZA).
- Estación de Almería, de la Compañía de los Caminos de Hierro del Sur de España (CCHSE).
- Estación de Andaluces, de la Compañía de los Ferrocarriles Andaluces (CFA).
- Estación de la Compañía del Ferrocarril de Linares a La Carolina y Prolongaciones.

Las tres primeras estaciones eran de vía ancha y la última de vía estrecha.
Actualmente, la Estación de Madrid alberga instalaciones municipales y la Estación de Almería se ha rehabilitado y alberga el área de Urbanismo de Exmo. Ayuntamiento. De la tercera estación y de la última, anexa a esta, no queda rastro alguno. El trazado de las vías férreas ha sido reconvertido en la actualidad en vías verdes para su recorrido a pie o en bicicleta. Desde principios del siglo XX, la ciudad contó con una extensa red de tranvías que conectaba la ciudad con diversas localidades y minas cercanas hasta los años 1960.
Está en construcción la línea ferroviaria Vadollano-Linares, que permitirá el transporte de mercancías entre el parque empresarial de Linares y los centros logísticos localizados junto a estaciones y apartaderos de la línea férrea estatal Cádiz-Jaén-Madrid. Asimismo, un proyecto prioritario para la ciudad desde hace años es la construcción de una estación intermodal de viajeros que llegue al menos hasta Santana por el ramal de Vadollano. Si este recorrido se ampliara hacia la Estación de Madrid, se lograría crear una estación satélite de pasajeros que facilitara el transporte intermodal entre la ciudad de Linares y las líneas de tren que conectan con la estación de Linares-Baeza. La nueva estación intermodal dispondría de servicios de autobuses de líneas regulares, apeadero de ferrocarril, parada de taxis y de autobuses urbanos.

#### Autobuses urbanos
Linares posee una moderna flota de autobuses urbanos que comunican los distintos barrios periféricos con el centro de la ciudad y la Estación de Linares-Baeza. El servicio de autobús urbano en Linares está gestionado por la empresa Transportes Urbanos de Linares S.L., fundada en 2005, que dispone de una flota de 9 vehículos y una plantilla de 28 trabajadores. Los vehículos están equipados con la última tecnología de explotación de transporte urbano, tales como sistema electrónico multiplex, SAE, canceladoras por tarjeta sin contacto, poste con indicación del tiempo restante para el paso por parada del siguiente autobús, etc. En total son ocho las líneas de transporte urbano que están implantadas.
| Líneas de autobús urbano de Linares | Líneas de autobús urbano de Linares                            | Líneas de autobús urbano de Linares | Líneas de autobús urbano de Linares | Líneas de autobús urbano de Linares | Líneas de autobús urbano de Linares | Líneas de autobús urbano de Linares |
| Línea                               | Recorrido                                                      | Horario laborables                  | Horario sábados                     | Horario domingos                    | Frecuencia lunes a sábado           | Frecuencia domingos                 |
| ----------------------------------- | -------------------------------------------------------------- | ----------------------------------- | ----------------------------------- | ----------------------------------- | ----------------------------------- | ----------------------------------- |
| Línea 1                             | Estación - Hospital San Agustín - Estación                     | 7:30 a 22:00                        | 7:30 a 14:30                        | Sin servicio                        | 1 hora                              | Sin servicio                        |
| Línea 2                             | Estación - Polígono Industrial - Estación                      | 7:30 a 22:15                        | 7:30 a 14:30                        | Sin servicio                        | 1 hora                              | Sin servicio                        |
| Línea 3                             | Barriada Santa Ana - Hospital San Agustín - Barriada Santa Ana | 7:15 a 21:45                        | 7:15 a 21:45                        | Sin servicio                        | 45 min                              | Sin servicio                        |
| Línea 4                             | Villalonga - Hospital San Agustín - Villalonga                 | 7:00 a 21:30                        | 7:00 a 14:00                        | Sin servicio                        | 1 hora                              | Sin servicio                        |
| Línea 6                             | Villalonga - Geriátrico - Villalonga                           | 7:10 a 22:00                        | 7:30 a 14:30                        | Sin servicio                        | 20–60 min                           | Sin servicio                        |
| Línea 7                             | Villalonga - Estación - Villalonga                             | 8:00 a 24:00                        | 14:30 a 24:00                       | 8:00 a 22:30                        | 1 hora                              | 1 hora                              |
| Línea 8                             | Centro - La Garza - Centro (solo operativa en verano)          | 11:00 a 20:15                       | 11:00 a 20:15                       | 11:00 a 20:15                       | 1 hora                              | 1 hora                              |

En mayo de 2023, se anunció que la flota de autobuses urbanos de Linares dejará de estar conformada por vehículos diésel para pasar a ser eléctricos, con una subvención de 1,3 M€ concedida por la Dirección General de Movilidad y Transportes de la Junta de Andalucía.

#### Taxis
Linares contaba en 2014 con una red de 38 taxis conectando toda la ciudad. Los taxis de Linares se caracterizan por ser de color blanco, con la bandera y el escudo de Linares a ambos lados del vehículo. Existen dos compañías de taxistas: Radio Taxi Linares y Teletaxi Provincial.

### Educación
Linares cuenta con un centro de estudios universitarios, 9 centros de bachillerato, 8 centros de ciclos formativos de grado medio y superior, 4 centros de educación de adultos, 14 institutos de educación secundaria, 22 centros de educación primaria y 37 centros de educación infantil. Además, hay un conservatorio superior de música, el Conservatorio Profesional de Música «Andrés Segovia», y un centro de enseñanza de lenguas modernas, la Escuela Oficial de Idiomas «Carlota Remfry», donde se puede estudiar inglés, alemán y francés desde el nivel A1 hasta el nivel C1 del Marco Común Europeo de Referencia para las lenguas. Por último, Linares dispone de dos bibliotecas públicas.

#### Centros universitarios
La ciudad acoge la Escuela Politécnica Superior de Linares, dependiente de la Universidad de Jaén, cuyas instalaciones actuales se localizan, desde el 1 de septiembre de 2015, en el Campus Científico-Tecnológico de Linares. Hasta esa fecha se habían situado en dos edificios que datan de 1949, en la calle Alfonso X «el Sabio» de Linares, donde era conocida popularmente como «la Escuela de Peritos». La Escuela Politécnica Superior de Linares oferta ocho titulaciones de grado, cuatro dobles grados, cinco titulaciones de máster universitario y un programa de doctorado, todas ellas en el ámbito de la ingeniería.

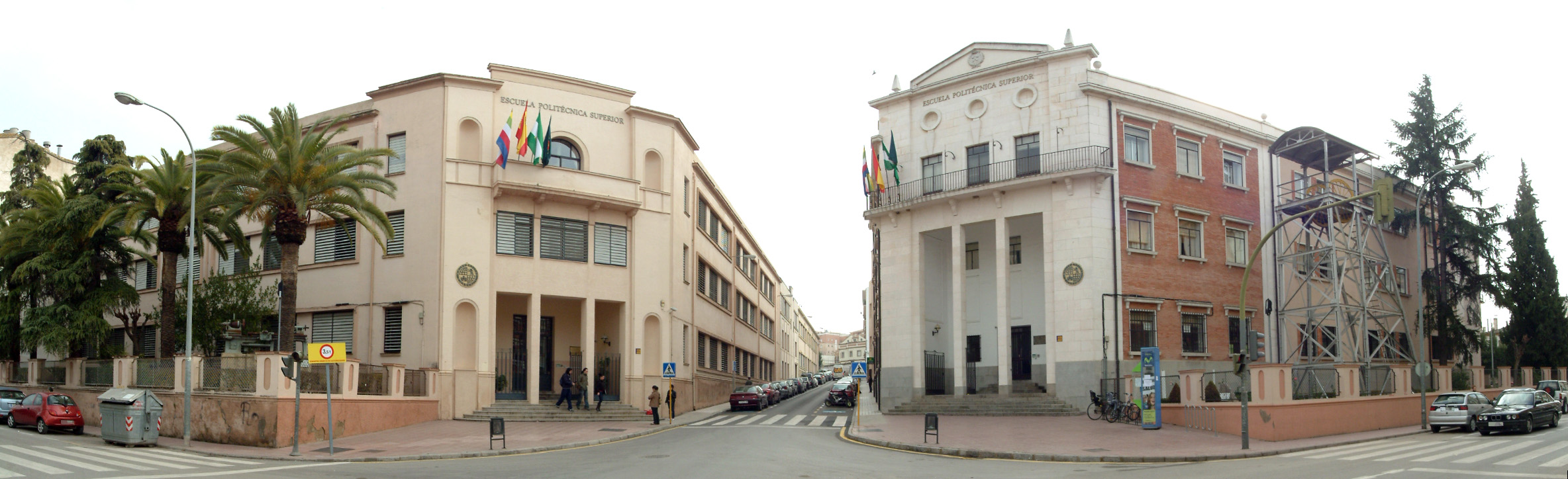
Fachada del antiguo emplazamiento de la Escuela Politécnica Superior de Linares
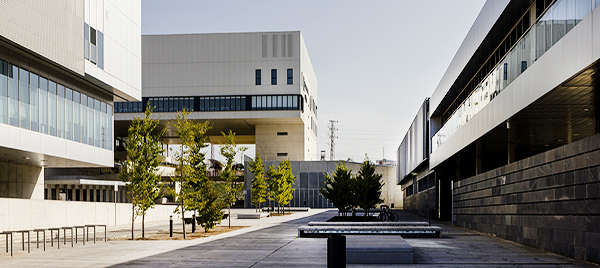
Campus Científico-Tecnológico de Linares, sede actual de la Escuela Politécnica Superior de Linares

Asimismo, Linares alberga una extensión universitaria del centro asociado de la Universidad Nacional de Educación a Distancia (UNED) en Jaén-Úbeda.
Anteriormente, existían además en Linares otros centros universitarios: la Escuela Universitaria de Formación de Profesorado «Antonia López Arista» y la Escuela Universitaria de Trabajo Social, que en 2005 fue trasladada al Campus Universitario de Las Lagunillas, situado en Jaén.

#### Centros de educación infantil, primaria, secundaria, bachillerato y ciclos formativos
Linares cuenta con una amplia oferta educativa, que incluye 19 centros públicos, 5 centros concertados y 7 centros privados que abarcan desde la educación infantil hasta la formación profesional. El IES Huarte de San Juan es el centro educativo más antiguo de la ciudad y el Ciudad de Linares es el de construcción más reciente.
| Nombre                                                  | Etapas educativas                                                    | Financiación | Dirección                      |
| ------------------------------------------------------- | -------------------------------------------------------------------- | ------------ | ------------------------------ |
| IES Cástulo                                             | Secundaria, bachillerato, CFGM y CFGS                                | Pública      | Avda. San Cristóbal, S/N       |
| Escuela Oficial de Idiomas Carlota Remfry               | Enseñanzas de idiomas de régimen especial (inglés, francés y alemán) | Pública      | Avda. San Cristóbal, S/N       |
| IES Oretania                                            | Secundaria, bachillerato, CFGM y CFGS                                | Pública      | C/ Fernández de Herrera, 8     |
| IES Huarte de San Juan                                  | Secundaria y bachillerato (TIC y bilingüe)                           | Pública      | C/ Rector Muñoz Fernández, 2   |
| SISEP Fanny Rubio                                       | Secundaria y bachillerato para adultos (a distancia)                 | Pública      | C/ Mina del Tesoro, 1          |
| IES Himilce                                             | Secundaria                                                           | Pública      | Bda. Arrayanes, S/N            |
| IES Reyes de España                                     | Secundaria, bachillerato, CFGM y CFGS                                | Pública      | Avda. San Cristóbal, S/N       |
| IES Santa Engracia                                      | Secundaria (bilingüe)                                                | Pública      | C/ Santa Engracia, 17          |
| CEPR Francisco Baños                                    | Primaria                                                             | Pública      | C/ Fernando Herrera, 1         |
| CEPR Los Arrayanes                                      | Primaria                                                             | Pública      | C/ Tirso de Molina, S/N        |
| CEIP Marqueses de Linares                               | Infantil y primaria                                                  | Pública      | Pso. Marqueses de Linares, S/N |
| CEIP Andalucía                                          | Infantil y primaria                                                  | Pública      | C/ Andújar, S/N                |
| CEIP Colón                                              | Infantil y primaria                                                  | Pública      | C/ Alfonso X el Sabio, 17      |
| CEIP Jaén                                               | Infantil y primaria                                                  | Pública      | C/ Jaén, 28                    |
| CEIP Padre Poveda                                       | Infantil y primaria                                                  | Pública      | Avda. Andrés Segovia           |
| CEIP Europa                                             | Infantil y primaria                                                  | Pública      | C/ Conde de Romanones,21       |
| CEIP Santa Ana                                          | Infantil y primaria                                                  | Pública      | C/ del Escolar, 14             |
| CEIP Santa Teresa Doctora                               | Infantil y primaria                                                  | Pública      | C/ Turina, S/N                 |
| CEIP Tetuán                                             | Infantil y primaria                                                  | Pública      | C/ Tetuán, 39                  |
| CEIP Virgen de Linarejos                                | Infantil y primaria                                                  | Pública      | C/ Rector Muñoz Fernández, S/N |
| CDP La Inmaculada Concepción (Las Josefinas)            | Infantil (segundo ciclo) primaria, secundaria (bilingüe)             | Concertada   | C/ Velarde, 20                 |
| CDP ACEL SCA                                            | Infantil (segundo ciclo) primaria y secundaria                       | Concertada   | C/ Daoiz, 18                   |
| CDP Cardenal Spínola                                    | Infantil y primaria                                                  | Concertada   | C/ Madre San Pablo, 26         |
| CDPEE Virgen de Linarejos                               | Educación especial                                                   | Concertada   | Avda. de Arrayanes S/N, 3      |
| CDP Escuelas Profesionales de la Sagrada Familia (SAFA) | Secundaria, bachillerato y formación profesional                     | Privada      | C/ Áurea Galindo, 1            |
| CDP Escuela de Tecnologías Aplicadas ESTECH (CESUR)     | Formación profesional (CFGS)                                         | Privada      | C/ San Joaquín, 12             |
| CDP La Presentación de Nuestra Señora                   | Infantil (segundo ciclo) primaria, secundaria y bachillerato         | Privada      | C/ Don Luis, 20                |
| CDP Sagrado Corazón (Las Esclavas)                      | Infantil primaria, secundaria y bachillerato                         | Privada      | C/ Alonso Poves, 1             |
| CDP Ciudad de Linares                                   | Infantil (segundo ciclo) primaria y secundaria                       | Privada      | Avda. San Cristóbal, 13        |
| CDP San Agustín (Los Salesianos)                        | Primaria (primer ciclo) y secundaria                                 | Privada      | C/ Calderón, 1                 |
| SCA Colegio San Joaquín                                 | Infantil primaria y secundaria                                       | Concertada   | C/ Cánovas del Castillo, 35    |
| CDPE Saint Philips British School                       | Infantil primaria y secundaria                                       | Privada      | C/ Úbeda, 67                   |

### Sanidad
El sistema sanitario de Linares se compone del sistema público de salud, gestionado por el Servicio Andaluz de Salud, y de la medicina privada. La Ley 2/1998 de Salud de Andalucía clasifica la atención sanitaria en dos tipos: primaria y especializada. La atención primaria en la provincia de Jaén se divide de acuerdo con el «Mapa Sanitario de Andalucía» en 4 distritos, que a su vez se subdividen en 29 zonas básicas de salud, de forma que a Linares le corresponde el distrito de atención primaria «Norte de Jaén».
La localidad de Linares cuenta con un Hospital General Básico que dispone de 264 camas, 7 quirófanos, 37 consultas, un servicio de Urgencias y una Unidad de Cuidados Intensivos. Tiene asignada la población de 22 localidades de la zona norte de la provincia de Jaén, a excepción de Andújar y Arjona. En los últimos años, el gobierno de la Junta de Andalucía ha destinado cerca de siete millones de euros en distintas actuaciones que han realizado o están desarrollando en el Hospital San Agustín de Linares.

#### Hospitales públicos

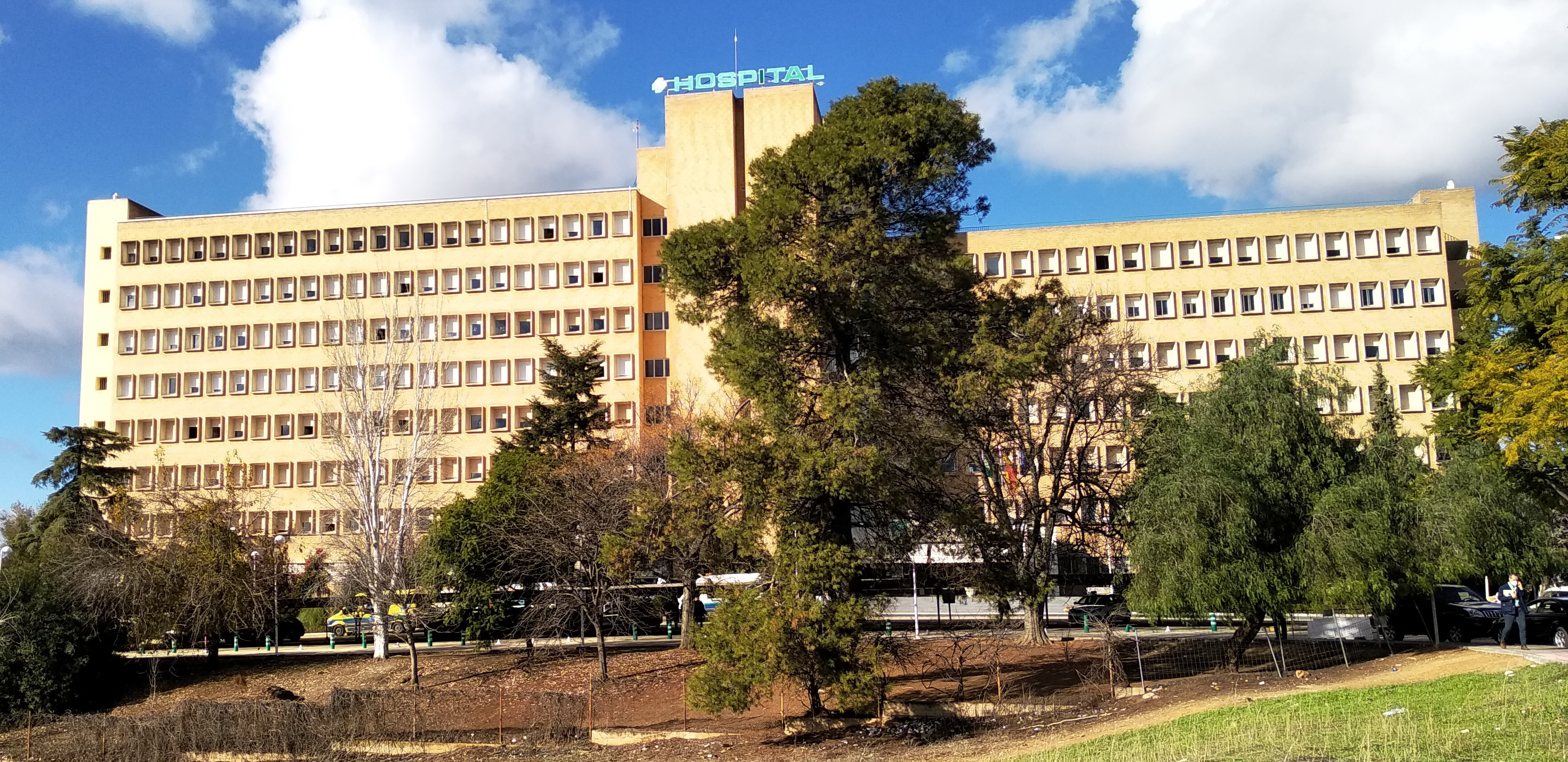
Fachada del Hospital Universitario San Agustín de Linares

El Hospital Universitario San Agustín, de titularidad pública gestionado por el Servicio Andaluz de Salud, es el único centro hospitalario de la ciudad, además del principal hospital del Área de Gestión Sanitaria «Norte de Jaén».

#### Centros de salud
Linares cuenta con cuatro centros de salud (ambulatorios) distribuidos por el núcleo principal y un consultorio situado en la Estación de Linares-Baeza.
- Centro de salud Linares A Virgen de Linarejos. Esta zona engloba las siguientes áreas: Zona Centro, barriada Senda de la Moza, zona Estación de Almería, paseo de Linarejos, barriada Santa Ana, urbanización Puerta de Castro, urbanización Virgen de Linarejos, La Garza y Camino de San Miguel.
- Centro de salud Linares B Los Marqueses de Linares. Los barrios que comprende esta zona son los siguientes: barriada San Gonzalo, barriada Las Américas, Barriada Andaluza, Barriada El Sol, Barriada Girón, Barriada La Paz, barriada «La Florida, Casco Antiguo y Estación Linares-Baeza.
- Centro de salud Linares C San José. Esta zona comprende las áreas de la zona Gran Avenida de Andalucía, Pintores, Urb. Pueblo del Olivo» y calles colindantes; barriada Vega de Sta. María, barrios San José, San Antonio / Zarzuela y El Cerro.
- Centro de salud Linares D Arrayanes. Las barriadas que están incluidas en esta zona son la barriada Belén, barriada Miranda, Arrayanes, Villalonga, Masegosas, Fuente del Pisar y urbanización San Roque».
- Consultorio Estación Linares-Baeza.

### Abastecimiento

#### Agua

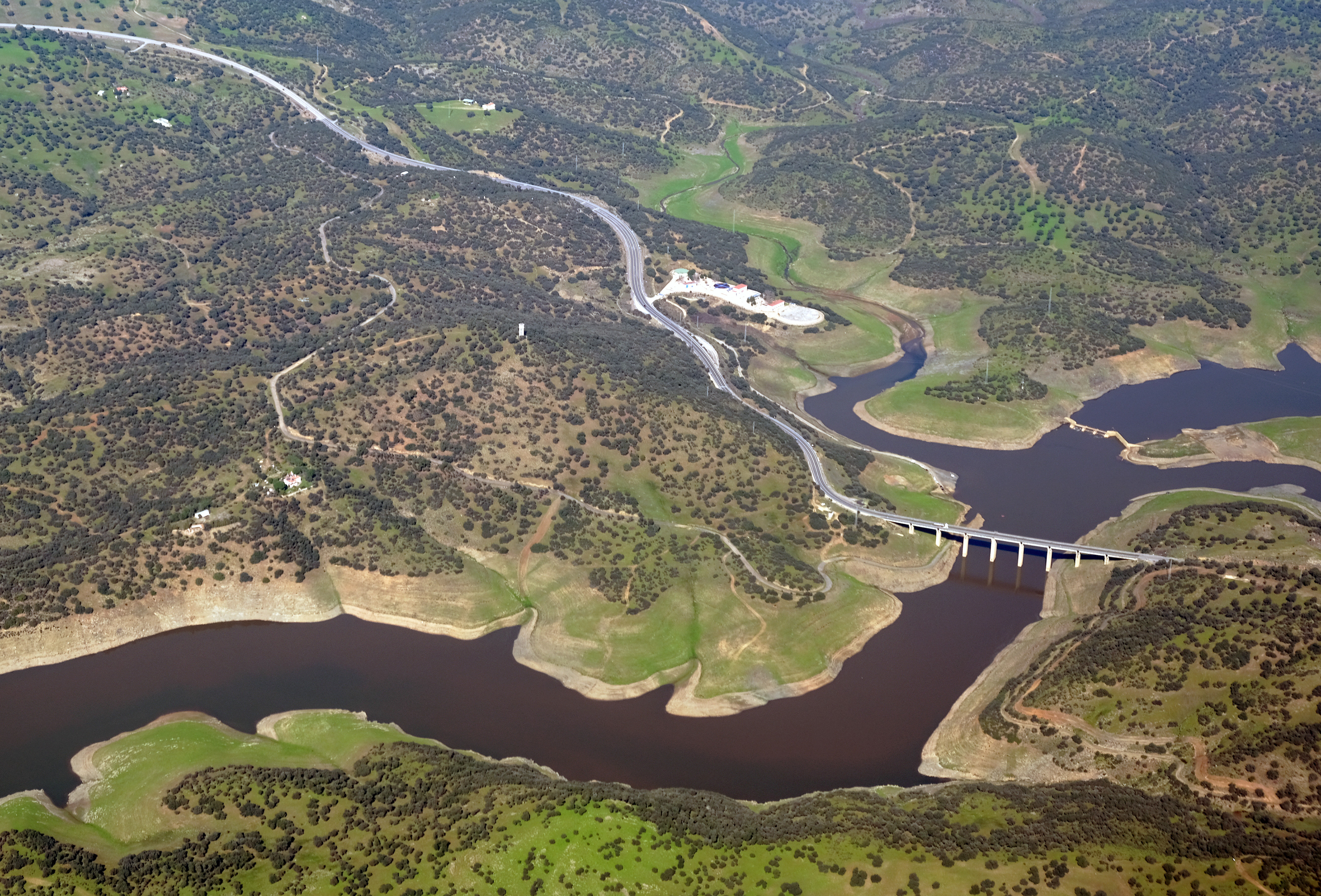
Vista aérea del embalse de La Fernandina, que suministra la mayor parte del agua que consume la ciudad de Linares

El ciclo integral del agua en la ciudad de Linares está gestionado desde 2007 por la empresa municipal de Aguas de Linares S.A. (Linaqua). Esta empresa mixta está formada por el Excmo. Ayto. de Linares (51 % de participación) y el socio tecnológico FCC Aqualia, S.A. (49 % de participación), perteneciente al grupo Fomento de Construcciones y Contratas, S. A Linaqua se encarga de los trabajos de captación, tratamiento, abastecimiento, alcantarillado, depuración, gestión de clientes y gestión de la piscina municipal cubierta. El agua suministrada a la ciudad procede dos captaciones: el embalse del Centenillo, que puede aportar hasta aproximadamente un 35 % del agua que llega hasta Linares, y el embalse de La Fernandina, que puede aportar entre el 70 % y el 100 % del agua de abastecimiento a la ciudad. La impulsión desde este último embalse consta de cuatro bombas horizontales de cámara partida, de 160 kWe, con un caudal teórico de impulsión de 306 m3/h a 127 m.c.a. El agua es tratada en una Estación de tratamiento de agua potable (ETAP) con un caudal nominal de tratamiento de 1200 m3/h, en la que se llevan a cabo los siguientes procesos unitarios de tratamiento: ozonización, coagulación, pre-oxidación, corrección de pH, filtración con carbón activo pulverizado, cloración y fluoración. Por último, el agua tratada se almacena en 4 depósitos iguales y comunicados, con un volumen total de 20 000 m3, desde donde se distribuye a toda la población de Linares.
Por otro lado, la depuración de aguas residuales se realiza en una estación de depuración de aguas residuales (EDAR) con capacidad para tratar 720 m3/h, situada junto al Arroyo de Baños en la salida de la población por el polígono industrial Los Jarales hacia Bailén. En ella, las aguas residuales se someten a depuración con procesos de separación de sólidos y grasas y posterior tratamiento biológico mediante un proceso de fangos activos convencional, en el que los lodos generados se someten a digestión anaeróbica. Está prevista la ampliación de la EDAR de Linares para duplicar su capacidad de depuración en zonas anexas a las actuales instalaciones que posee la planta.

#### Energía

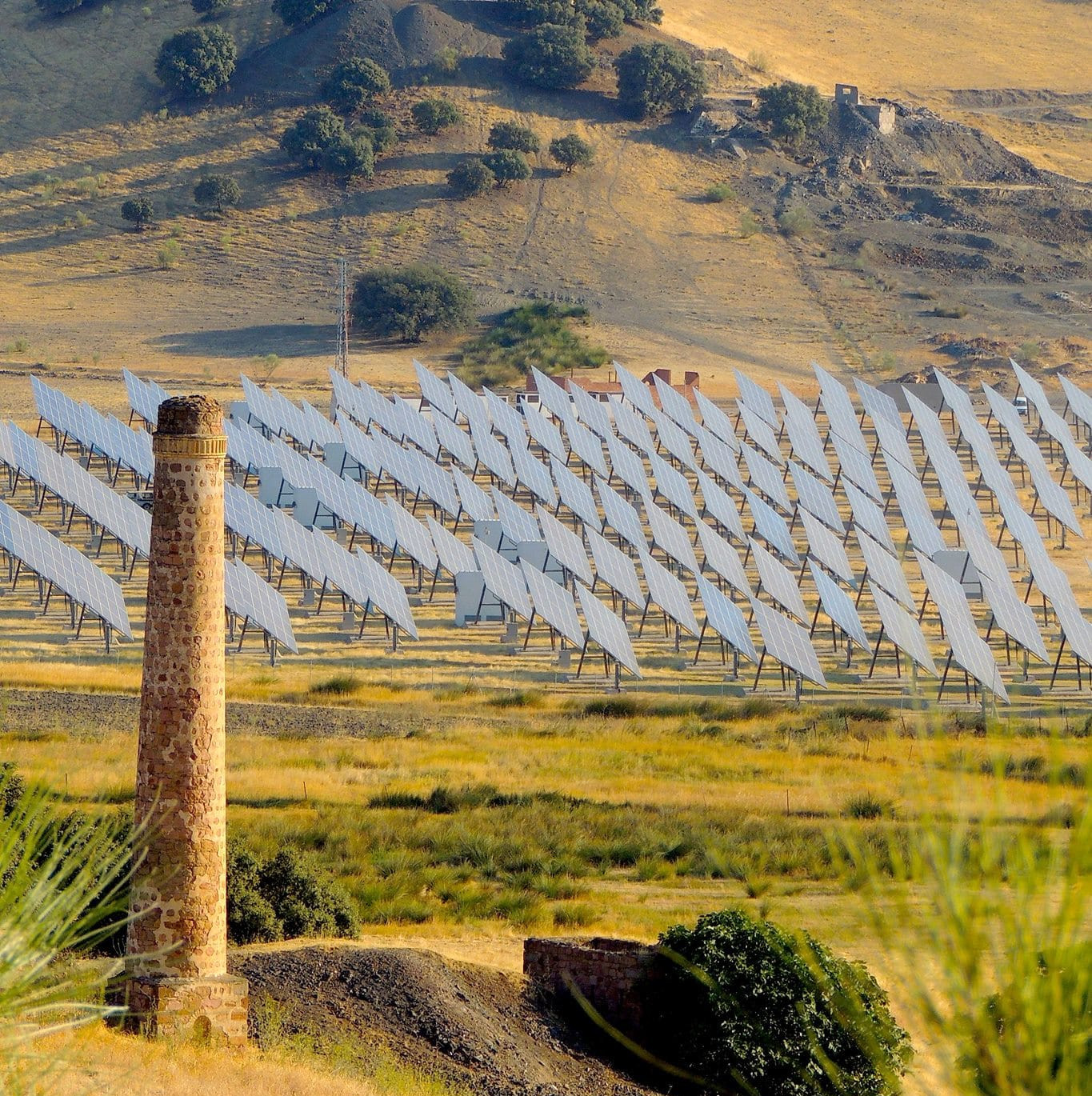
Central solar fotovoltaica en el término municipal de Linares.

La distribución de la electricidad en Linares la realiza Endesa-Distribución, del grupo Endesa, que absorbió a Sevillana de Electricidad en los años 1990. El consumo total de energía eléctrica en 2022 fue de 239 319 MWh, de los que 87 380 MWh correspondieron al consumo residencial.
Linares se abastece de combustibles derivados del petróleo (gasolina y gasóleo) desde las instalaciones de almacenamiento que la Compañía Logística de Hidrocarburos (CLH) posee en Córdoba. El transporte del combustible desde está ciudad a las gasolineras de Linares, se realiza mediante camiones cisterna, puesto que la empresa CLH tiene concertados contratos de servicios logísticos para la utilización de sus instalaciones con la mayor parte de los operadores (gasolineras) que hay en la provincia.
El gas natural que se consume en Linares proviene principalmente de Argelia, y es transportado por una red básica en alta presión responsabilidad de Enagás, desde donde se distribuye a viviendas e industrias por las instalaciones de Naturgy. El consumo de gas natural se ha ido incrementando a medida que se han ido construyendo las redes de distribución hacia las viviendas.
El municipio de Linares cuenta con varias instalaciones energéticas de carácter renovable, con un progresivo avance de la energía solar fotovoltaica, tanto en modalidad de autoconsumo como en forma de huertos solares. Además, dispone de una planta de cogeneración de alta eficiencia, de la que Valoriza Energía S.L., filial del grupo Sacyr Vallehermoso, es accionista mayoritario. La planta de cogeneración está equipada con tres grupos motogeneradores de gas natural ciclo Otto de 8,33 MWe cada uno, haciendo 24,9 MWe en conjunto, capaces de producir 200 000 MWh al año de energía eléctrica, suficiente para abastecer a una población de unos 50 000 habitantes. Los gases de combustión de los motores de gas se utilizan en secaderos de alperujo, un subproducto húmedo de la industria oleícola. El orujillo obtenido como residuo del proceso de extracción del aceite de orujo de oliva finalmente se introduce en una caldera de biomasa para generación de energía eléctrica en un ciclo Rankine convencional con grupo turbogenerador de vapor de 15 MWe de potencia eléctrica nominal.

## Patrimonio
A pesar de que Linares no se caracteriza por ser una ciudad monumental, alberga una diversidad arquitectónica que incluye numerosas iglesias, palacios, mansiones, casas solariegas y edificios públicos de diversos estilos y épocas. Desde la sobriedad del arte románico hasta la elegancia meticulosa de los edificios modernistas de los siglos XIX y XX, la ciudad presenta un variado conjunto arquitectónico que resalta su riqueza histórica y estilística. Durante la segunda mitad del siglo XIX y el primer tercio del siglo XX, Linares presenció importantes contribuciones en el ámbito de la arquitectura, entre las que destacan el mercado de abastos (1904-17) y el hospital de los Marqueses de Linares (1904-17), ambas del arquitecto Francisco de Paula Casado, que constituyen ejemplos de arquitectura neomudéjar y neogótica, respectivamente.

### Arquitectura civil y militar

#### Plaza del Ayuntamiento
La plaza del Ayuntamiento, llamada «El Llano» durante los siglos XVI y XVII, era el lugar donde se celebraban las corridas de toros. A su alrededor, se erigen los edificios neoclásicos del Ayuntamiento y la denominada «Casa de la Munición y la Moneda». Desde junio de 2021, la plaza está engalanada con una enorme bandera de la ciudad.

#### Palacio municipal

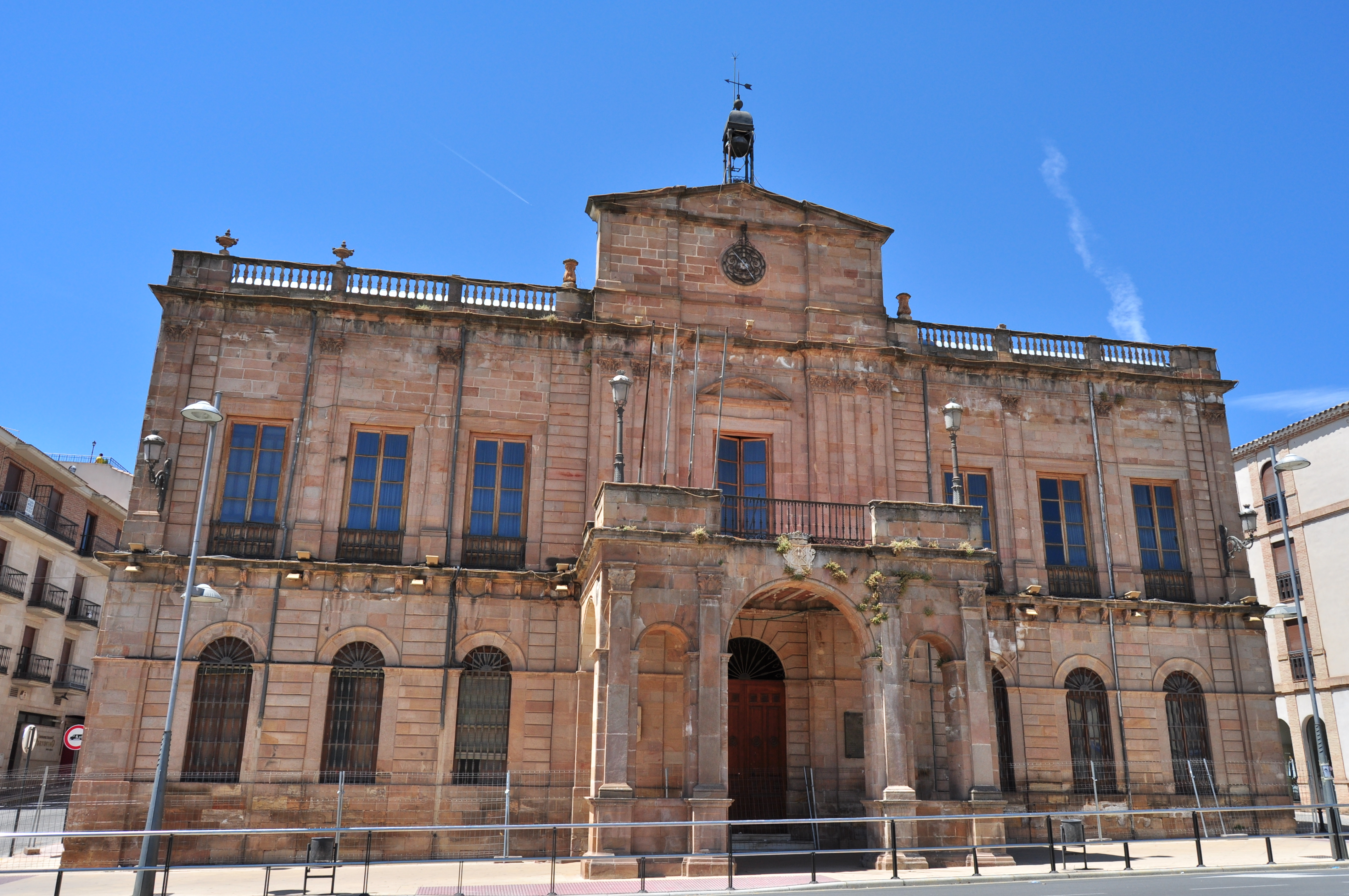
Palacio municipal, sede del Ayuntamiento de Linares

El palacio municipal, sede del Ayuntamiento de Linares, es un edificio neoclásico de planta cuadrada con patio central construido en el siglo XIX y reinaugurado en 2021 tras 16 años de obras para su rehabilitación, con un coste cercano a los 4 M€. De la fachada, destaca su pórtico y el reloj, que toca una melodía de Andrés Segovia coincidiendo con las horas en punto.

#### Real Casa de la Munición y la Moneda

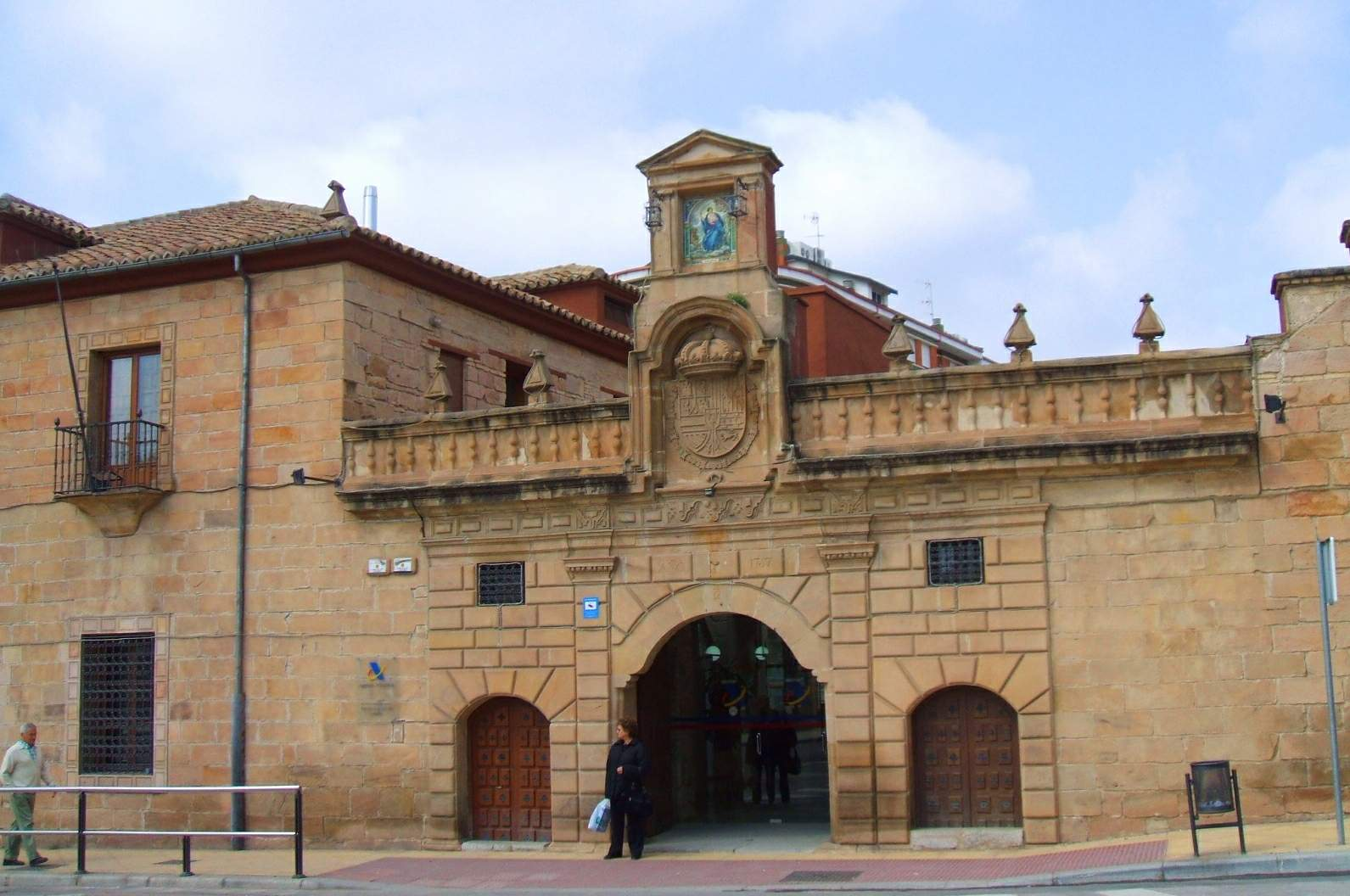
Casa de la Munición y la Moneda, actual sede de la Agencia Tributaria

Construida a finales del siglo XVII, en tiempos de Carlos III, la Casa de la Munición y la Moneda se halla frente al palacio municipal de Linares. Esta fábrica conserva en su fachada neoclásica el escudo real del monarca, y sobre el mismo, luce un mosaico de azulejos que representa a Santa Bárbara, patrona de los mineros. Durante la Guerra de la Independencia, estuvo abasteciendo a la guerrilla con la munición que se sacaba escondida en balas de leña. En la actualidad, el edificio alberga las oficinas de la Agencia Tributaria en la ciudad.

#### Antiguo Pósito

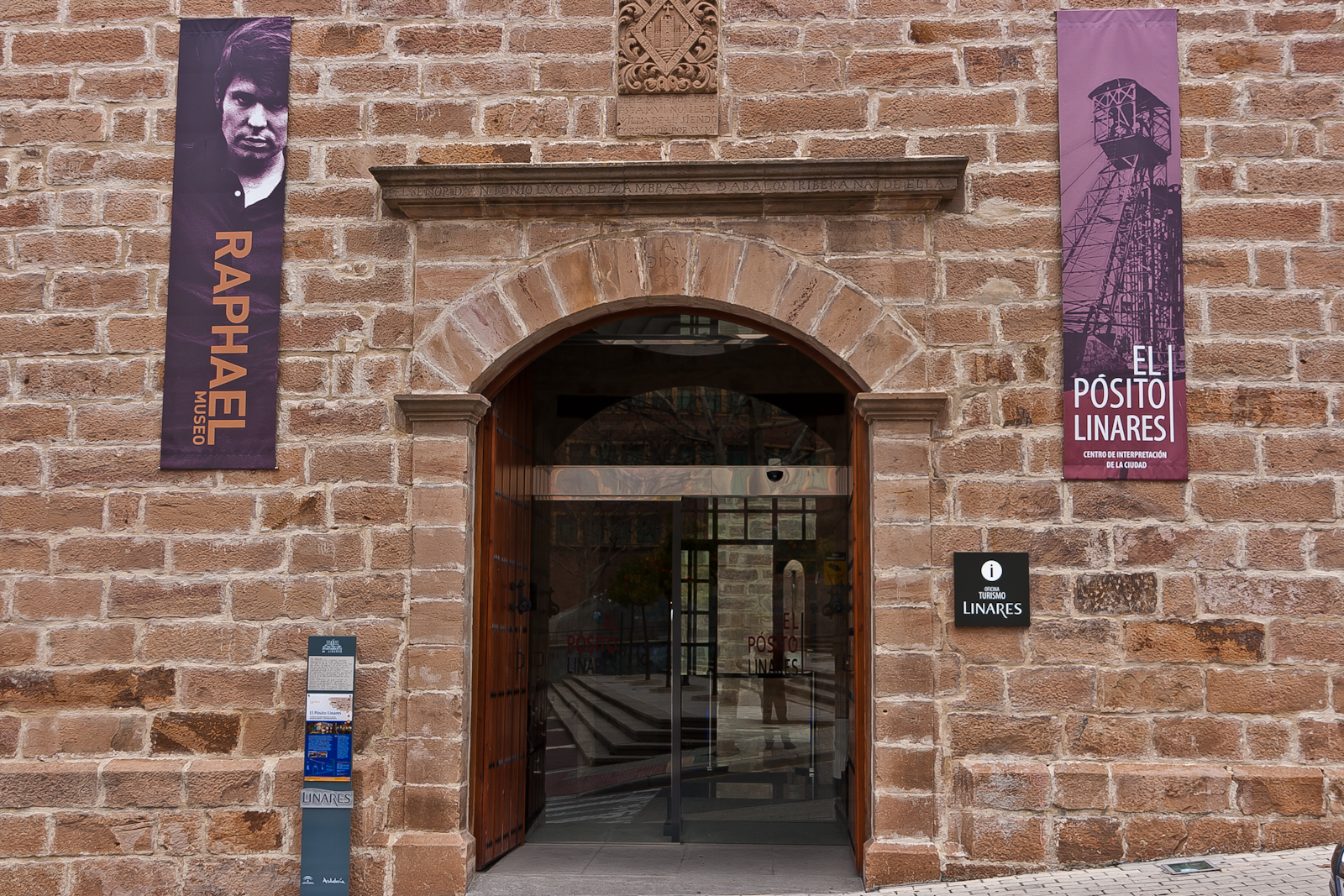
Entrada al Antiguo Pósito

El edificio de «El Pósito» se localiza en La Costezuela una calle que parte de la plaza del Ayuntamiento. Construido a finales del siglo XVI como almacén de grano, ostenta en su fachada, terminada a mediados del siglo XVIII, el escudo de la villa. Más tarde, cuando Linares obtuvo el título de ciudad, este edificio fue habilitado para Prisión del Partido. Albergó de 1975 a 2008 el colegio de educación especial Virgen de Linarejos. Tras su reciente rehabilitación, el edificio contiene una oficina de turismo, el centro de interpretación de la ciudad, un centro de documentación y recursos turísticos de Linares, una sala de exposiciones y el museo del cantante linarense Raphael. Anexo a este edificio se encuentra el Auditorio Municipal.

#### Torreón del antiguo castillo
Se trata de un torreón circular esquinero con matacán superior, resto de la gran fortaleza de seis esbeltas torres y doble muralla alrededor de la cual se formó el asentamiento que dio origen al actual Linares. Catalogado como Bien de Interés Cultural (BIC), está ubicado junto a la iglesia de Santa María, entre los edificios del Convento de las Esclavas y una casa particular. A excepción de este torreón, todo el conjunto de fortificaciones de la ciudad se destruyó en el siglo XIX.

#### Palacio de los Zambrana
El Palacio de los Zambrana es un edificio protegido de estilo manierista construido en la primera mitad del siglo XVII. Ha tenido una variedad de usos y destinos a lo largo de la historia, como palacio nobiliario, casa rural, la primera Escuela Industrial, cuartel de infantería y asilo de ancianos. Catalogado como casa-palacio en 1997, ofrece un conjunto de gran prestancia debido a la austeridad de su fachada rectangular, dividida en dos cuerpos y con la portada descentrada. La fachada renacentista del edificio está adornada por los escudos de las familias Zambrana, Olid, Dávalos y Rivera. El conjunto está rematado con un imponente torreón castellano, utilizado como secadero. Como consecuencia de su estado de abandono y desuso desde hace décadas, el edificio ha entrado en la agenda de trabajo del Ayuntamiento de Linares y la Junta de Andalucía para proceder, en un futuro no demasiado lejano, a su rehabilitación, conservación y puesta en valor. No obstante, el edificio aún se encuentra cerrado al público y se estudia que se convierta en un centro social para mayores, dando cobertura a la zona.

#### Casa del Torreón
Se estima que fue construida en el siglo XVIII, posiblemente, sobre un anterior edificio de la época musulmana. La puerta de acceso al edificio está rematada por un arco de medio punto y coronando el conjunto destaca un torreón castellano, uno de los tres que aún se conservan en la ciudad. La casa perteneció a la familia Dávalos, y su fachada aún luce los escudos de sus primitivos propietarios. En la actualidad, es sede del Museo Arqueológico de Linares, fundado en 1956 y declarado Monumento Histórico Artístico Nacional. Este museo dedica su actividad, principalmente, a recoger las piezas procedentes de la antigua ciudad iberorromana de Cástulo, albergando una extensa colección de piezas de orfebrería y cerámica ibéricas, kylikes áticos y, sobre todo, del arte bajo el imperio romano: máscaras de terracota, una cabeza femenina en mármol, esculturas, capiteles, columnas y fragmentos de relieves.

#### Casa-Palacio de los Orozco
Se trata de una mansión rural con patio castellano construida en el siglo siglo XVII y declarada Monumento Histórico-Artístico en 1962. Situada en la calle Pontón, cerca de plaza Nueva, destaca su puerta de acceso adintelada, así como su fachada, que ostenta el escudo de sus primitivos dueños. En la actualidad, alberga la Casa-Museo de la Fundación Andrés Segovia.

#### Convento Hospital de San Juan de Dios
Muestra en su portada de placas talladas a bisel un magnífico ejemplo de la arquitectura barroca. En la actualidad, el Palacio de Justicia, que fue construido a finales del siglo XVII y principios del XVIII, conserva aún el claustro y las galerías inferiores y superiores. Está declarado como monumento nacional desde 1962.

#### Casa Pajares

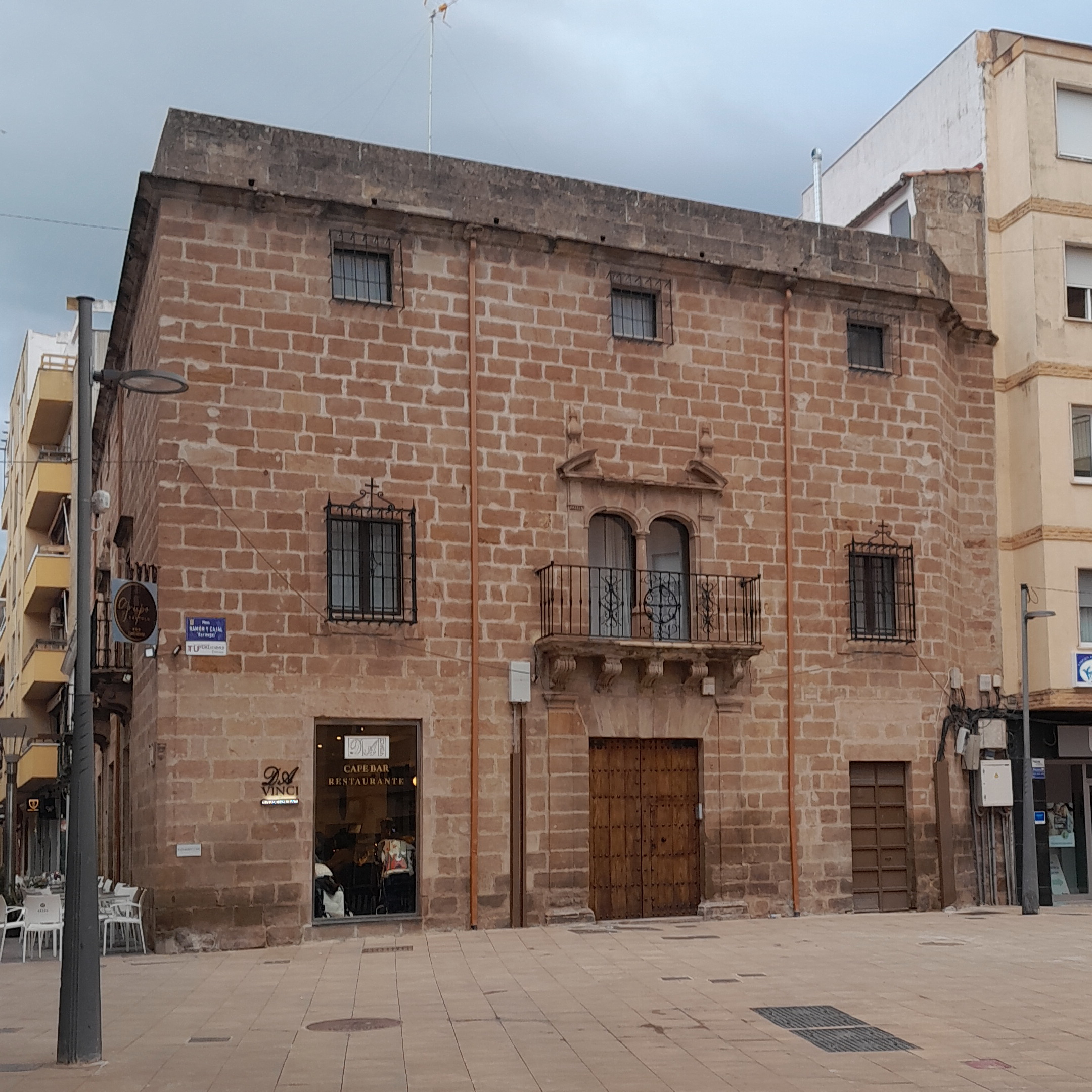
Casa Pajares, de estilo barroco (s.)

Situada en la plaza Ramón y Cajal, esquina al Pasaje del Comercio, fue construida a finales del siglo XVIII y está dotada de un estilo barroco con clara influencia castellana. Posee un recogido patio de estilo castellano y dos helios halcones en entredós, guardando en sus muros de piedra una curiosa anécdota: de ella salió la Junta Revolucionaria, durante la Revolución de 1868. Está incluida con carácter genérico en el Catálogo General del Patrimonio Histórico Andaluz.

#### Hospital de los Marqueses de Linares

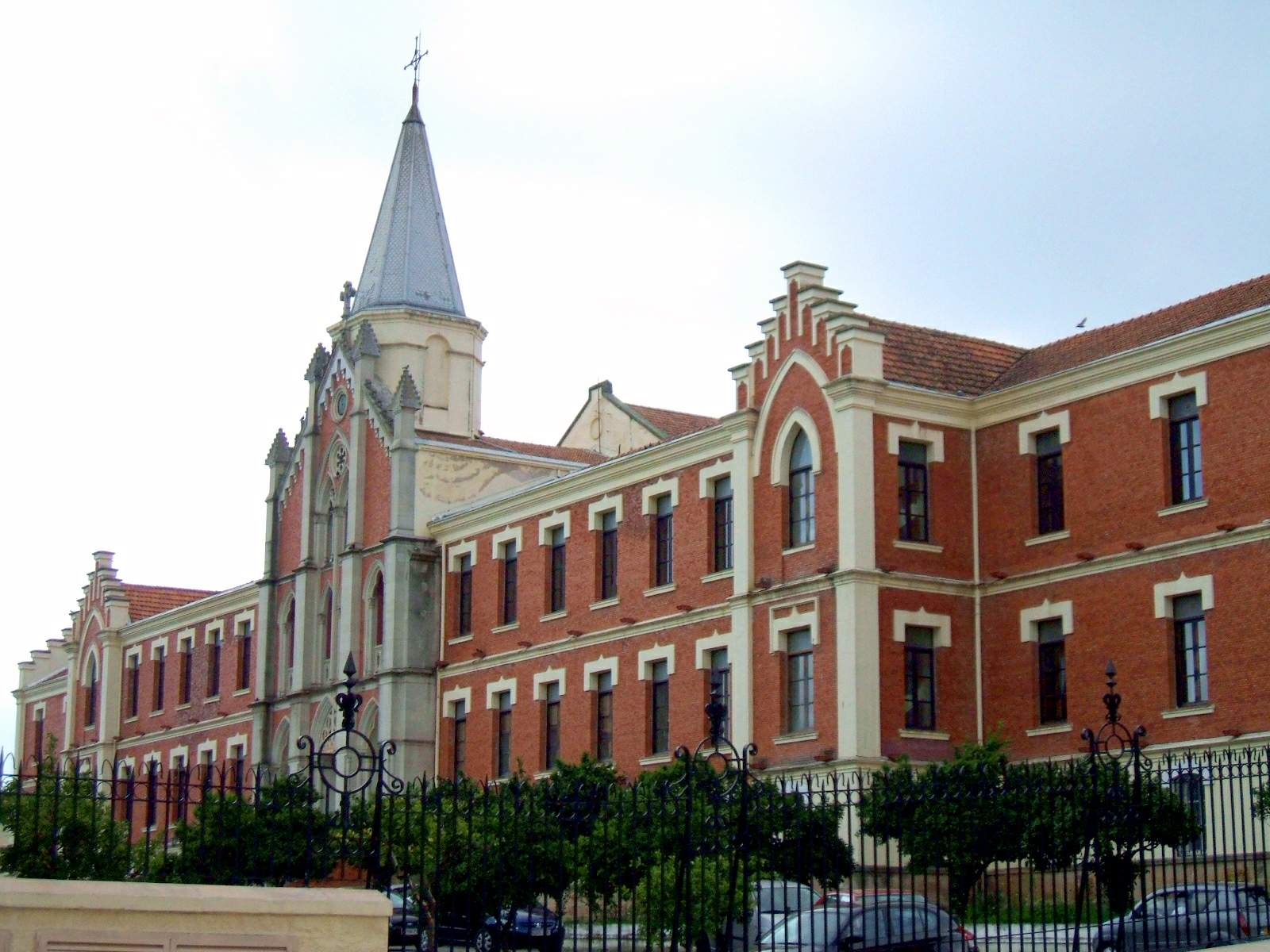
Hospital de los Marqueses de Linares, de estilo neogótico

Aunque el proyecto de construcción de este edificio data del año 1905, no se inauguró hasta 1917. El proyecto fue encargado al arquitecto Francisco de Paula Casado, aunque también participó en el mismo el arquitecto Arturo de Navascués y Ligués.
El hospital de los Marqueses de Linares cuenta con portada neogótica y una cripta bajo la capilla donde se encuentra el mausoleo de los marqueses de Linares, obra de Lorenzo Coullaut Valera.
En la actualidad, la explotación del hospital está a cargo de una empresa de sanidad privada como centro residencial. Cuenta con capacidad para 122 plazas repartidas entre habitaciones dobles e individuales y diversos servicios entre los que se encuentran fisioterapia, psicología, enfermería 24 h, peluquería, farmacia, etc.

#### Castillo de la Tobaruela
Situado a unos 5 km al suroeste del núcleo urbano Linares, consiste en un edificio de planta cuadrada con torres cilíndricas en las esquinas. Fue construido a finales del siglo XV sobre un antiguo castillo de origen andalusí, en el marco de los enfrentamientos nobiliarios de Alonso Sánchez Carvajal con Juan de Benavides, señor de Jabalquinto. Si bien el exterior del castillo conserva la mayor parte de su estructura original, no ocurre lo mismo en su interior. A pesar de las reformas que ha sufrido a lo largo de los años, especialmente en las dependencias de su interior, el edificio se halla en muy buen estado de conservación. Fue declarado Monumento Nacional en 1985. En la actualidad, el castillo es de titularidad privada y no está abierto al público.

### Arquitectura religiosa

#### Basílica de Santa María la Mayor

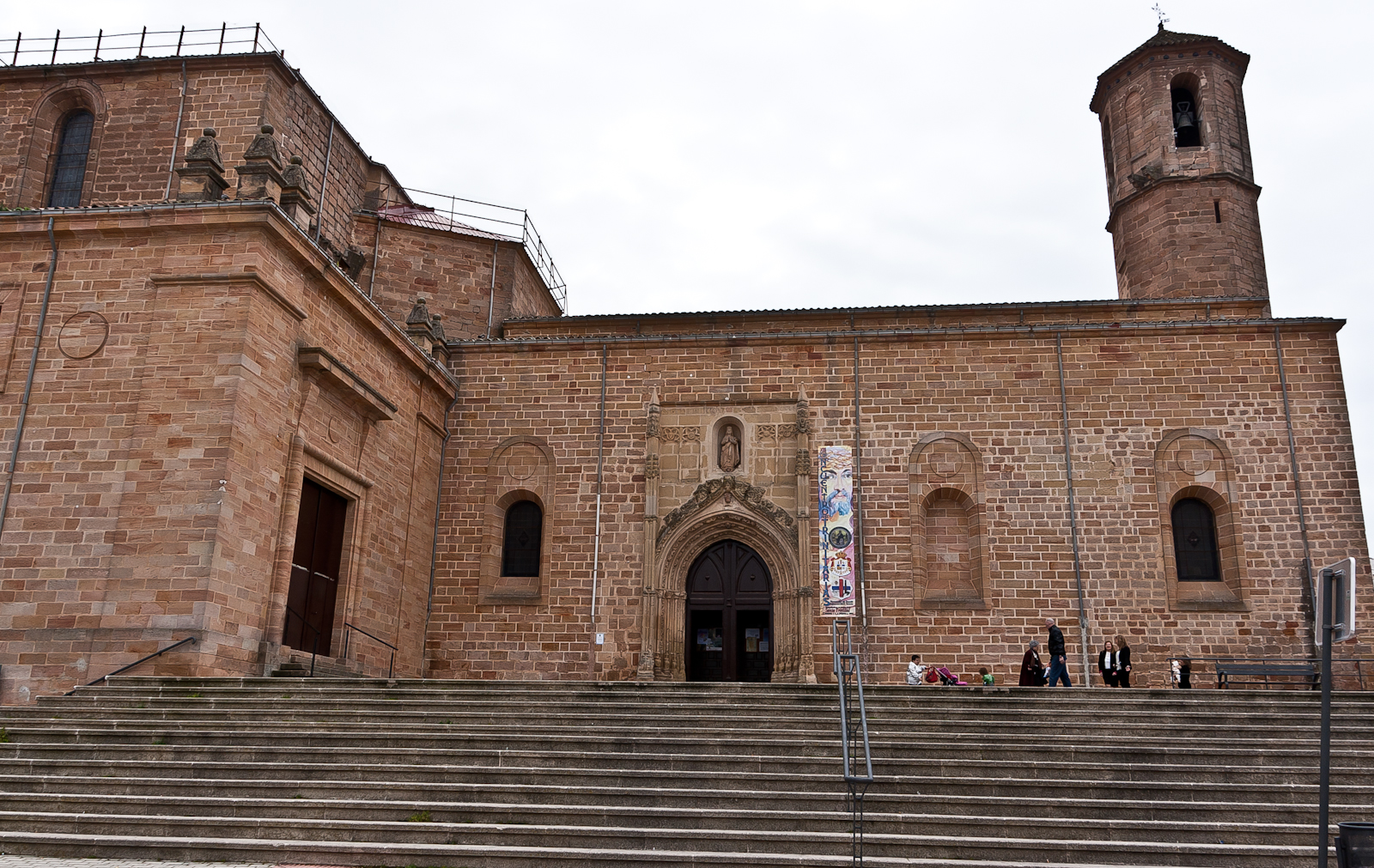
Basílica de Santa María la Mayor, de estilo gótico y renacentista

La iglesia de Santa María se encuentra situada frente al Ayuntamiento, al final de la Costezuela. Declarada basílica por el papa Francisco en 2016, es monumento Histórico-Artístico. De estilo gótico y renacentista, fue construida sobre una antigua mezquita, durante los siglos XIII al XV. Conserva en su interior el cuerpo gótico de pilares octogonales y bóvedas cuatripartitas, mientras que la parte del crucero es renacentista. En ella participaron los arquitectos Andrés de Vandelvira (crucero y arranques de la bóveda lateral del Evangelio); Andrés de Salamanca (en 1564); Juanes de Izpurrio (capilla mayor); y Eufrasio López de Rojas (portada de San Pedro). La portada de la Asunción procede del convento jienense de La Coronada.
El retablo mayor, una de las principales obras de arte que atesora, es de estilo plateresco y lo componen veintidós tablas de mediados del siglo XVI sobre el Antiguo y Nuevo Testamento, con marcada influencia italiana tanto en el pintor como en el escultor que en él trabajaron. Preside el altar mayor desde 1953, año en que fue trasladado a la iglesia de Linares desde la aldea leonesa de Villarrabines, en sustitución del desaparecido en 1936 durante la Guerra Civil. De carácter narrativo, está dividido en cuatro ciclos: San Pelayo (en el primer piso; patrón de Villarrabines), Vida de la Virgen (segundo piso), Vida de Jesús (tercer piso), y parejas de profetas (banco).
En mayo de 2016 fue declarada basílica menor, un título que solo poseen tres iglesias más en la provincia.

#### Iglesia de San Francisco

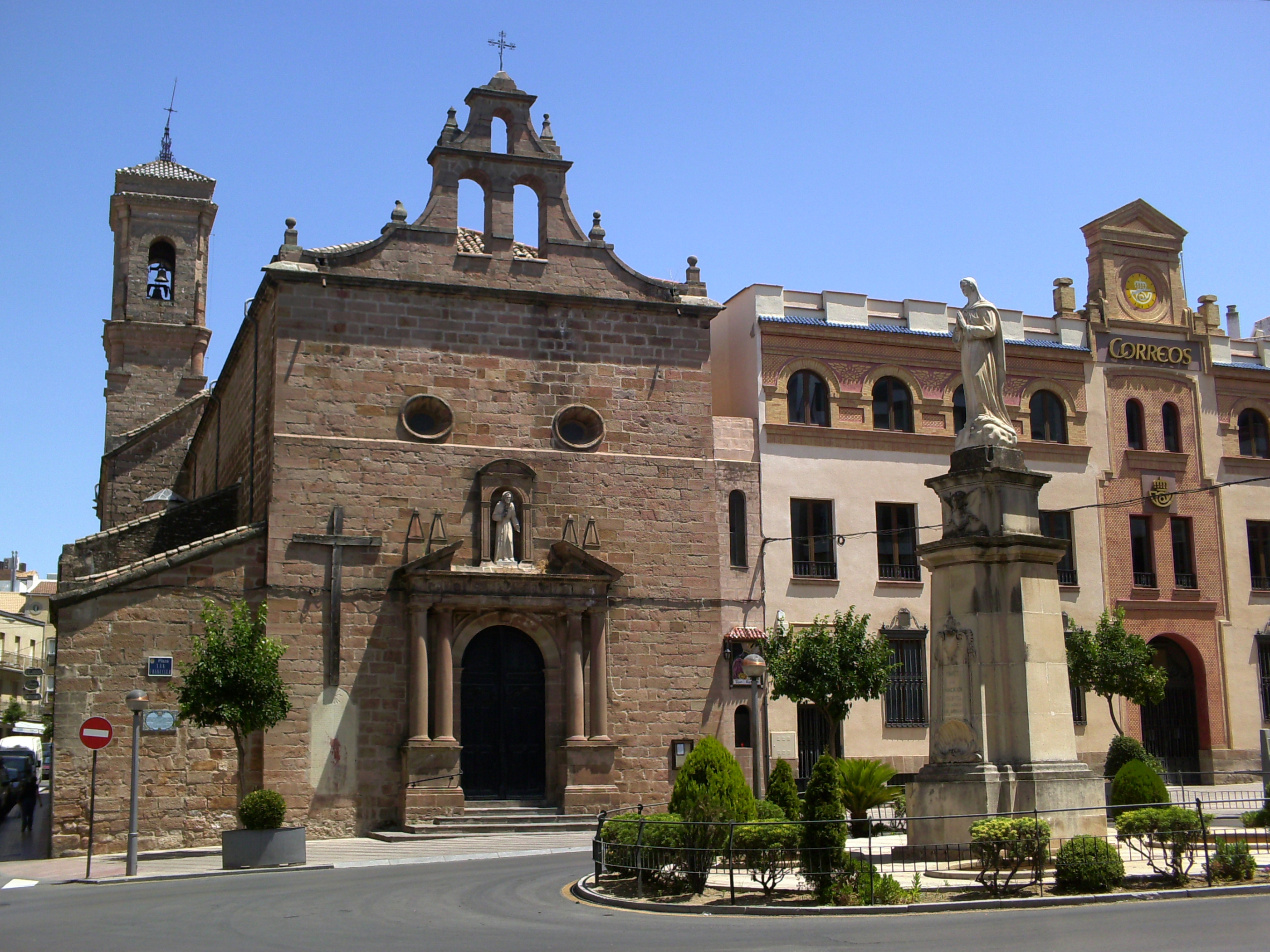
Plaza de San Francisco de Linares, con la Iglesia de San Francisco y el Edificio de Correos

Fuera ya del casco antiguo, destaca la iglesia de San Francisco, que da nombre a la plaza donde se encuentra ubicada. Fue construida en el siglo XVI, cuando los Franciscanos se establecieron en Linares, y ampliada durante el siglo XVII y el siglo XVIII, Contiene en su interior un bello retablo del barroco andaluz. Adosado a la iglesia se hallaba el convento cuyo claustro actualmente coincide con el patio central del edificio de Correos y Telégrafos. El templo fue ampliado durante los siglos XVII y XVIII, añadiéndosele la torre campanario en el año 1927.
Su interior es de una sola nave rectangular, construida en el siglo XVII, con capillas laterales y cúpula de medio cañón articulada con falsos arcos y lunetos, estando decorada con pasajes de la vida de San Francisco. Un arco carpanel sostiene el coro. Cuatro capillas con bóvedas ovaladas sobre pechinas le fueron añadidas en la década 1720-1730 y posteriormente otra más. Destaca el bello retablo del barroco andaluz (siglo XVII).
La fachada principal, obra de Eufrasio López de Rojas, es de estilo barroco y abre en arco de medio punto con clave ornamentada flanqueado por columnas dóricas que sostienen un frontón partido decorado con triglifos y metopas; sobre este, una pequeña hornacina con arco de medio punto que acoge una escultura en piedra de San Francisco. Remata el conjunto con vanos arqueados y cruz de forja.

#### Santuario de la Virgen de Linarejos

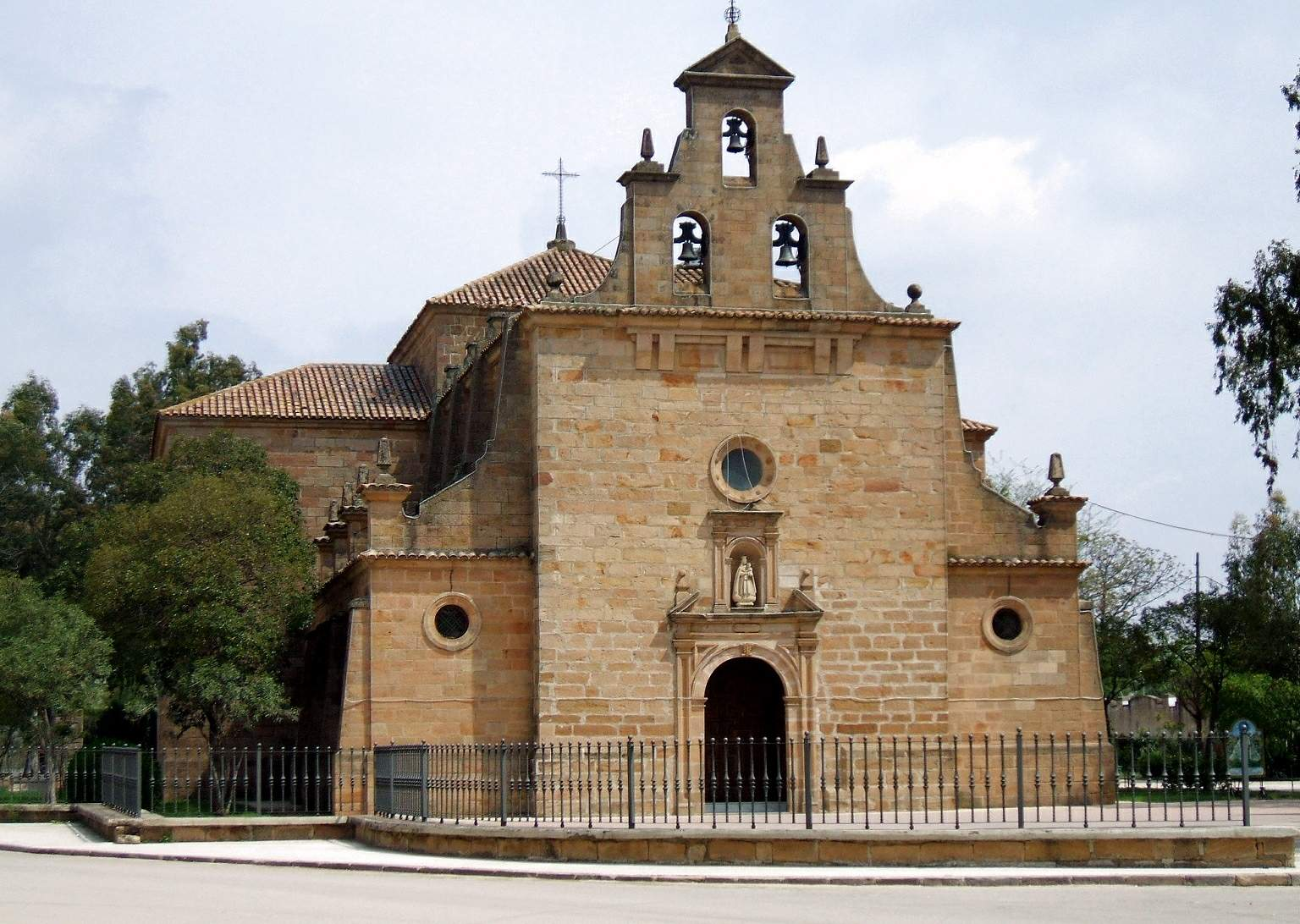
Santuario de la Virgen de Linarejos

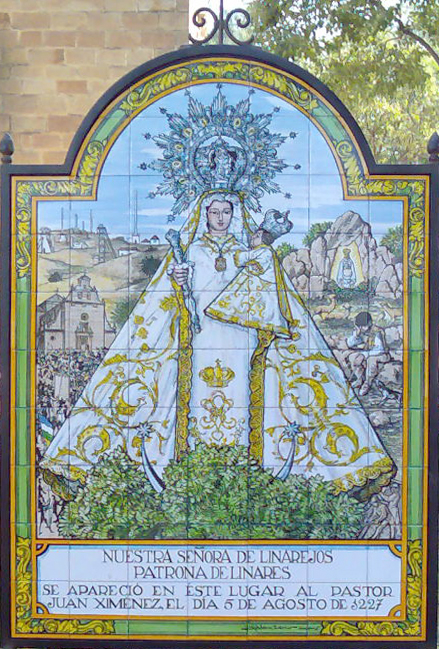
Azulejo que celebra la aparición de la Virgen María en Linares en 1227

El santuario de la Virgen de Linarejos, patrona de Linares, es una ermita ubicada al final del paseo del mismo nombre. Se trata de un edificio barroco construido a mediados del estilo XVII que presenta planta de cruz latina, con tres naves, bóveda de cañón de cuatro tramos en la nave central, crucero y, sobre el mismo, cúpula de media naranja. Profundamente restaurado en la década de los cincuenta del siglo XX, en la actualidad está bajo el cuidado de una comunidad de frailes franciscanos. En el interior del santuario se halla la imagen de la patrona de la ciudad, cuya orfebrería está realizada a forja por obreros linarenses. Además de la imagen de la virgen, expuesta en su camarín en la Capilla Mayor, el elemento de mayor interés del santuario son los frescos policromados que decoran los muros, bóvedas y cúpula del interior; obra de los artistas Francisco Carulla y Francisco Baños Martos, quienes los pintaron en los años cincuenta del siglo XX.

### Patrimonio arqueológico de Cástulo

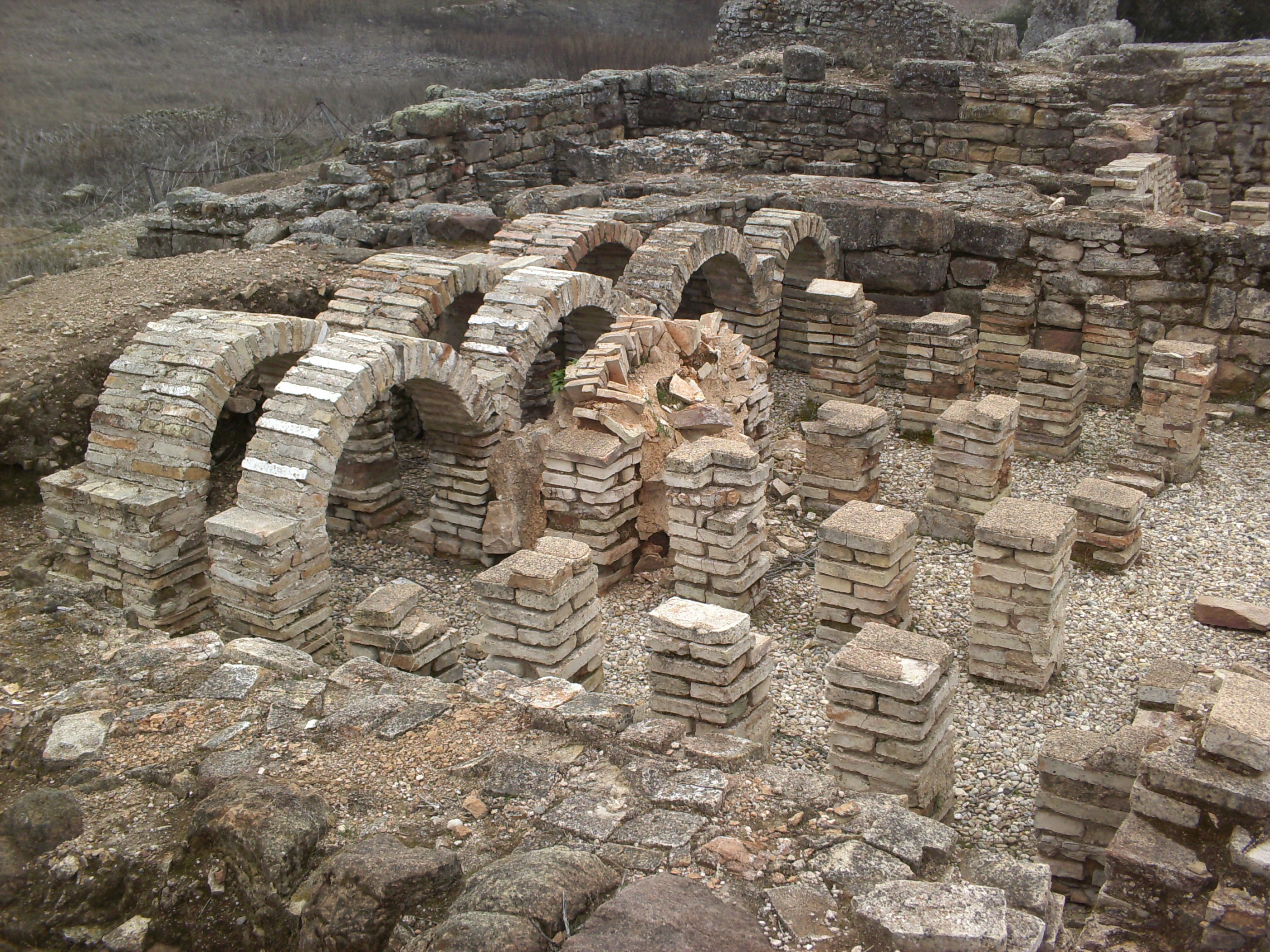
Termas romanas de la Villa del Olivar de Cástulo, en el término municipal de Linares

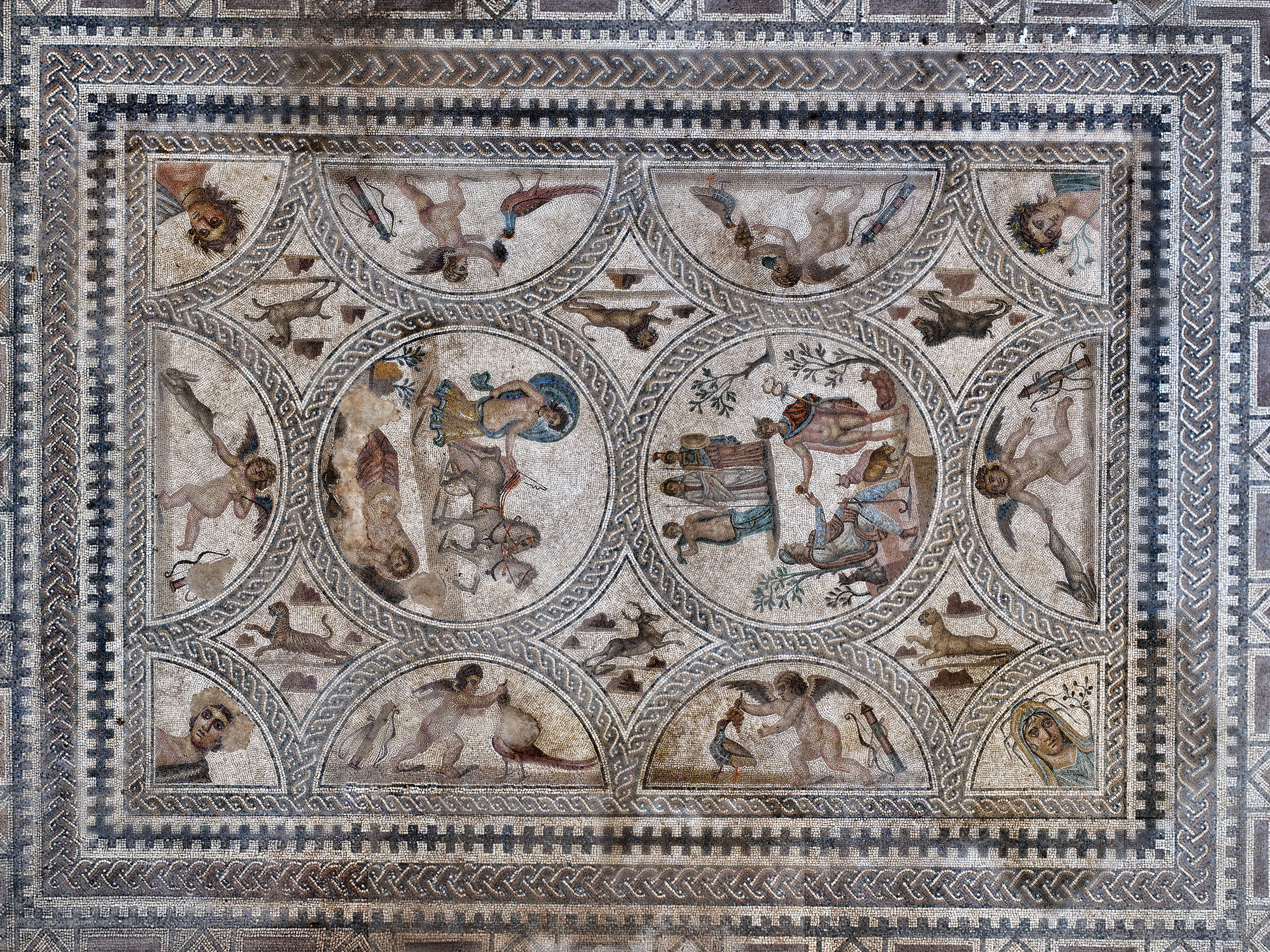
Motivo central del Mosaico de los Amores, hallado en 2012

A 5 km de Linares, por la carretera de Torreblascopedro, se encuentra el yacimiento arqueológico y centro turístico de interpretación de la antigua ciudad oretana e iberorromana de Cástulo, uno de los seis conjuntos arqueológicos que existen en Andalucía junto con espacios como Baelo Claudia (Cádiz), Medina Azahara (Córdoba) o los Dólmenes de Antequera (Málaga). Se trata de un asentamiento de origen íbero, que alcanzó su máximo esplendor bajo el imperio romano. Con una superficie de cincuenta hectáreas y dos kilómetros de ancho, el yacimiento arqueológico de Cástulo constituye el oppidum más extenso de toda la península ibérica. Las investigaciones, prospecciones y excavaciones llevadas a cabo en el yacimiento se desarrollaron ininterrumpidamente desde 1969 hasta 1983 (destacando los trabajos de José María Blázquez), y después más esporádicamente, hasta 1991, fecha en que cesaron por cuestiones administrativas ajenas al proceso de investigación. A partir del año 2011, con la creación del Conjunto Arqueológico de Cástulo, y a través del proyecto de investigación Forum MMX, se han retomado las excavaciones arqueológicas que han sacado a la luz restos de edificaciones públicas, concretamente un posible templo de época imperial del siglo II d. C. que cuenta con muros estucados con motivos geométricos y un pavimento de mosaico en un gran estado de conservación. Este mosaico, rebautizado como «de los Amores» es una alfombra de más de 750 000 teselas enlazadas en el suelo de un edificio, que data alrededor del siglo II o I a. C., y puede visitarse bajo una estructura que lo protege de las agresiones meteorológicas. Los restos de Cástulo, aún en gran parte sin excavar, proporcionan una visión de la importancia de esta antigua ciudad, cuyas piezas de orfebrería, cerámica, escultura se exponen públicamente en el Museo Arqueológico de Linares.

### Patrimonio cultural minero e industrial

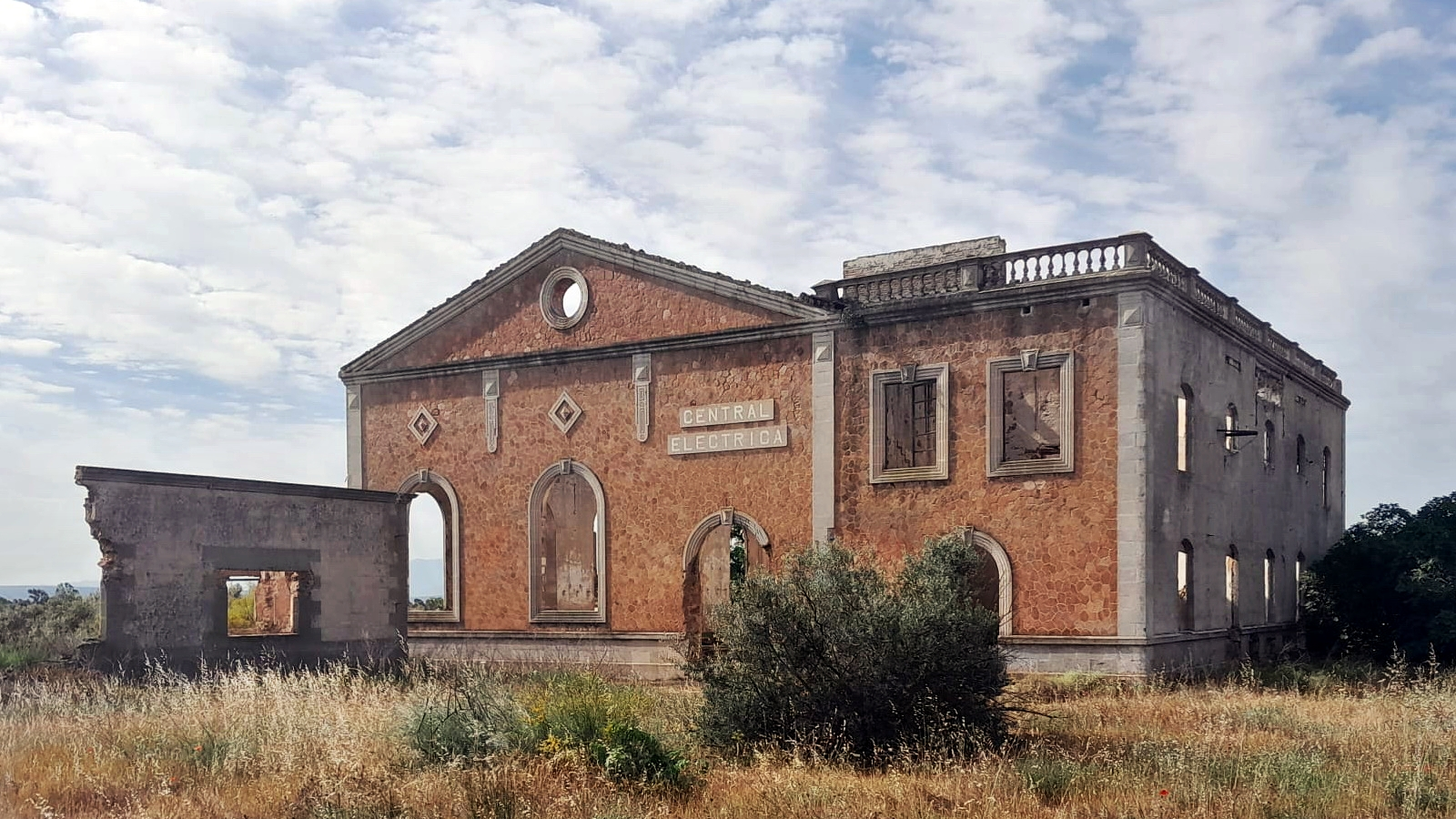
Ruinas de la antigua Central Eléctrica de Linares, de estilo modernista con influencias clásicas, albergaba potentes grupos motogeneradores diésel

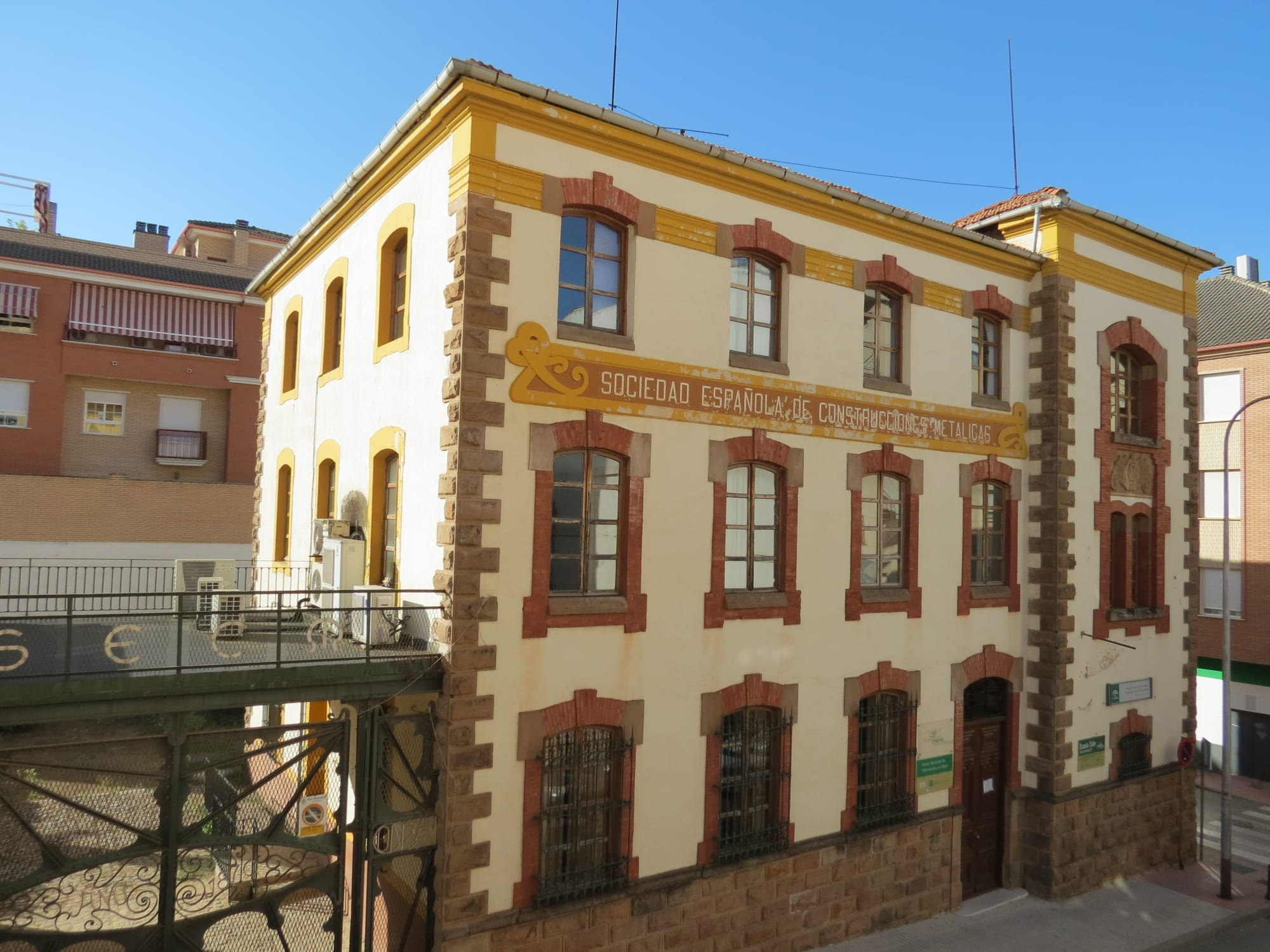
Entrada a las instalaciones de la Fundición «La Constancia», protegida en el Catálogo del PGOU de Linares e incluida en el Catálogo General del Patrimonio Histórico Andaluz

El paisaje de Cástulo-Linares constituye un claro ejemplo de la impronta de la actividad minera en el entorno durante un período que abarca más de veinte siglos, siendo además testimonio principal de la industrialización en Andalucía. El patrimonio minero e industrial de Linares se manifiesta de forma reiterada en el paisaje rural y urbano, ya sea bajo la forma de sitios arqueológicos o como minas e infraestructuras asociadas (casas de máquinas, casas de calderas, chimeneas, cabrias, lavaderos, fundiciones, centrales eléctricas, líneas ferroviarias, caminos, viviendas obreras, estaciones de ferrocarril, etc.) diseminadas por el término municipal. En el distrito minero Linares-La Carolina, se ubican 73 elementos declarados de interés cultural, de los cuales el 89 % son monumentos (civil, 80,8 %; religioso, 8,2 %), el 5,5 % sitios históricos, y el 2,7 % corresponden a zonas arqueológicas y conjuntos históricos. Sin embargo, a pesar de que el patrimonio minero-industrial y ferroviario no ha sido declarado de interés cultural, 125 elementos se encuentran inscritos en el Catálogo General del Patrimonio Histórico Andaluz. Asimismo, el Colectivo Proyecto Arrayanes ha señalado la existencia de 350 equipamientos: 32 casas de máquinas «Cornish», 70 casas de calderas, 70 casas de extracción, 118 chimeneas, 22 cabrias metálicas, 1 casa de máquinas «Bull», 5 centrales eléctricas, 4 torres de perdigones, 6 fundiciones, 5 lavaderos de mineral, además de vestigios ferroviarios, redes de caminos que comunicaban las diferentes explotaciones con los núcleos de población y asentamientos mineros. La variedad, diversidad y representatividad de estos bienes culturales lo convierten en un verdadero potencial para configurar un producto
turístico especializado en esta temática.
El paisaje cultural minero e industrial se localiza en un territorio de dehesa y bosque bajo mediterráneo, salpicado de cultivos de olivos y cereales, que alberga una amplia red de senderos (casi 60 kilómetros de caminos adaptados y señalizados) orientados al desarrollo de actividades turístico-recreativas a partir de los caminos que tradicionalmente unían la ciudad con las instalaciones mineras, industriales y energéticas. Las minas de Linares están protegidas como patrimonio cultural.
En la ciudad, las evidencias más apreciables de la actividad minera son los edificios historicistas, las casas-palacio, las antiguas estaciones ferroviarias (Linares llegó a tener cinco), los paseos y edificios de oficinas ligados a antiguas empresas mineras, algunos de los cuales han sido rehabilitados y albergan entidades públicas. El legado patrimonial inmueble además se combina con diversos elementos de carácter inmaterial, como los cantes mineros (tarantas) o la fiesta de Santa Bárbara, patrona de los mineros.
La Asociación Proyecto Arrayanes, de carácter privado, es el organismo de referencia para la valorización turística del patrimonio minero de la zona. Colabora con el Ayuntamiento de Linares para poner en marcha el Plan turístico para la puesta en valor del patrimonio minero de Linares aunque, por el momento, sólo se halla abierto al público el centro de interpretación del Paisaje Minero en la Estación de Madrid de Linares. La Unión Europea participa en la valorización turística del patrimonio minero a través del proyecto MINET del Programa Cultura 2000. Gestionado por el Colectivo Proyecto Arrayanes, se centra en dar a conocer la importancia de la actividad minera y en favorecer la cooperación interregional en este ámbito.

### Patrimonio natural

#### Paraje del Piélago y Puente de Vadollano

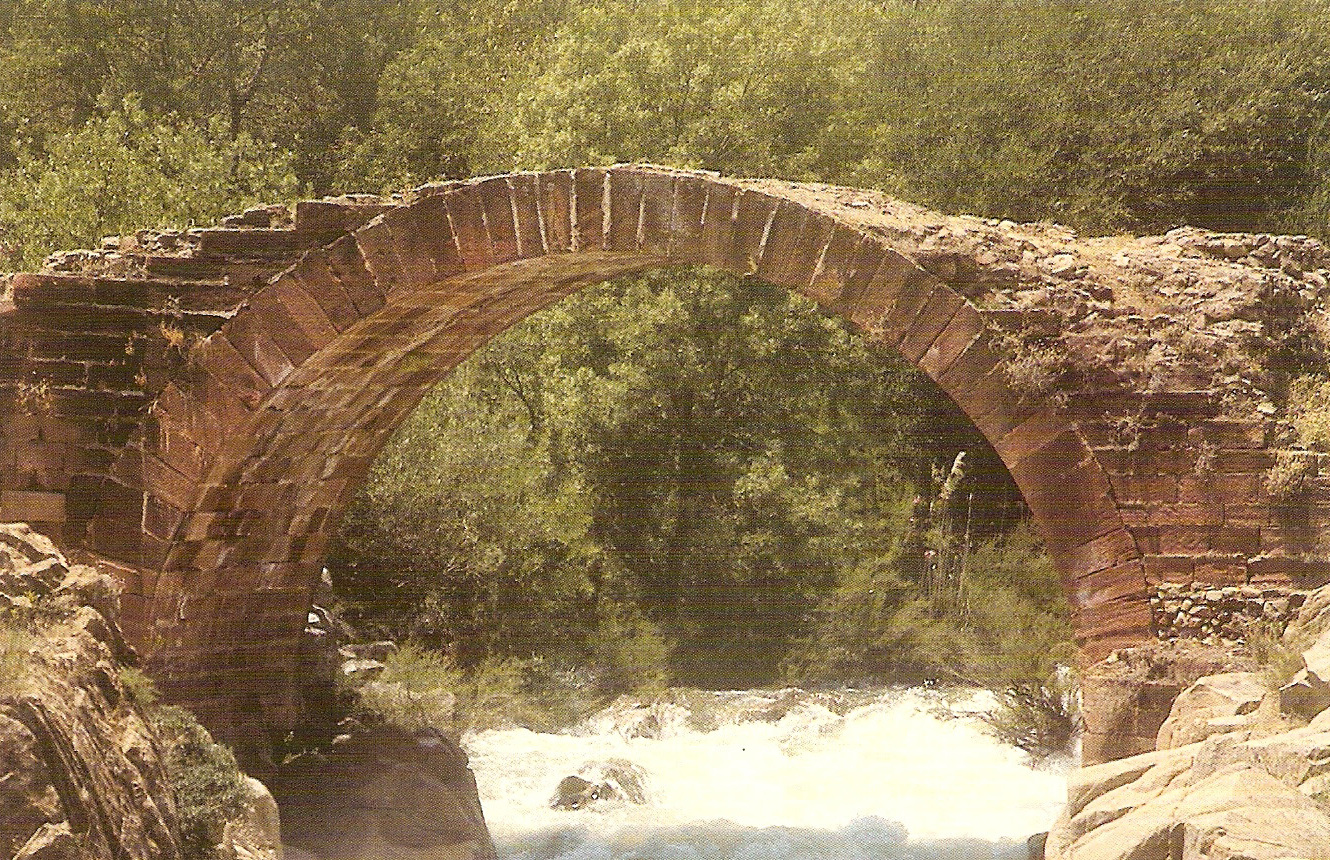
Vista del puente de Vadollano sobre el río Guarrizas

El puente romano de Vadollano sobre el río Guarrizas, en la carretera de Arquillos, que formaba parte de la Vía Heraclea, es otra interesante muestra de la importancia de la zona en época romana. Está integrado en el paraje denominado El Piélago, declarado monumento natural por la Junta de Andalucía.

#### Fuente del Pisar

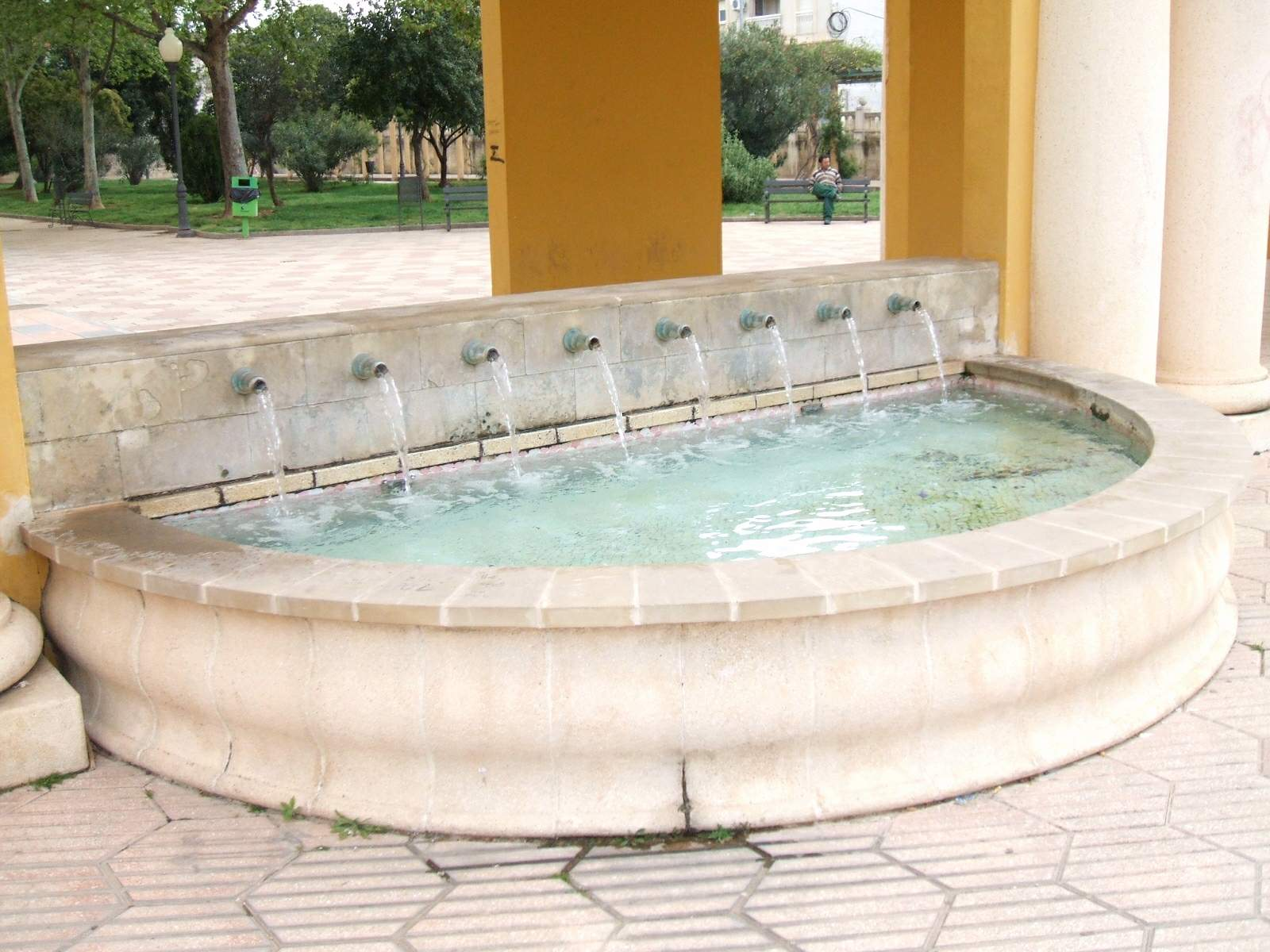
Fuente del Pisar

Otro lugar destacado es la Fuente del Pisar: cuenta la leyenda que, allá por el siglo XVI, al pasar por este lugar un caballero, el caballo en que iba montado hundió su pie en la tierra quedando aprisionado; al librarle, su dueño vio cómo surgía un abundante caño de agua que desde entonces no ha dejado de manar. También hay un dicho, que hace referencia a cuando Aníbal dio de beber a su caballo en la Fuente del Pisar. En referencia a la belleza del lugar, el dicho popular dice así:

«Quién bebe agua de la Fuente del Pisar, olvida a su padre y madre y a su tierra no va más»

Esta historia-leyenda de una fuente que surgió «al pisar» de un caballo, tiene su explicación en la existencia de un acueducto que se abastecía del agua de los veneros de Linarejos y la llevaba hasta Cástulo, cuyos habitantes, bajo la dominación romana, fueron los autores de esta construcción que aún se conserva en parte.
Los resultados de investigaciones realizadas por el Instituto Geológico y Minero del CSIC sitúan el origen de Linares en la galería medieval de 1 km de longitud que conecta la Fuente del Pisar con la ermita de la Virgen de Linarejos a través del subsuelo de la ciudad.

#### Parque de Cantarranas

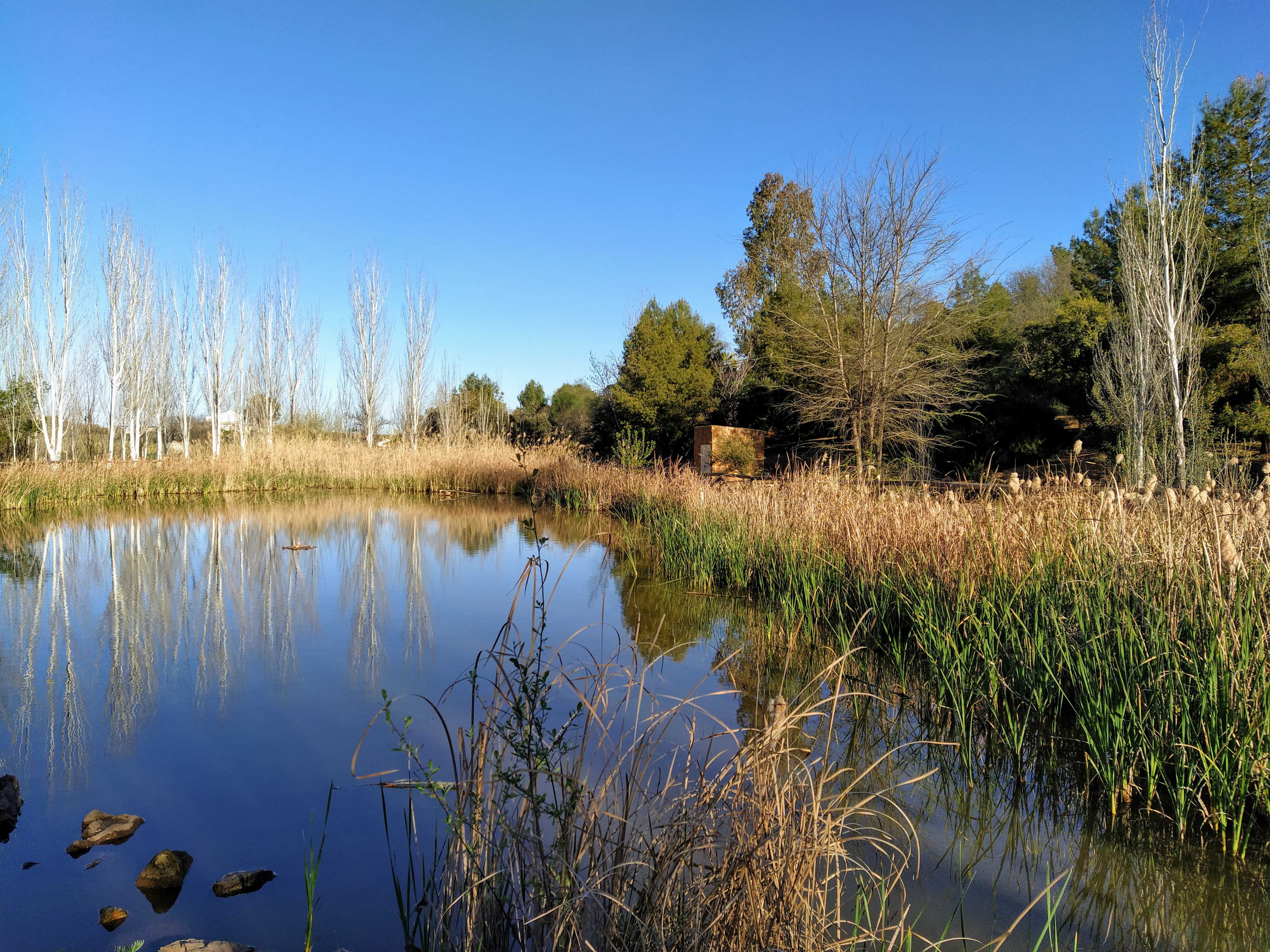
Estanque del parque de Cantarranas

El parque de Cantarranas está situado junto al arroyo Periquito Melchor, en la zona de la ciudad conocida como cerro Minilla, tiene más de 121 000 m2 y un perímetro de casi 2000 m y fue inaugurado el 8 de enero de 2008. El Ayuntamiento de Linares se encargó de su construcción y gestión, en la que se invirtieron 4,1 M€. Las obras para su creación consistieron en la estabilización de los terrenos de la zona, la reutilización de escombros libres de yesos convenientemente triturados como base de zahorra natural en los senderos y la búsqueda de espacios especialmente destinados a zonas verdes y especies autóctonas. A las actuaciones correspondientes a movimiento de tierras, instalación de saneamiento, red de aguas y electricidad, se sumaron las del encauzamiento del arroyo Periquito Melchor, la creación de un estanque artificial y la instalación de varios merenderos, fuentes de agua potable, pasarelas sobre el arroyo, bancos a lo largo de los senderos y un cerramiento metálico perimetral para asegurar las instalaciones durante la noche. Además, se completó con el acondicionamiento de diversas zonas de recreo y la dotación de máquinas de ejercicios de gimnasia. La zona donde actualmente se ubica el parque de Cantarranas previamente era un recinto de huertas familiares, regadas por los veneros que brotaban por encima del Santuario de la Virgen de Linarejos y que también abastecían a los ocho caños de agua de la Fuente del Pisar.

### Otros lugares de interés

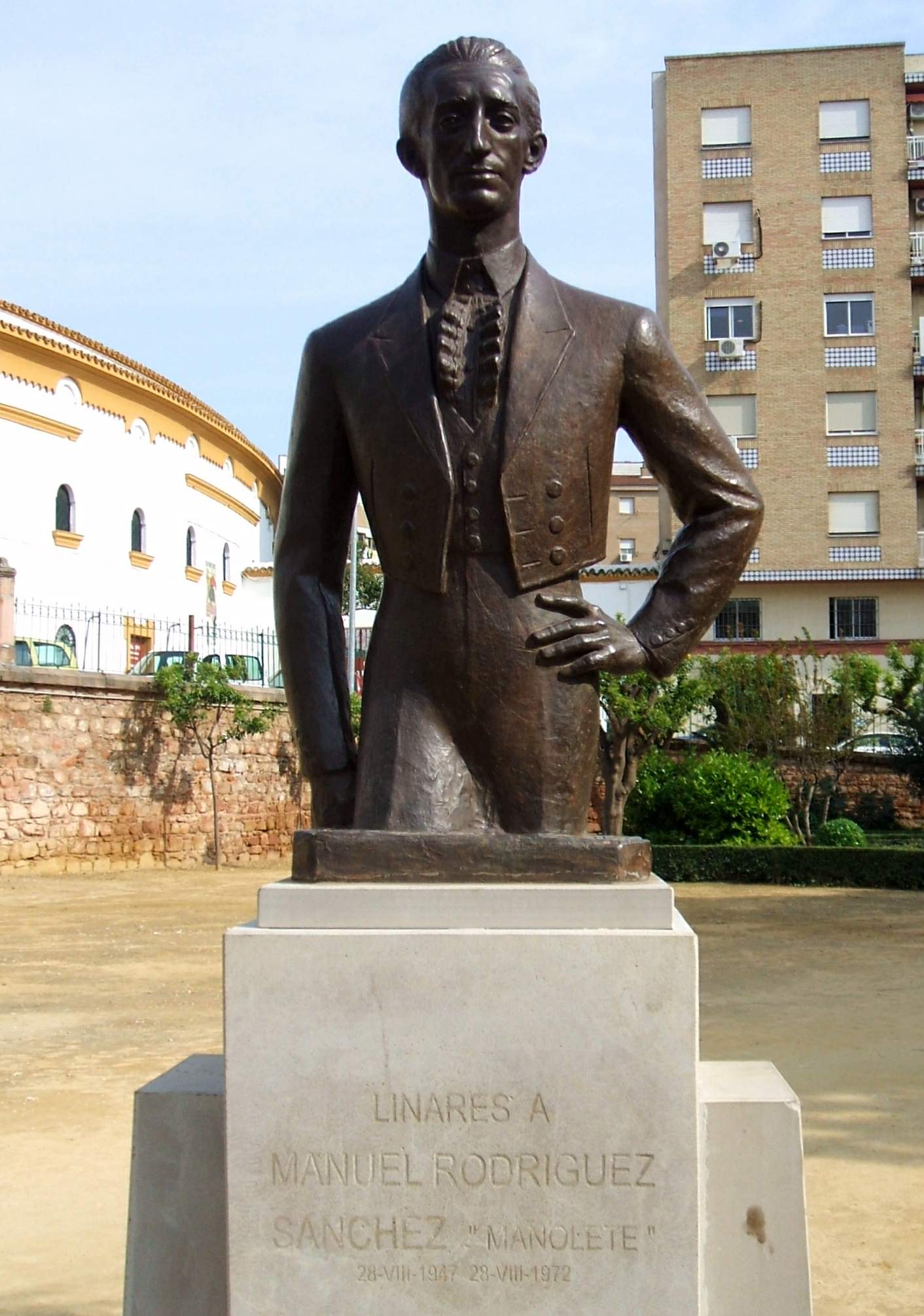
Monumento a Manolete, frente a la plaza de toros de Linares

Linares también alberga otros lugares de interés, entre los que destacan el Coso de Santa Margarita, plaza de toros de Linares, y el Monumento a Manolete. En esta plaza de toros, el 28 de agosto de 1947, el famoso torero Manolete perdió la vida por la cornada que le infirió el toro apodado Islero, de la ganadería de Miura. Por este motivo, el 28 de agosto de cada año se coloca un ramo de flores en el interior de la plaza en el lugar donde cayó el torero. En relación con este incidente, situado junto a la plaza de toros se halla el Monumento al Toro Bravo de Linares, hecho en bronce e inaugurado el 12 de febrero de 2010.
Además, la ciudad cuenta con los Jardines de Santa Margarita y la Fuente-Monumento a los Marqueses de Linares, las iglesias de San Agustín y de Santa Bárbara, la Casa y plaza del Gallo, casas palaciegas rurales de la época en que Linares era una aldea de Baeza, y el Palacio de los Priedola.

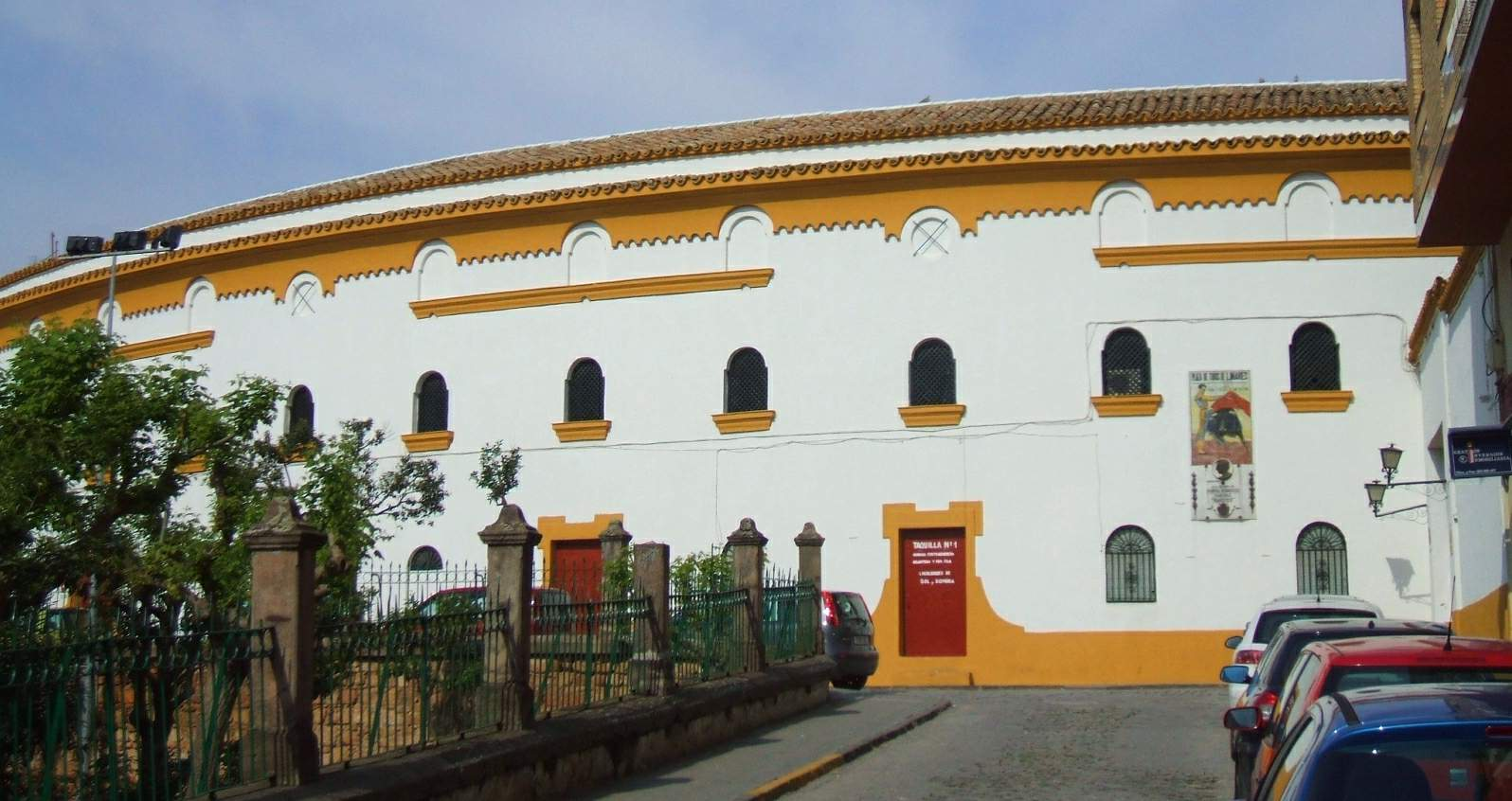
Plaza de toros
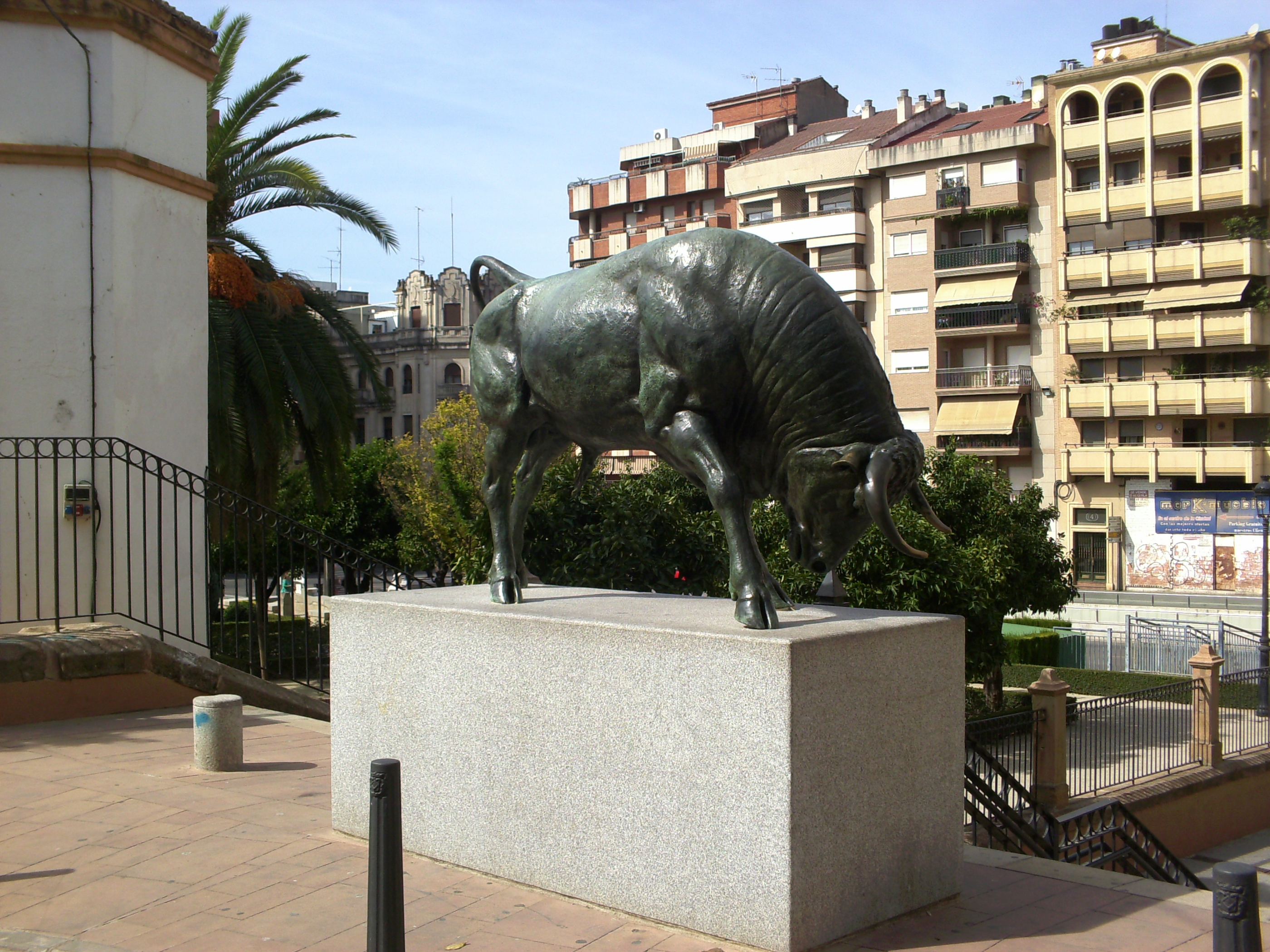
Monumento al Toro Bravo
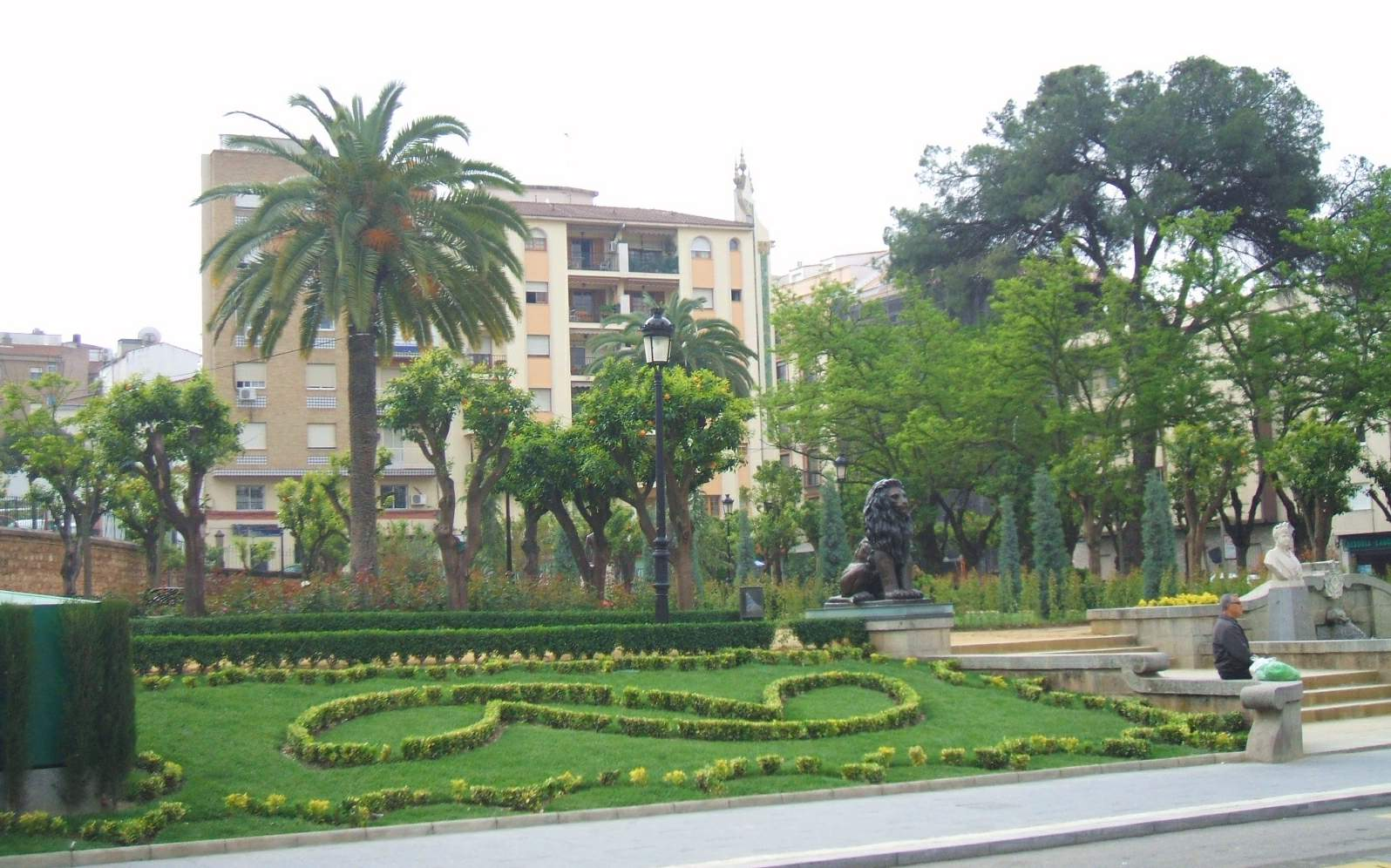
Jardines de Santa Margarita
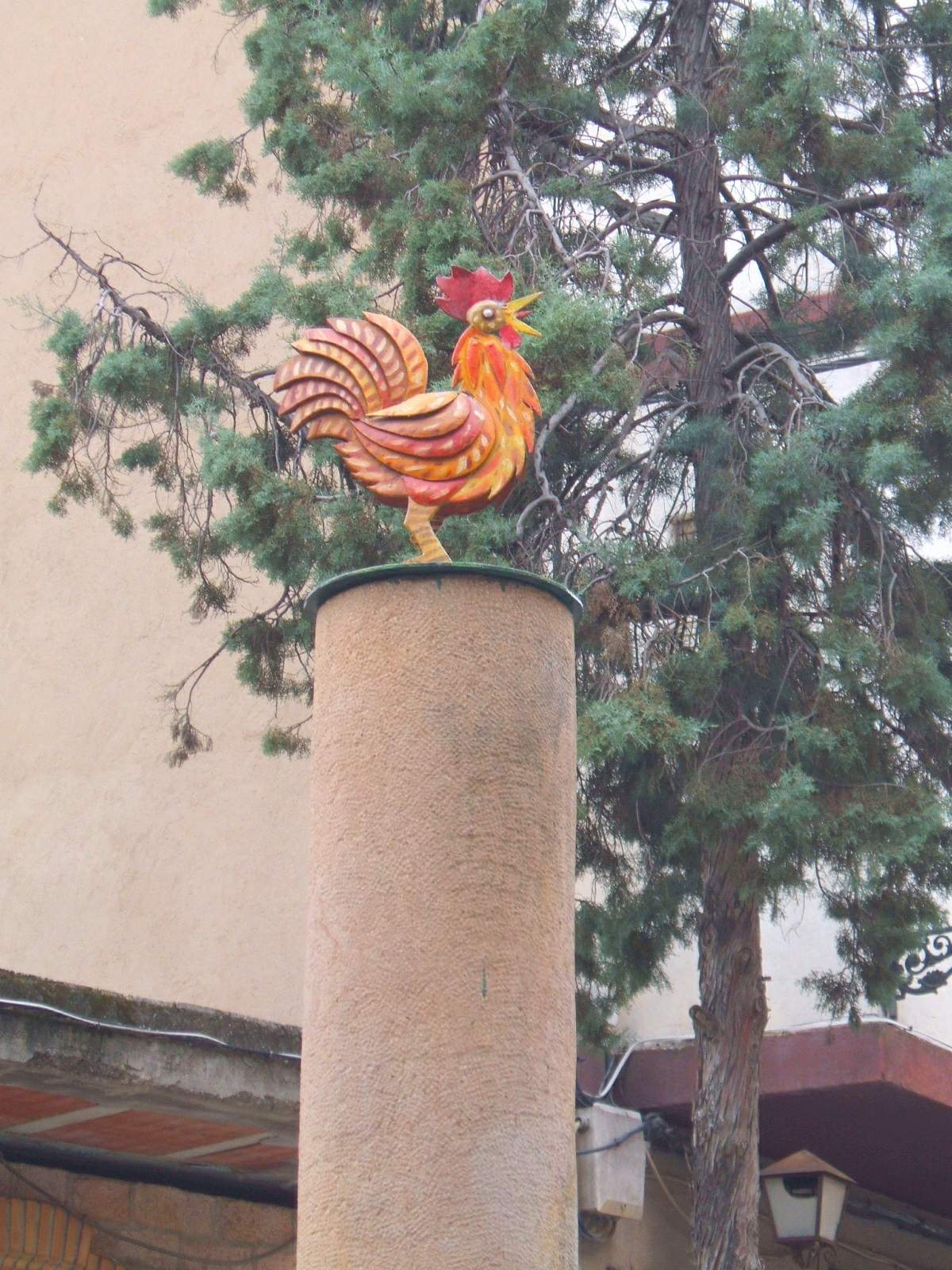
Plaza del Gallo

## Cultura
Influenciada por su rica historia minera, Linares se ha transformado en una ciudad abierta, cosmopolita y acogedora que alberga una gran variedad de festividades y eventos a lo largo del año. Destacan numerosas celebraciones de Interés Turístico Nacional, como la Semana Santa de Linares, la Real Feria y Fiestas de San Agustín, el Festival Internacional de Música y Artes Escénicas, entre otros. Estas festividades comparten protagonismo con una serie de eventos, congresos, certámenes internacionales y competiciones deportivas de diversa índole.

### Museos
Hay numerosos museos en Linares que ofrecen una propuesta variada y de calidad, donde se exponen colecciones de gran interés artístico, etnológico y cultural. Cada uno de ellos está especializado en un tema concreto. Entre los museos operativos y visitables de la ciudad destacan los siguientes.
Museo Arqueológico

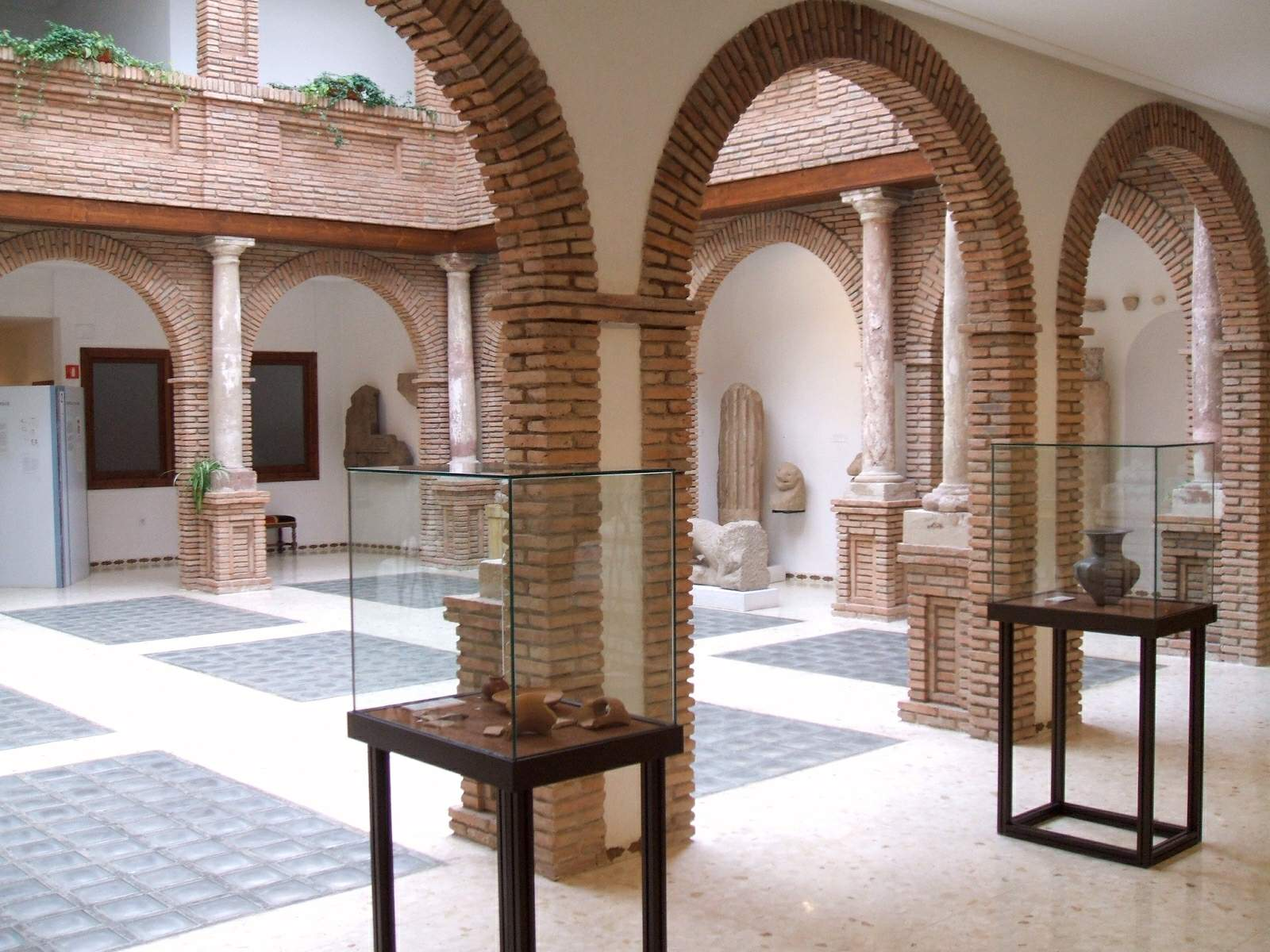
Museo Arqueológico de Linares, dedicado especialmente al estudio de piezas procedentes del yacimiento de Cástulo

En el barrio antiguo de Linares, en un palacio del siglo XVII perteneciente a la familia Dávalos, se creó este museo en 1956 con la intención de conservar los restos arqueológicos de la comarca. Fue declarado oficialmente Museo local en 1957 por el Ministerio de Educación y Ciencia y Monumento Histórico Artístico Nacional en 1962. En los primeros años estuvo instalado en los locales del Instituto de Segunda Enseñanza y después en la antigua casa de Socorro, hasta que el 23 de septiembre de 1983 se inauguró el edificio actual. Se pueden contemplar piezas de todas las épocas desde el Paleolítico hasta la etapa hispano musulmana. No obstante, el museo arqueológico está dedicado especialmente a la antigua ciudad iberorromana de Cástulo.
Casa Museo Andrés Segovia

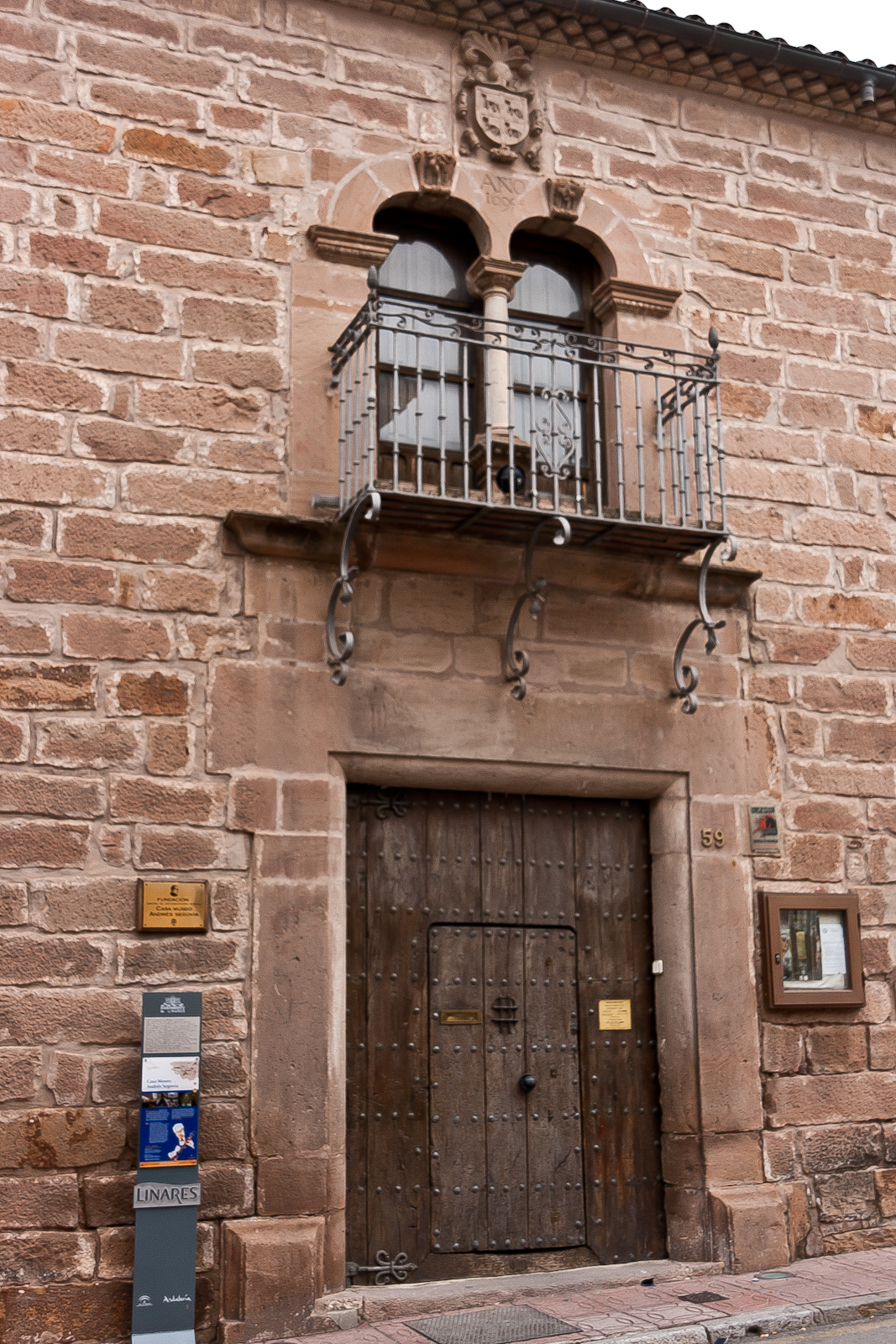
Palacio de los Orozco, Museo Andrés Segovia en Linares

La casa museo existe desde hace años como colección privada, aunque con ocasión de la Feria de San Agustín 2000 se inauguró como Casa Museo y Centro de Documentación de carácter público. El lugar elegido para el mismo es el Palacio de los Marqueses de Orozco, construido en el siglo XVII, que ha sido habilitado y dotado de las medidas de seguridad necesarias para alojar el museo. En su interior, se puede contemplar una amplísima colección de objetos y documentos relacionados con el mundialmente afamado guitarrista Andrés Segovia, donados por su esposa, Emilia de Segovia y por Alberto López Poveda, amigo, fiel seguidor y biógrafo de Segovia. El centro cuenta además de las salas de museo, con un archivo, salones de actos y conciertos, zona administrativa, patios y una cripta, en la que desde el 4 de junio de 2002 descansan los restos mortales de Andrés Segovia.
Centro de interpretación del Paisaje Minero
Los pozos, galerías, chimeneas, castilletes, cabrias, escombreras y fundiciones dibujan el paisaje aún presente de una actividad minera ya prácticamente extinta en el distrito linarense. Las minas de La Cruz fueron las últimas en echar el cierre en 1991, concluyendo con ellas uno de los períodos más pujantes de la ciudad. La Junta de Andalucía concedió a un total de 65 inmuebles mineros la categoría de Patrimonio Histórico Andaluz, también declarado Patrimonio Industrial de España.
El centro de interpretación del Paisaje Minero está ubicado junto a la antigua Estación de Madrid, en el paseo de Linarejos, y cuenta con una exposición permanente que transporta al visitante al pasado minero de Linares y su comarca. El centro se divide en 5 salas, que muestran al visitante el impacto que tuvo la actividad minera en la ciudad a través de diversos paneles informativos y medios interactivos, así como mediante la exposición de maquinaria, utensilios y minerales.
Museo del Pósito
Concebido como centro de interpretación de la ciudad, se enclava en un edificio del siglo XVIII. En él se sitúa el museo del cantante Raphael, así como información acerca de la ciudad, de la cantaora Carmen Linares y del torero Sebastián Palomo Linares. Este museo fue inaugurado en marzo de 2011.
Capilla y Cripta de Los Marqueses de Linares
Se trata de una cripta reconvertida en museo en la que reposan los restos mortales de los Marqueses de Linares. Cuenta con un pequeño museo dedicado al instrumental médico utilizado por el hospital en tiempos pretéritos, así como documentos fotográficos del fallecimiento del conocido torero Manolete en la plaza de toros de la ciudad.
Museo Taurino Taberna El Lagartijo
Esta taberna cuenta con una exposición de temas relacionados con el espectáculo taurino. De entre su colección, destaca una serie de recuerdos de la mortal cogida de Manolete en la plaza de toros de Linares en agosto de 1947.

### Teatro
Linares cuenta con el Teatro Cervantes, edificio del siglo XIX. El edificio tiene su origen en el antiguo teatro de San Ildefonso, construido en 1864 por Ildefonso Sánchez y Cózar en la zona de expansión de la ciudad. Se trataba de un edificio de planta rectangular, con fachada a dos calles paralelas y tipología de «teatro a la italiana», con sala en forma de herradura y un escenario holgado y proporcionado. Para mejorar sus condiciones de seguridad e higiene tras su peligroso estado de ruina, en 1930 fue rescatado por el ayuntamiento para la ciudad de la mano del concejal y diputado provincial de cultura Ignacio Ortega Campos y rehabilitado a finales del siglo XX, momento a partir del cual tomó su nombre actual. El renovado Teatro Cervantes se erige como epicentro artístico de la ciudad, en el que se celebran todo tipo de actividades culturales, desde jornadas teatrales a certámenes de cortometrajes o actos cofrades. Cuenta con un aforo de 544 personas (258 en patio de butacas y 262 en anfiteatro, además de 6 palcos de 4 asientos cada uno).

### Música
Semana Santa

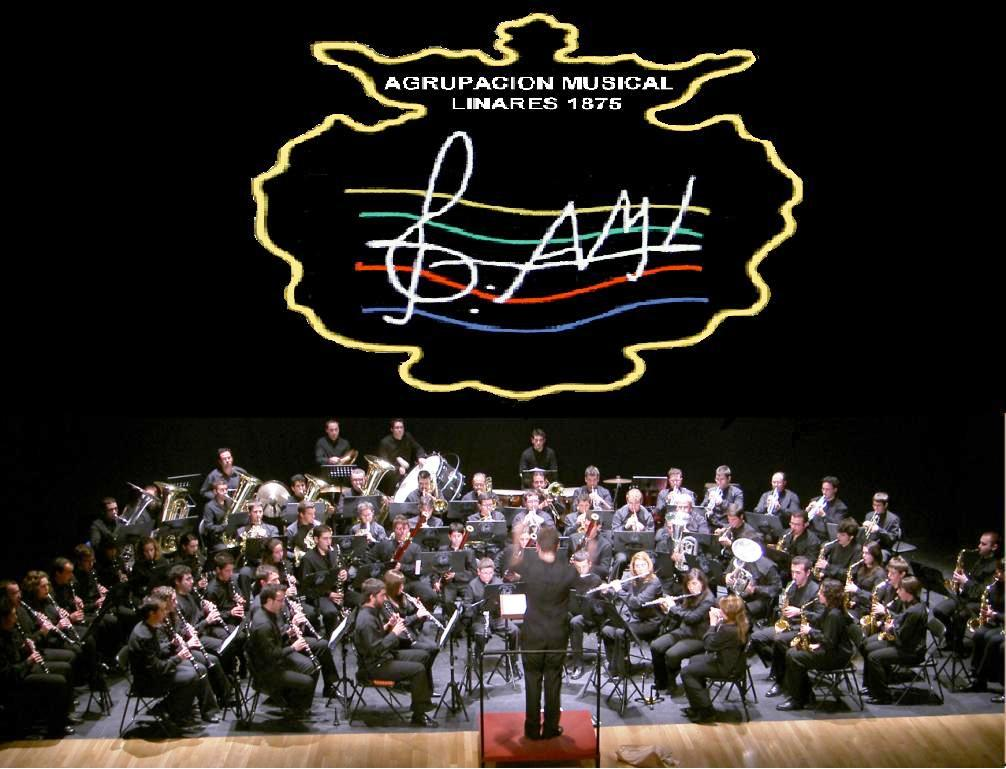
Concierto de la Agrupación Musical de Linares «1875». [//upload.wikimedia.org/wikipedia/commons/a/a8/AMLAUDIO.ogg Medio:AMLAUDIO.ogg

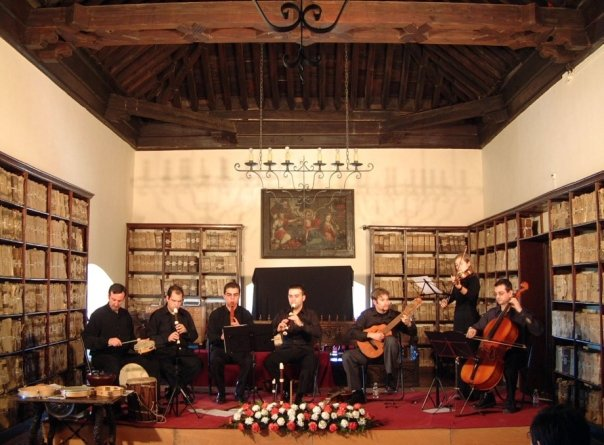
Concierto de Syntagma Musicum en el Festival de Música Antigua de Úbeda y Baeza

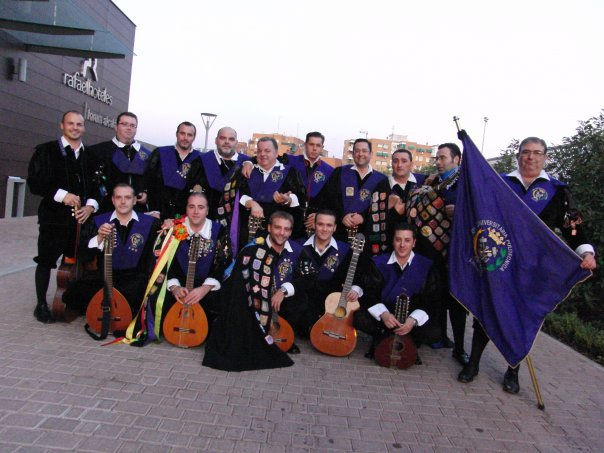
Tuna Universitaria de Linares en el Certamen de Tunas de Alcalá de Henares, octubre de 2009

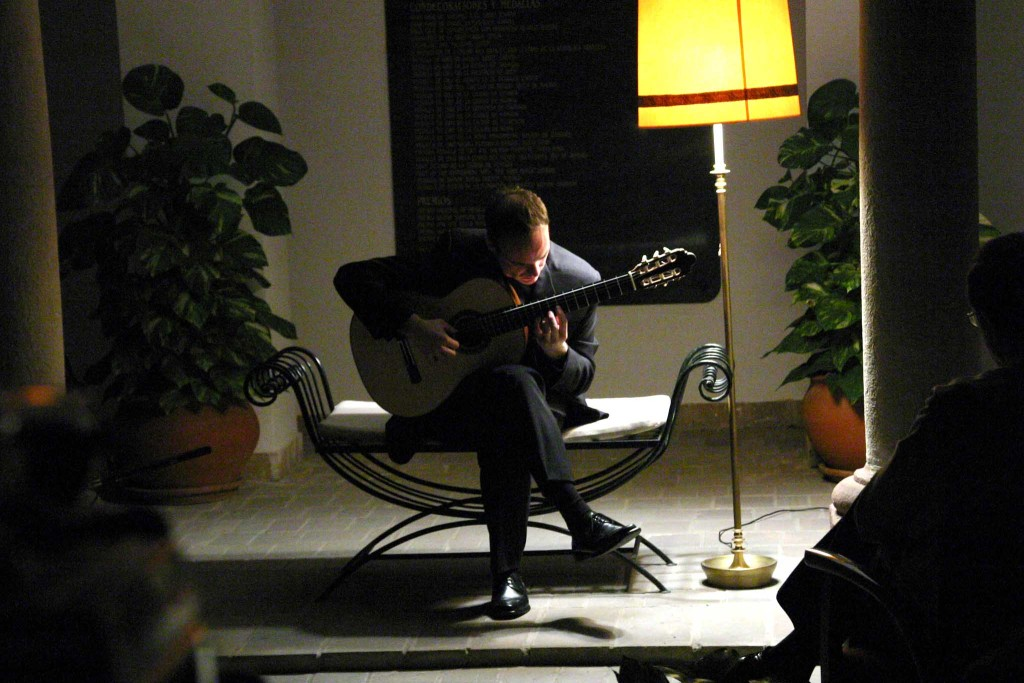
Concierto de guitarra en la Casa Museo Andrés Segovia

Linares cuenta con una gran tradición musical que está muy asociada a la Semana Santa. Diversas cofradías patrocinan bandas de música en las que participa voluntariamente la juventud linarense. En este ámbito destacan las bandas de cabecera de Semana Santa. Son bandas formadas por 90–150 músicos ataviados con el traje de estatutos (hábitos o túnicas propias de la Hermandad o Cofradía en cuestión a modo de Nazarenos).
Bandas municipales
- Agrupación musical de Linares 1875.[254] Ha recibido importantes reconocimientos como el «Premio de Cultura del Ayuntamiento de Linares a la trayectoria cultural» en 2006 y diferentes premios en festivales de bandas de la geografía española como el Festival de Bandas de Torrevieja (Alicante), el Festival de Bandas de Campo de Criptana (Ciudad Real) y el primer premio cosechado en el concurso de bandas de Malgrat de Mar (Barcelona).
- Banda sinfónica Ciudad de Linares.[255] Esta banda una de las pocas bandas sinfónicas de toda la provincia de Jaén. Además, forma parte de la O.C.I.L al igual que la orquesta y el coro. La orquesta y el coro han viajado a Roma (Italia) y a Castres (Francia), entre otras ciudades. La banda ha participado en otros lugares como Vilches o Ibros en la provincia.
- Asociación musical cultural Maestro Alfredo Martos. Son muchas las actuaciones y conciertos celebrados por la Agrupación, entre los que cabe destacar su actuación en directos en el programa SER COFRADE y el concierto celebrado en MUNARCO en Sevilla. Es en estos años donde la agrupación se consolida como un referente de la Música de Palio en nuestra región. A su ya mencionado concierto de marchas procesionales hay que sumar sus salidas en la ciudad que los vio nacer así como las numerosas salidas tanto procesionales como certámenes, pregones, etc. a los que son invitados. Entre estas salidas cabe destacar los dos conciertos que se han realizado en la puerta del convento de Santa Ángela de la Cruz en Sevilla a petición de las Hermanas de la Cruz. Además, cabe destacar el concierto memorial Alfredo Martos que realiza la banda todos los años en honor a la figura de Alfredo Martos Gómez.
- Banda de música María Inmaculada, de carácter privado, que desde su creación en 2003 se ha hecho un hueco en la Semana Santa Andaluza siendo partícipe de los desfiles procesionales de diferentes puntos de la geografía andaluza destacando el Domingo de Ramos en Córdoba acompañando a la Hermandad del Amor.
- Agrupación musical Nuestro Padre Jesús de la Pasión, fundada en 1996 por Salvador Gallo y Juan Luis López Hernández. Han sido numerosas las grabaciones discográficas de esta banda y los premios obtenidos a nivel nacional e internacional destacando su concierto en Viena.
- Coro y orquesta Musicalma, que creada en 2005 por José Gregorio Trujillo Paredes ameniza las misas de la Basílica de Santa María la Mayor.
- Coral Andrés Segovia. Dicha coral lleva a gala el poder haber llevado el nombre de su ciudad a gran parte de la geografía nacional e internacional: Valencia, Madrid, Sevilla, Zaragoza, París, Roma (ante Juan Pablo II), Hungría o Londres. Cuenta también con multitud de premios como el cosechado en el último concurso de Canal Sur Viva mi coro. Su actividad es altruista y no cesan en el empeño de llevar la música y el nombre de su ciudad a todo aquel lugar donde se requiera su presencia.
- Syntagma Musicum es un ensamble de música renacentista fundado en Linares a comienzos del año 2000.[256] Heredero en parte de un grupo anterior creado en 1984 llamado Aulos. El grupo toma su nombre del tratado enciclopédico de instrumentos compilado por Michael Praetorius y su repertorio recoge principalmente la música renacentista de danza de Francia, Reino Unido, Italia, Países Bajos, Alemania y España, participando todo él de una recreación libre y fresca en versiones que en ningún momento aspiran al imposible historicismo en música. Syntagma Musicum ha realizado en su amplia andadura multitud de conciertos en diferentes Festivales de Música y Danza como el IX Festival Internacional de Linares o el XVI Festival Internacional de Úbeda y Baeza, entre otros. Asimismo ha realizado una intensa actividad didáctica realizando conciertos en centros educativos, ayuntamientos y entidades privadas con el fin de acercar, explicar y enseñar a disfrutar la música y la danza del Renacimiento. En enero de 2004 se registró el primer trabajo discográfico -en directo- de Syntagma Musicum: «Danzas y Canciones del Renacimiento».

Tuna Universitaria de Linares
En el plano de la música estudiantil linarense se destaca la Tuna Universitaria Politécnica de la Escuela Politécnica Superior de Linares, popularmente conocida como La Tuna de Peritos de larga historia en la ciudad y en España, galardonada con los premios a la mejor tuna y al mejor baile de bandera en el Certamen Nacional de Tunas de Ingeniería Técnica celebrado en Valencia los días 8 y 9 de octubre de 2010. La Tuna de Peritos editó en la década de los 90 un disco con sus mejores éxitos titulado Media vida parcheando.
Linares también cuenta con la Asociación de Antiguos Tunos de la Escuela Politécnica Superior de Linares o como se le conoce popularmente, Cuarentuna. Esta asociación ha actuado en los principales festivales de Cuarentunas de España como los de Valencia u Oviedo. El 29 de abril de 2006, estrenaron su primer disco titulado Contigo, compuesto de 17 canciones. En 2009, los días 17 y 18 de abril se celebró el Certamen Internacional de Cuarentunas, donde se reunieron algunas de las mejores tunas del mundo como la Tuna Antigua de Navarra (TAN), la de Viana do Castelo (Portugal), Cuarentuna de Barcelona, Cuarentuna de Holanda o la Cuarentuna universitaria de Oaxaca (México).
Festival Internacional de Jazz y Blues de Linares
Este festival musical se celebra en la ciudad desde 2008. Participan numerosos músicos del panorama nacional e internacional, dándose a conocer como referentes del jazz y del blues de la provincia de Jaén.

### Arte urbano

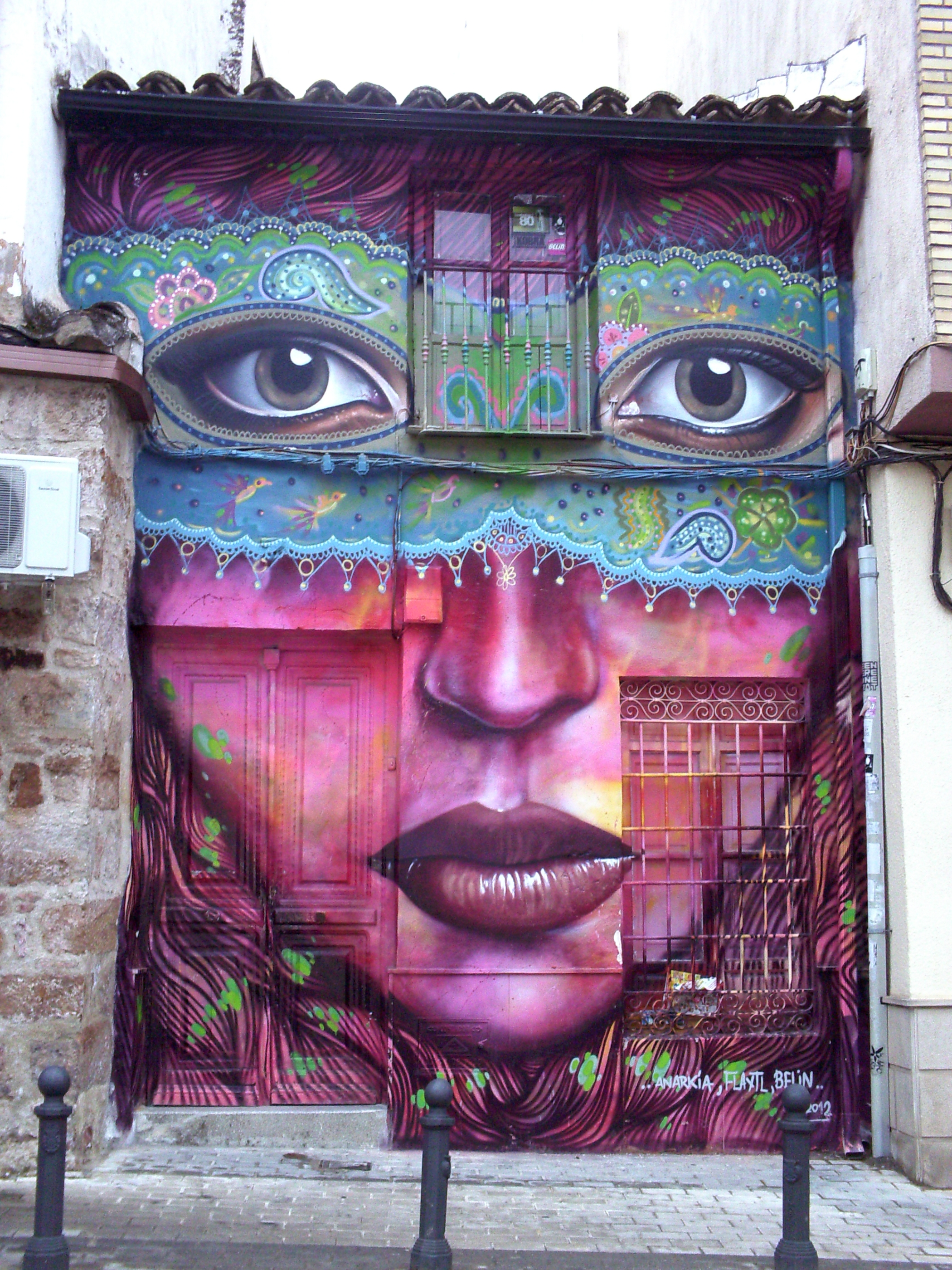
La Casa Pintada, mosaico de Belin en Linares

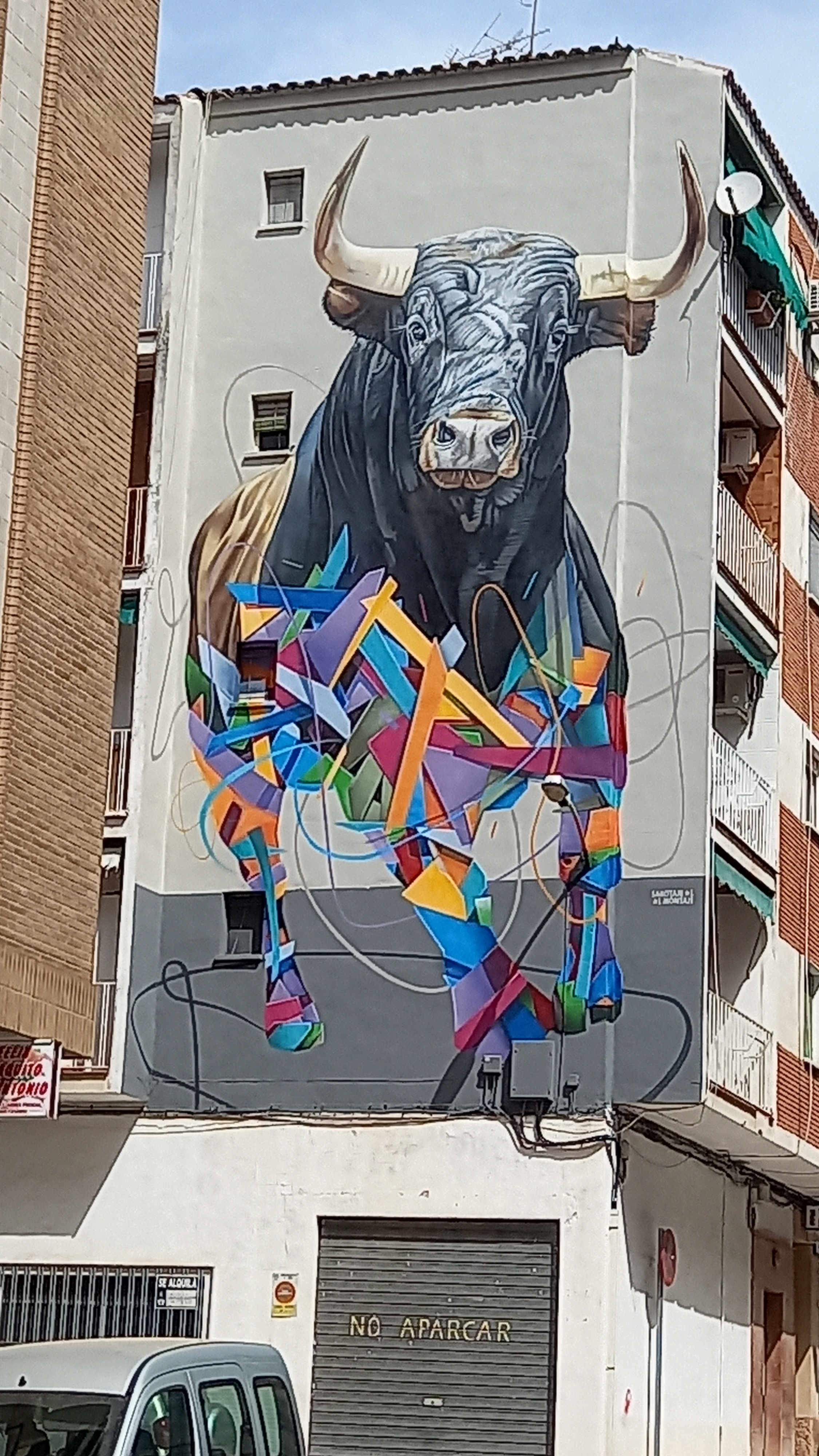
Grafiti que representa un toro bravo, próximo a la plaza de toros de la ciudad

Linares es uno de los mayores museos de arte urbano al aire libre del mundo, que constituye una auténtica democratización del arte y un impulso económico y turístico para la ciudad. De hecho, uno de los grandes reclamos turísticos de Linares, es la gran cantidad de grafitis que se pueden encontrar por cualquiera de sus rincones. Son muchos y variados los artistas callejeros que se dedican al grafiti en la ciudad, pero en particular destaca el trabajo hiperrealista del grafitero linarense de reconocimiento internacional, Miguel Ángel Belinchón Bujes, conocido artísticamente como Belin.

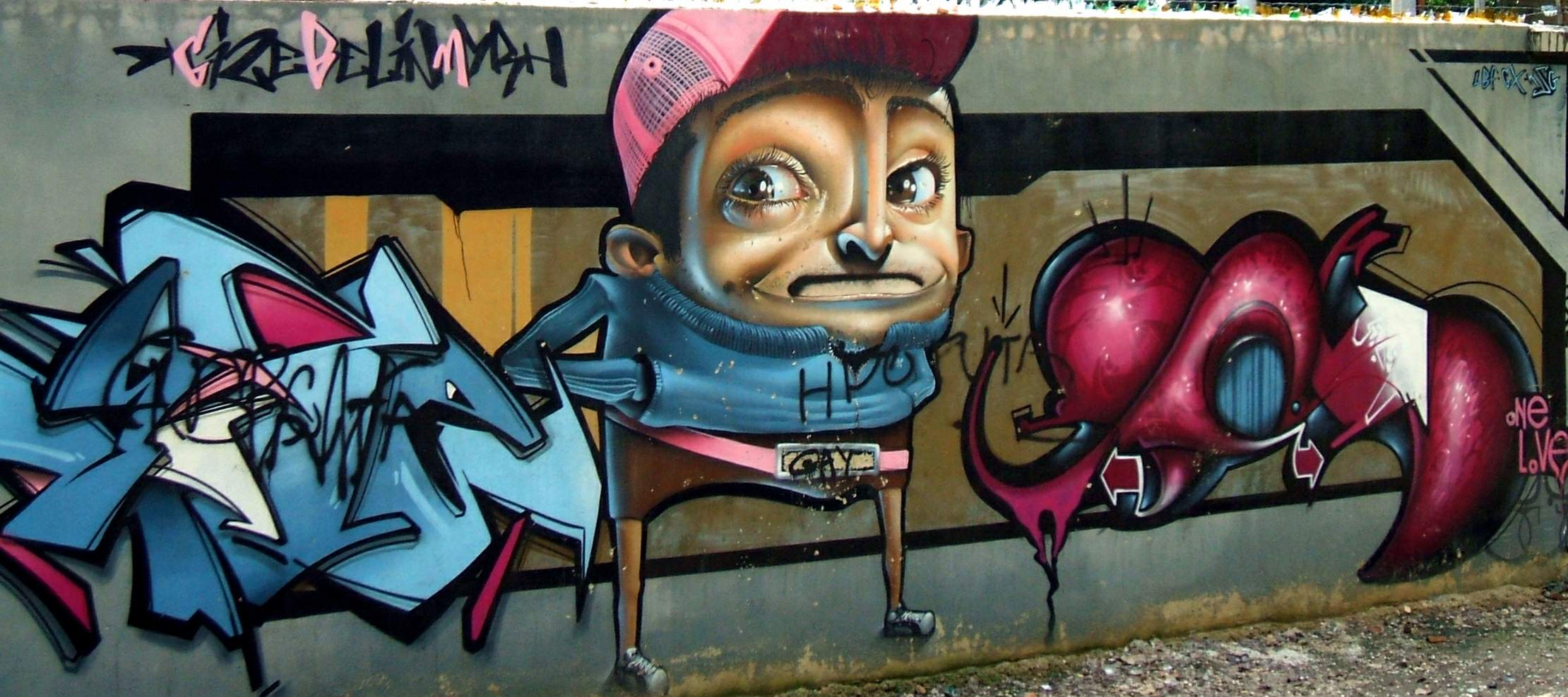
Grafiti en un muro de Linares

### Gastronomía
La gastronomía en Linares es muy variada y se basa en la dieta mediterránea, que está declarada Patrimonio Cultural Inmaterial de la Humanidad. Se trata de una gastronomía muy vinculada a la de la provincia, al ser comunes la mayoría de los productos utilizados en la elaboración de sus platos. Estos tienen como denominador común el aceite de oliva, que realza el sabor de sus guisos y ensaladas, sin olvidar las aceitunas aliñadas, que son frecuentes como aperitivo.
El punto de reunión tradicional de los linarenses son los bares y cantinas, donde las tapas han definido la gastronomía de la ciudad desde hace décadas. Linares, que es reconocido dentro y fuera de las fronteras locales por su cultura del tapeo, cuenta con una numerosa oferta de bares y terrazas donde degustar su gran variedad de tapas, que suponen un importante atractivo turístico. En prácticamente todos los establecimientos, el precio de la tapa está incluido en el de la bebida y se puede elegir de entre una numerosa y variada oferta. Además, existen numerosos restaurantes donde degustar las especialidades gastronómicas locales, en las que el aceite de oliva suele ser parte esencial.
Junto a los platos tradicionales, algunos influenciados por la cocina islámica, como las gachas, migas, gazpacho, ajo blanco, andrajos y roscos de anís, aparecen otros de ascendencia minera como las patatas con bacalao, patatas con pimentón y el remojón a base de ensalada de naranjas, bacalao, aceitunas, cebolleta y aceite de oliva, y algunos tal vez procedentes de los pastores trashumantes, como el perolo a base de castañas, matalahuva y ciruelas pasas.

### Fiestas locales
Real Feria y Fiestas de San Agustín

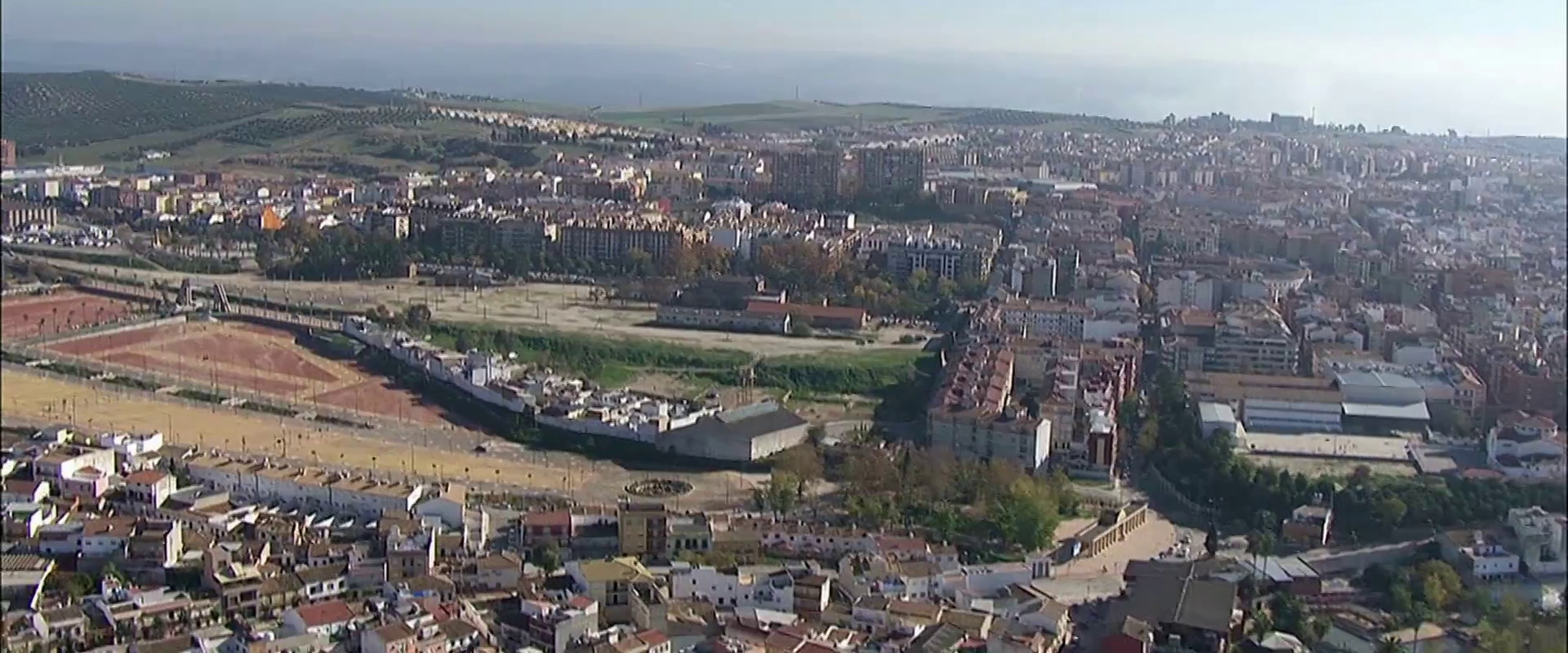
Vista aérea del recinto ferial

Del 27 de agosto al 1 de septiembre se celebra en Linares la Real Feria y Fiestas de San Agustín. Se trata de la fiesta más importante de la ciudad y una de las ferias más importantes de la provincia. Se celebra desde agosto de 1734 en honor a San Agustín de Hipona, aunque el santo patrón de Linares es oficialmente San Sebastián. Como la mayoría de las ferias locales, originariamente se trataba de una muestra de ganadería, pero actualmente ha evolucionado para ser una fiesta de ocio popular, con conciertos musicales y corridas de toros.
El recinto ferial acoge multitud de casetas abiertas a todos los visitantes en las que se puede comer, beber y bailar todo tipo de música (incluyendo las típicas sevillanas y otros bailes folclóricos). Además, el recinto ferial dispone de atracciones tanto para adultos como para los más pequeños. De entre todos los grupos musicales que han actuado durante la feria, pueden destacarse los siguientes: Maldita Nerea, Pablo Alborán, Mägo de Oz, Joaquín Sabina, Héroes del Silencio, Alejandro Sanz, No me pises que llevo chanclas, David Bisbal, El Canto del Loco, Barricada, Danza Invisible, Ska-P o La Oreja de Van Gogh. Las corridas de toros y rejones celebrados durante las fiestas también se consideran de una calidad excepcional, habiendo tenido en cartel toreros de renombre nacional.
Fiestas Iberorromanas de Cástulo

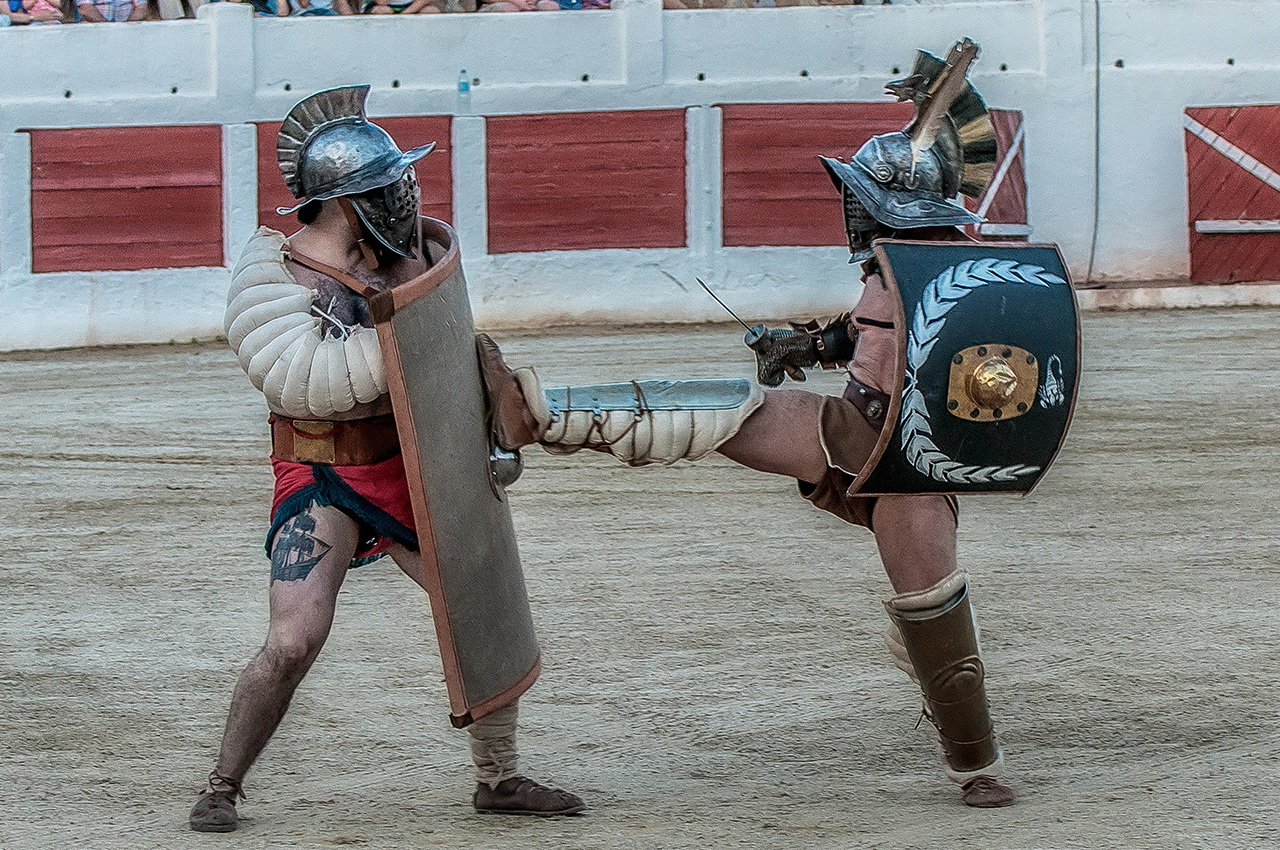
Lucha de gladiadores en las fiestas iberorromanas de Cástulo

Las fiestas iberorromanas de Cástulo son un evento turístico y cultural de referencia en la provincia de Jaén que se celebra anualmente durante el mes de mayo en Linares y que pretende recrear el pasado iberorromano de la ciudad, así como todos los rituales, costumbres, gastronomía y tradiciones que rodeaban aquella época. La festividad se comenzó a celebrar en 2014, creciendo año tras año el número de personas caracterizadas con las vestimentas típicas de la época y el número de visitantes hasta convertirse en un referente turístico de la ciudad. Entre las actividades destacadas se encuentran: circo romano, desfile de tropas y legiones, teatro romano, mercado iberorromano (Macellum), campamento romano (Castrum) y días de Mercurio (promoción del comercio minorista y de la hostelería de la ciudad, así como confección de diferentes platos y tapas ligados a la gastronomía romana). La fidelidad de la recreación y el crecimiento que ha experimentado en sus últimas ediciones ha supuesto que se trate de la primera fiesta de recreación histórica de Andalucía en formar parte de la Asociación Española de Fiestas y Recreaciones Históricas (AEFRH).
Fiestas de Santa Bárbara
La festividad de Santa Bárbara, patrona de los mineros, se celebra en Linares cada 4 de diciembre. Constituye una tradición profundamente arraigada en la ciudad como consecuencia de sus más de 4000 años de historia vinculada a la minería y del valioso legado que esta actividad ha dejado en el paisaje y memoria linarense. La programación suele incluir iniciativas de interés científico y cultural, conferencias, teatralizaciones, así como actividades deportivas o juegos tradicionales vinculados a la minería y su historia, entre otras.
Semana Santa

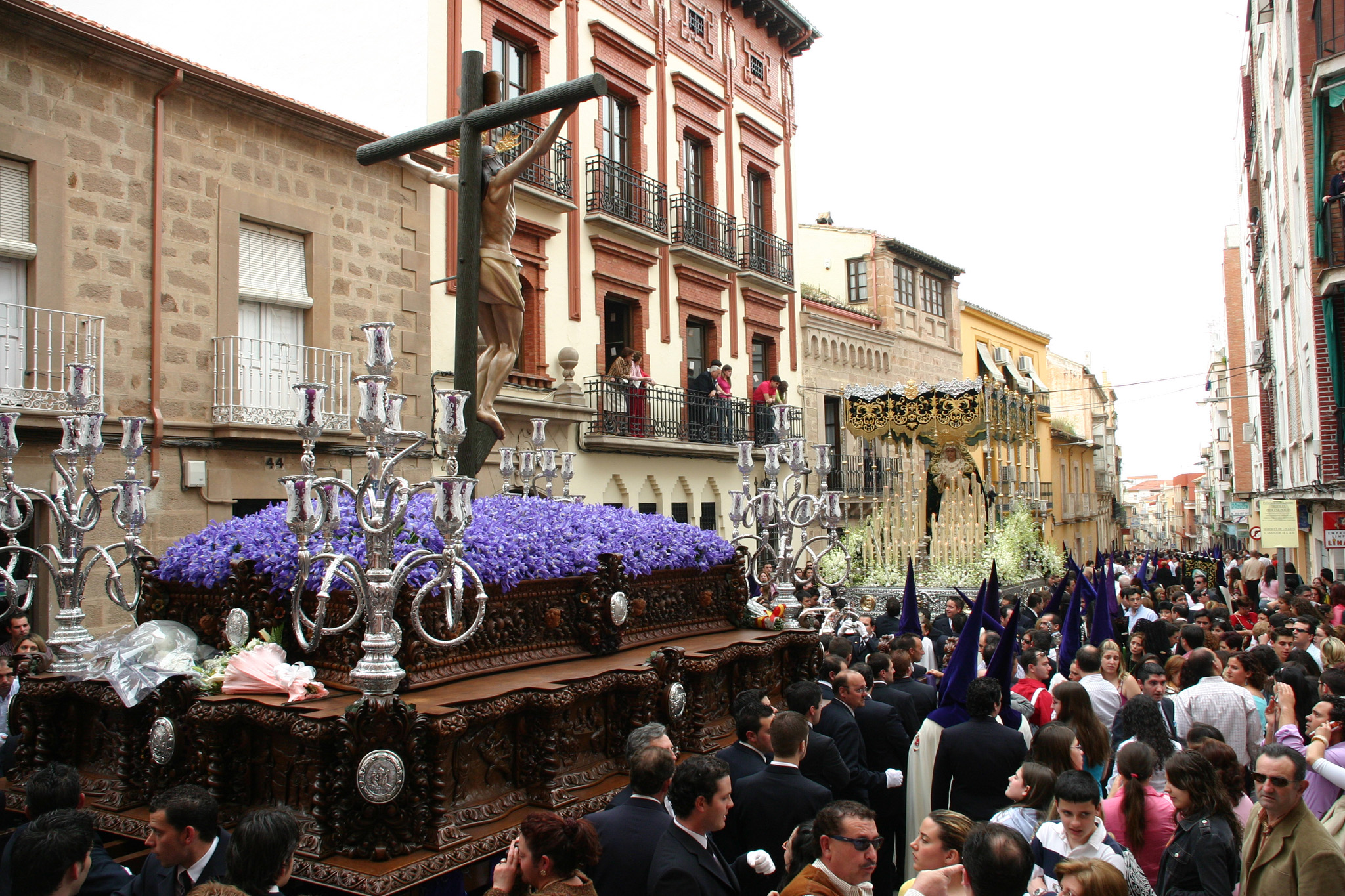
Ceremonia de la Expiración en la calle Marqués

La Semana Santa de Linares, declarada de interés turístico nacional en el conjunto de Andalucía desde 1998, destaca por la calidad de las bandas de cabecera de las cofradías y hermandades y de los tercios de trompeteros, la belleza de la imaginería cofrade y, especialmente, por el acto de la Expiración en la calle Marqués, la lectura de la sentencia en el Prendimiento de Nuestro Padre Jesús, el recogimiento de madrugada de los rezos de las Hermanas de Santa Ángela de la Cruz a La Hermandad de la Columna y la bendición de Nuestro Padre Jesús Nazareno que, con su brazo articulado, concede a los miles de linarenses que se agolpan a su paso en la madrugá del Jueves Santo al Viernes Santo primero tras su salida en la plaza San Francisco y posteriormente en el paseo de Linarejos, siendo la cofradía con un mayor número de hermanos en la ciudad y a la que mayor devoción se le tiene en la ciudad.
Fiestas en honor a la Virgen de Linarejos
La Virgen de Linarejos es la patrona de Linares desde el 1 de noviembre de 1783, según el decreto del Obispo de Jaén e Inquisidor General de España D. Agustín Rubín de Ceballos con fecha 24 de febrero de 1784, según consta en los Libros de Actas del Cabildo correspondientes a dicho año. Dicho documento se conserva en el Archivo Municipal de Linares donde se especifica el carácter retroactivo del nombramiento y la denominación de María Santísima de Linarejos. Desde entonces, las fiestas en honor a la patrona de Linares tienen lugar el último domingo de Pentecostés.
Cada año, la afluencia de personas hacia el Santuario de la Virgen de Linarejos es masiva. Junto al santuario se instala una pequeña feria con carruseles, tómbolas y demás instalaciones recreativas.
Carnaval

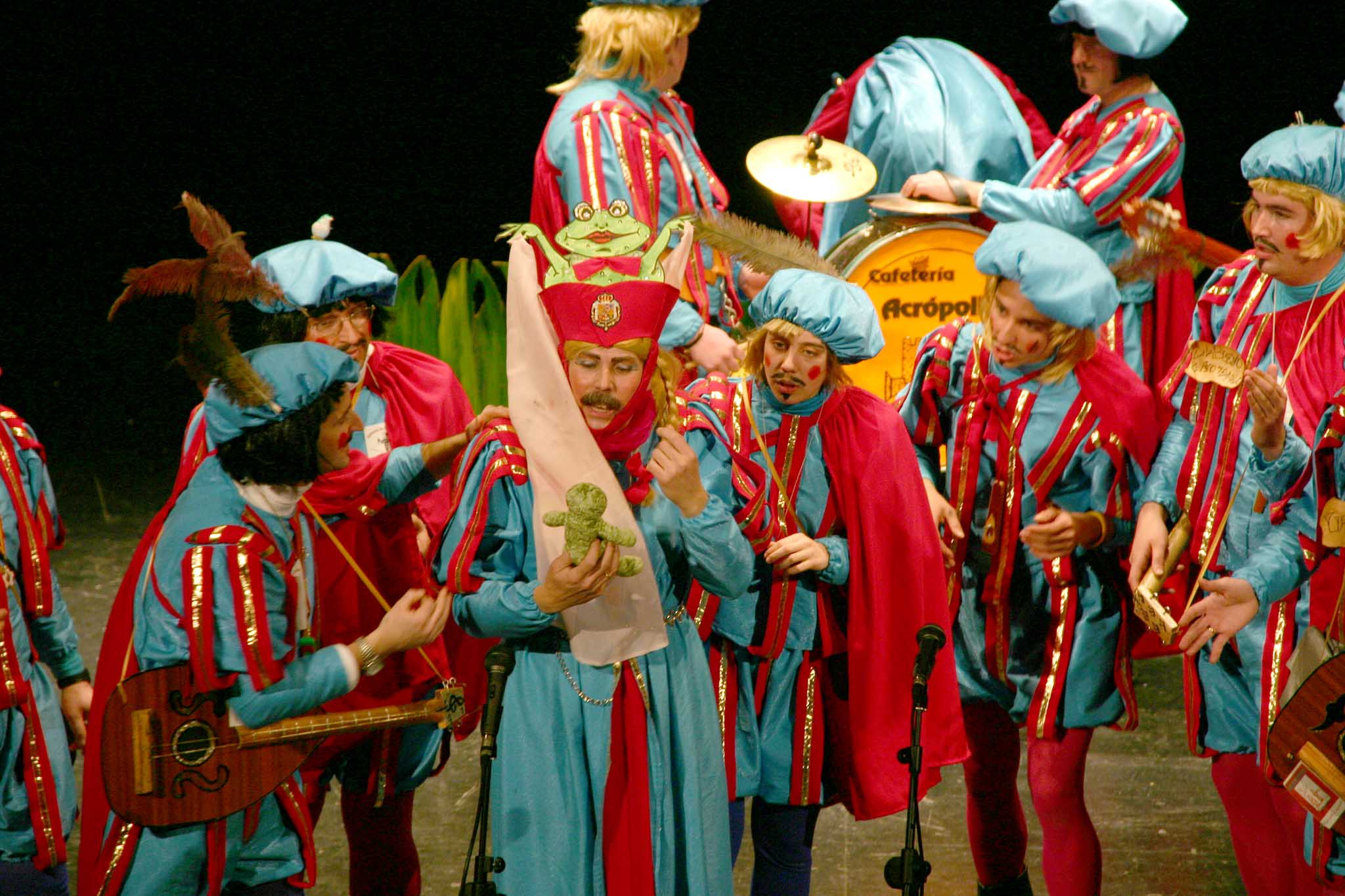
Chirigota actuando durante los Carnavales 2005 en el Teatro Cervantes de Linares

Linares no es una ciudad tradicionalmente carnavalesca. Cada año, el Ayuntamiento de Linares organiza un certamen carnavalero en el que participan además agrupaciones de localidades vecinas. En la ciudad, solo ha habido constancia de cuatro chirigotas: «Los Palomos», «Los Otros» (en ocasiones denominados «Los Enganchaos»), «Las Supernenas» y «Andrés Seagobia».
Otras celebraciones
- En Navidad, las calles de Linares se engalanan con luces y adornos para celebrar las fiestas. El día 5 de enero tiene lugar la llegada y Cabalgata de los Reyes Magos, que acompaña a los Reyes Magos por las calles de la ciudad.
- El Corpus Christi de Linares se celebra con la Santa Misa en la Basílica de Santa María y una procesión que recorre las calles de la ciudad.[283]
- La fiesta de Halloween se celebra la noche del 31 de octubre, donde son habituales las fiestas de disfraces o las típicas calabazas encendidas.

### Deporte
Entidades deportivas
- Linares Deportivo, fútbol. Este equipo, que actualmente milita en la Segunda Federación (cuarta categoría del fútbol español), se creó tras la desaparición del Club Deportivo Linares, surgido a su vez como consecuencia de la desaparición en 1990 del antiguo Linares C.F., que jugó durante varias temporadas en la segunda división del fútbol español.[284][285]
- Linares C.F. y F.S., fútbol. Nacido en 2011 tras la fusión de la A.D. Santa Ana y el Cástulo C.F. Cuenta con categorías desde prebenjamín a juvenil que militan en las principales ligas provinciales y autonómicas, y que ha sido origen de muchos futbolistas que han llegado a la categoría profesional.
- C.A.B. Linares, baloncesto. Fundado en 2009, en la actualidad tiene veinte equipos en las modalidades femeninos y masculinos y en todas las categorías, desde las de iniciación (desde los cinco años de edad) hasta seniors (desde los dieciocho años en adelante), con más de 450 jugadores repartidos entre el club y las Escuelas C.A.B.
- C.B. Linares, baloncesto. Fundado en 1982, club decano del baloncesto linarense y provincial que cuenta con equipos tanto masculino como femenino.
- Linabasket Club, baloncesto. Fundado en 2015, club de baloncesto linarense con la vocación de formar a jóvenes en el ámbito deportivo.[286]
- CMH Linares F.S., fútbol sala. En fútbol sala, la ciudad dispone de un equipo que milita en segunda división B, el CMH Linares FS.
- Club Tenis de Mesa de Linares, tenis de mesa. El equipo femenino milita en la segunda división nacional y pertenece al Programa Estrella Élite de la Consejería de Turismo, Comercio y Deporte de la Junta de Andalucía.
- Íberos Club de Rugby, rugby. Fundado en 2010, está constituido por jugadores juveniles y cadetes que entrenan en el parque deportivo de la Garza.
- Club de tenis, tenis. La ciudad organiza anualmente durante el mes de agosto el OPEN de tenis Ciudad de Linares, en el que participan tenistas de prestigio a nivel nacional.
- Club de dardos, dardos. Linares cuenta con representación anual en el Campeonato Nacional de España de dardos, un juego en el que es referente en la provincia y en Andalucía.

Instalaciones deportivas

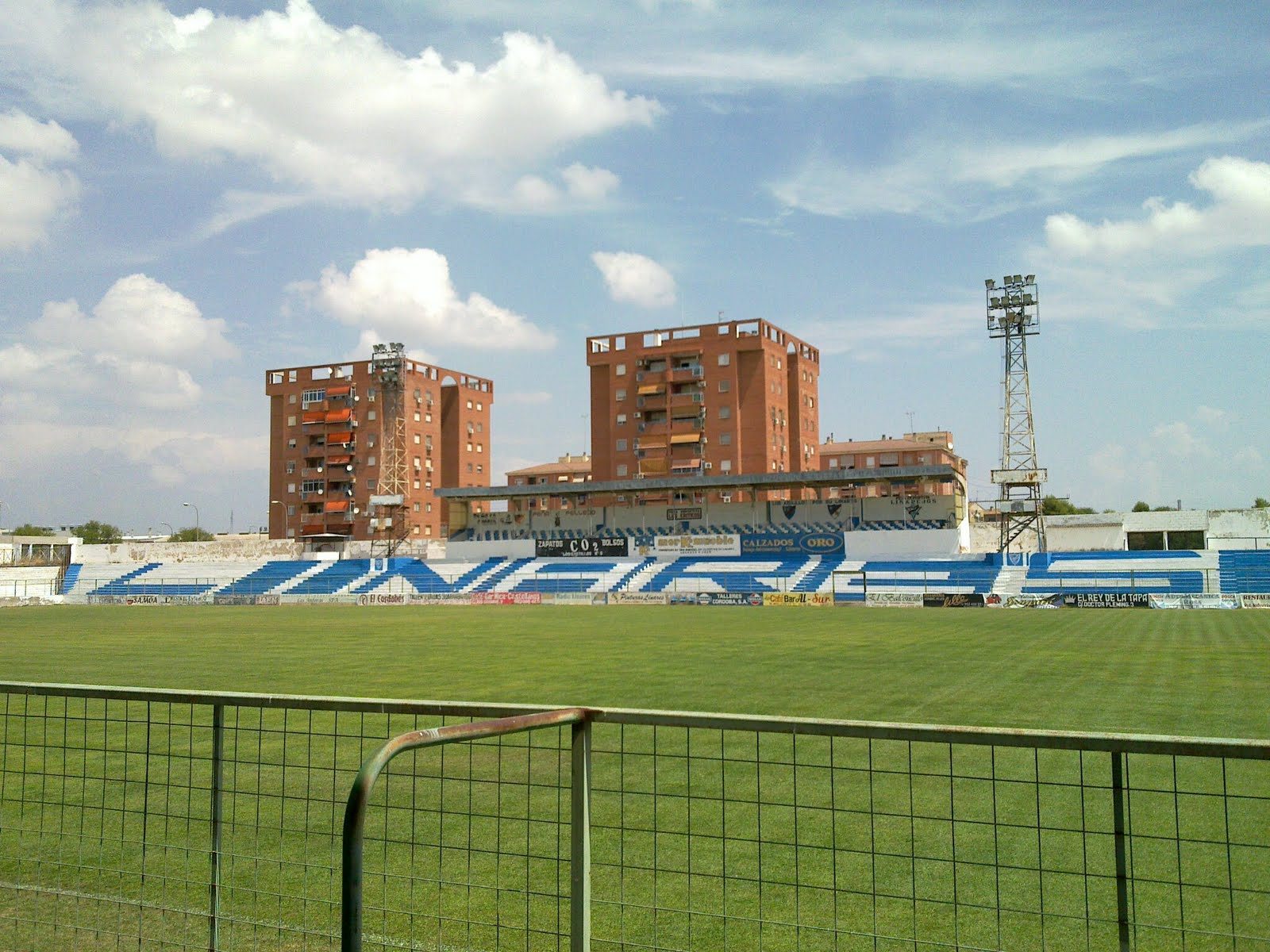
Vista del Estadio de Linarejos, en el cual disputa sus partidos como local el Linares Deportivo

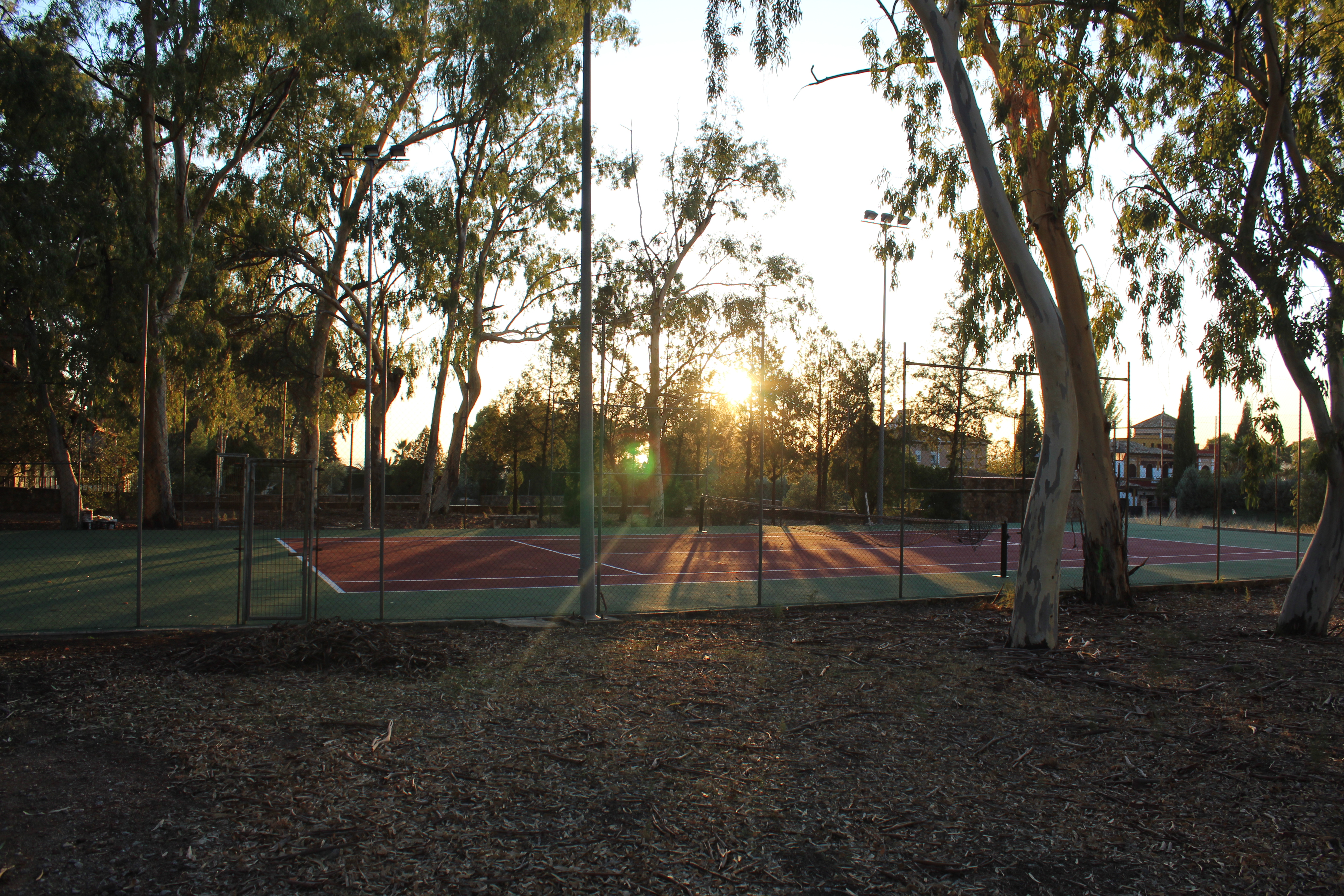
Pista de tenis en Linares, junto a la Fundición La Cruz, una de las primeras que se construyeron en la provincia de Jaén

- Campo municipal de Linarejos, donde actualmente disputa sus partidos como local el Linares Deportivo. Inaugurado en 1956, cuenta con un campo de fútbol de césped natural y unas gradas con capacidad para 10 000 espectadores. Anexo a este existe un campo de césped artificial (de arena hasta 2014) con asientos en sus principales gradas en el que entrenan los equipos: Linares Deportivo sénior, Linares Deportivo B, Linares CF 2011, C.D. Almidas Castillo y los escalafones de dichos equipos infantil, alevines, cadetes, prebenjamines, juveniles y sénior. La Junta de Andalucía y el ayuntamiento linarense han acordado un proyecto de rehabilitación integral del estado de Linarejos, que cuenta con un presupuesto de 11 M€, cofinanciado en torno al 82,5 % por la administración regional y el 17,5 % restante por el consistorio linarense.[287][288]
- Instalaciones deportivas municipales de Mariano de La Paz. Constan de una pista de atletismo de 250 m, una pista de pádel, 4 pistas de tenis, 2 pistas polideportivas y un campo de fútbol-7.
- Piscina Municipal. Se trata de una piscina olímpica cubierta climatizada para la práctica de natación, pero no contempla uso recreativo.
- Polideportivo San José. Cuenta con un campo de fútbol de césped artificial, 3 pabellones polideportivos cubiertos, 2 pistas polideportivas cubiertas, 3 pistas de pádel, 3 gimnasios y una sala de tenis de mesa.
- Parque deportivo de La Garza. Consta de diversas pistas de tenis, un campo de golf, un polideportivo, piscinas olímpicas y un campo de fútbol, entre otras.
- Pabellón polideportivo universitario. Este nuevo espacio deportivo linarense cuenta con una superficie de 2479 m cuadrados. Se trata del primer edificio construido del Campus Científico-Tecnológico de Linares. Al pabellón pueden acudir tanto los estudiantes de la Universidad de Jaén como los que no lo son. Consta de una pista polideportiva (fútbol sala, baloncest, voleibol), dos gimnasios (musculación y cardiovascular) con vistas al campus, vestuarios, zona de administración, enfermería, aseos y almacén.[289]

### Medios de comunicación
A nivel de prensa escrita, en la ciudad pueden adquirirse los periódicos nacionales e internacionales de mayor difusión, así como los periódicos provinciales Diario Jaén e Ideal Jaén. En cuanto a medios digitales, cuenta con los medios locales Linares28, Info Linares y El Observador, así como cobertura en los medios provinciales de Vivir Jaén, HoraJaén y LacontradeJaén. En radio, se pueden sintonizar las principales cadenas que operan a nivel estatal y regional, alguna de las cuales cuenta con emisoras locales que emiten espacios dedicados a la actualidad local en sus desconexiones en diferentes tramos horarios: Radio Nacional de España, Radio Linares Cadena SER, Onda Cero Linares, COPE Jaén, Punto Radio y Canal Sur Radio. En FM, se pueden sintonizar las emisoras eminentemente musicales y otras específicas dedicadas a la información deportiva o económica, tales como, Radio Andalucía Información, La Fresca FM, Cadena Cien Jaén, 40 Principales Jaén, Dial Jaén, Canal Fiesta Radio o Canal Sur Radio, entre otras. Finalmente, en relación con la televisión, la ciudad cuenta con cobertura informativa en los canales provinciales OndaJaénRTV, Canal Sur Jaén y 7 TV Jaén, además de en el canal local TVeo Comarca.

### Eventos

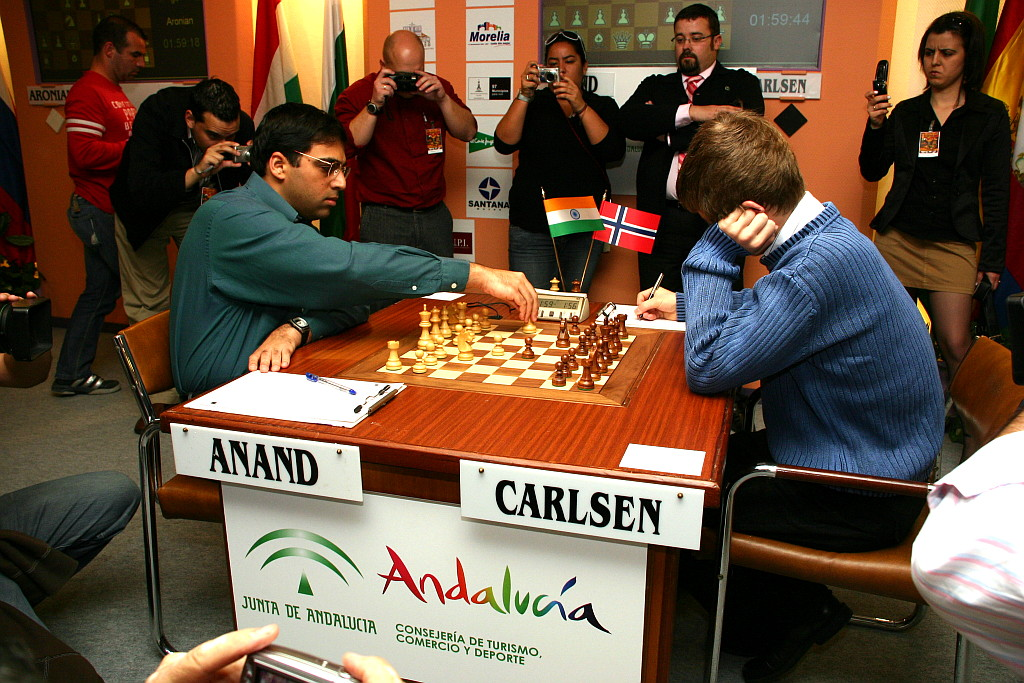
Anand vs Carlsen (XXIV Torneo Intercontinental de Ajedrez Ciudad de Linares - Morelia)

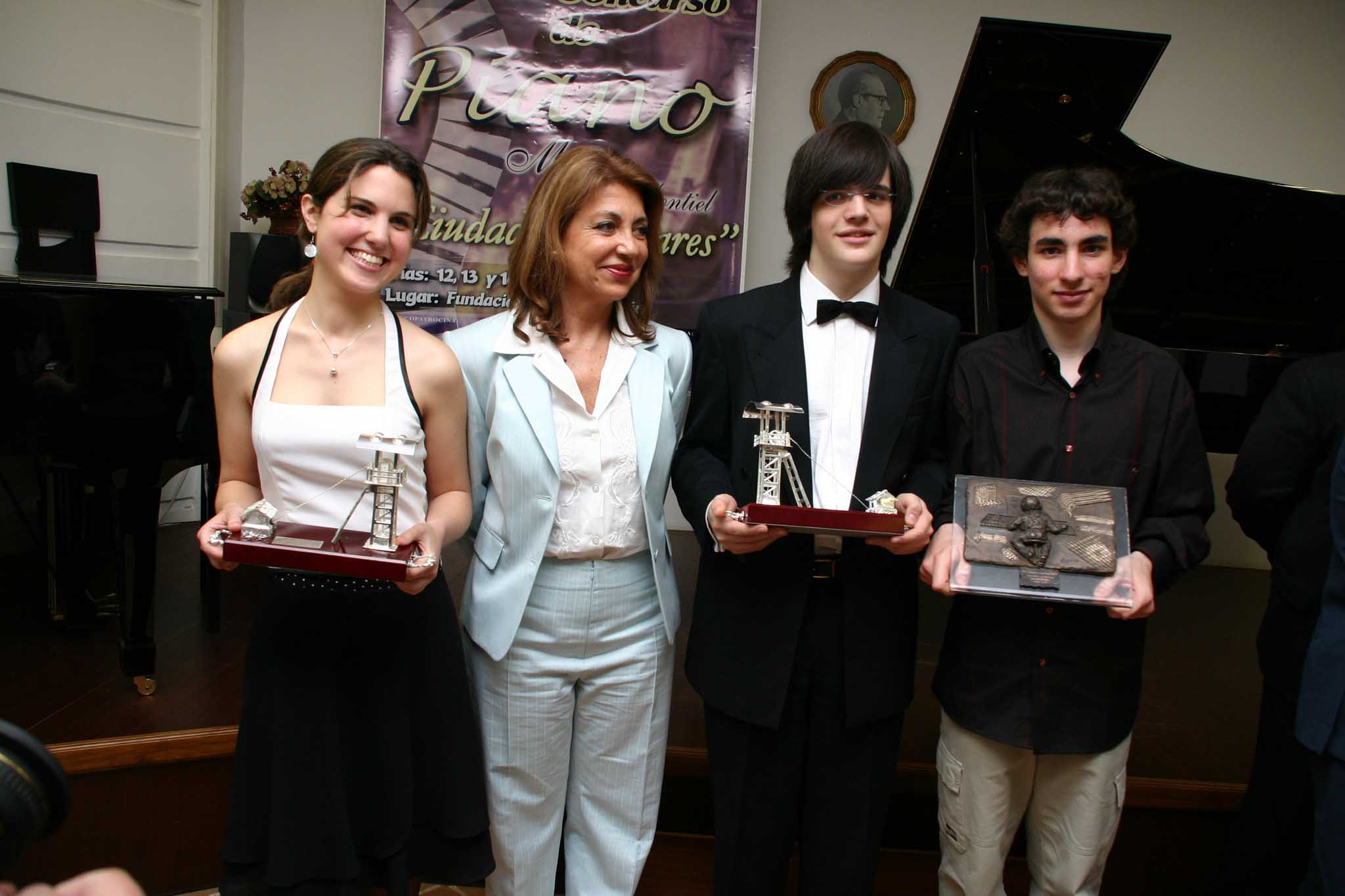
XXIV Concurso de piano Ciudad de Linares Marisa Montiel

Torneo internacional de ajedrez Ciudad de Linares
Este torneo de ajedrez fue uno de los acontecimientos de mayor relevancia en Linares debido a su proyección internacional. Durante años fue considerado uno de los mejores torneos de ajedrez del mundo pues participaban asiduamente los 12 o 14 ajedrecistas más importantes del panorama internacional. Han participado célebres ajedrecistas como Gari Kaspárov, Anatoli Kárpov, Viswanathan Anand, Magnus Carlsen, Larry Christiansen, Borís Spaski y Jan Timman. Kaspárov participó en 15 ocasiones y ganó nueve ediciones del torneo. La XXVII edición, en 2010, fue la última celebrada, debido principalmente a la crisis económica, por lo que el certamen ha sido suspendido de manera indefinida.
En los torneos de ajedrez internacionales, los dos únicos celebrados en el mundo con más de 12 jugadores fueron en Linares. Con categoría inferior y 16 jugadores, de los cuatro que se han celebrado en todo el mundo, tres de ellos fueron en Linares (el otro fue en Suecia). La última convocatoria ha sido de categoría 19.
Concurso Nacional de Tarantas
Desde 1964 la ciudad celebra en agosto, antes y durante la Real Feria y Fiestas de San Agustín, el prestigioso Concurso Nacional de Tarantas, con ánimo de mantener vivas sus raíces mineras,. En este concurso se dan cita grandes cantaores para participar en las especialidades de tarantas y cantes libres.
Concurso de piano Ciudad de Linares Marisa Montiel
Desde 1978 se celebra en mayo el concurso de piano Ciudad de Linares Marisa Montiel, cuyo interés cultural es de nivel nacional. Durante el mismo, se reúnen jóvenes promesas nacionales juveniles e infantiles de piano.